# Wale
Die Wale (Cetacea, auch Zetazeen oder Cetaceen) bilden eine Ordnung der Säugetiere mit etwa 90 Arten, die ausschließlich im Wasser leben. Es werden zwei Unterordnungen unterschieden: die Bartenwale (Mysticeti), die sich als Filtrierer von Plankton ernähren und zu denen die größten Tiere der Evolutionsgeschichte zählen, sowie die räuberisch lebenden Zahnwale (Odontoceti), zu denen auch die Familie der Delfine (Delphinidae) gehört. Der Begriff „Wal“ kann in einem sprachlich engeren Sinne die als „Delfin“ bezeichneten Arten ausklammern (die nicht ganz deckungsgleich mit der Familie sind), so dass die ganze Ordnung auch als „Wale und Delfine“ bezeichnet wird.
Der alte, im Neuhochdeutschen zunächst dominierende, heute volkstümliche Name „Walfisch“ entspricht nicht dem heutigen wissenschaftlichen Verständnis, da Wale keine Fische sind, sondern aquatische (wasserlebende) Säugetiere (Meeressäuger). In der Antike und bis in die Mitte der Neuzeit wurden sie jedoch, auf Aristoteles zurückgehend, als Fische betrachtet, obgleich schon der Philosoph des vierten vorchristlichen Jahrhunderts vielfältige physiologische Ähnlichkeiten mit den Landwirbeltieren erkannt hatte. Erst durch Carl von Linné wurden Wale 1758 den Säugetieren zugeordnet.
Mit Ausnahme einzelner Delfine und der verschiedenen Gruppen der Flussdelfine leben Wale im Meer. Den Übergang zum Wasserleben vollzog diese Säugergruppe vor etwa 50 Millionen Jahren im frühen Eozän. Wale sind eng verwandt mit den Paarhufern (Artiodactyla), beide Gruppen bilden gemeinsam das Taxon Cetartiodactyla.
Die Bestände vieler Walarten sind infolge von Umweltverschmutzung, der Fischerei und des industriell betriebenen Walfangs deutlich zurückgegangen. Bei wiederholt auftretenden Walstrandungen – an den Ursachen wird geforscht – sterben bis zu hunderte Wale.

## Merkmale

### Allgemeines
Wale sind neben den Seekühen die einzigen vollständig an das Leben im Wasser angepassten Säugetiere. Sie sind nicht in der Lage, an Land zu überleben. Bei gestrandeten Walen drückt das Körpergewicht ihre Lungen zusammen oder bricht ihnen die Rippen, da die Unterstützung durch den Auftrieb des Wassers fehlt. Kleinere Wale sterben aufgrund ihrer guten Wärmeisolation an Hitzschlag. Der Körperbau der Wale ist an ihren Lebensraum angepasst, dennoch teilen sie weiterhin wesentliche Merkmale mit allen anderen Höheren Säugetieren (Eutheria):
- Wale sind Luftatmer und besitzen Lungen. Je nach Art können sie zwischen einigen Minuten bis zu mehr als zwei Stunden (zum Beispiel Pottwal) untergetaucht bleiben.
- Wale besitzen ein besonders leistungsfähiges Herz. Dadurch wird der im Blut aufgenommene Sauerstoff sehr effektiv im Körper verteilt.
- Wale gehören zu den gleichwarmen Tieren, d. h. sie halten im Gegensatz zu den wechselwarmen Tieren eine konstante, von der Umgebung unabhängige Körpertemperatur.
- Wale gebären vollentwickelte Kälber und säugen sie mit extrem fettreicher Muttermilch aus speziellen Milchdrüsen. Die Embryonalentwicklung findet im Körper der Mutter statt. Während dieser Zeit wird der Embryo durch ein spezielles Nährgewebe, die Plazenta, ernährt.

Zu den Walen gehören die größten Tiere, die jemals auf der Erde gelebt haben. Der Blauwal (Balaenoptera musculus) ist mit einer Körperlänge von bis zu 33 Metern und einem Gewicht von bis zu 200 Tonnen das größte bekannte Tier der Erdgeschichte. Der Pottwal (Physeter macrocephalus) ist das größte räuberisch lebende Tier der Erde. Die kleinsten Walarten erreichen dagegen nur eine maximale Körperlänge von etwa 1,5 Metern, wie etwa der La-Plata-Delfin, der Hector-Delfin und der Kalifornische Schweinswal.
Wale zeichnen sich auch durch eine für Höhere Säugetiere ungewöhnliche Lebenserwartung aus. Manche Arten, wie etwa der Grönlandwal (Balaena mysticetus), können ein Alter von über 200 Jahren erreichen. Anhand der Jahresringe der knöchernen Ohrkapsel konnte das Alter des ältesten bekannt gewordenen Exemplars, eines Männchens, auf 211 Jahre zum Zeitpunkt seines Todes bestimmt werden.

### Äußere Anatomie

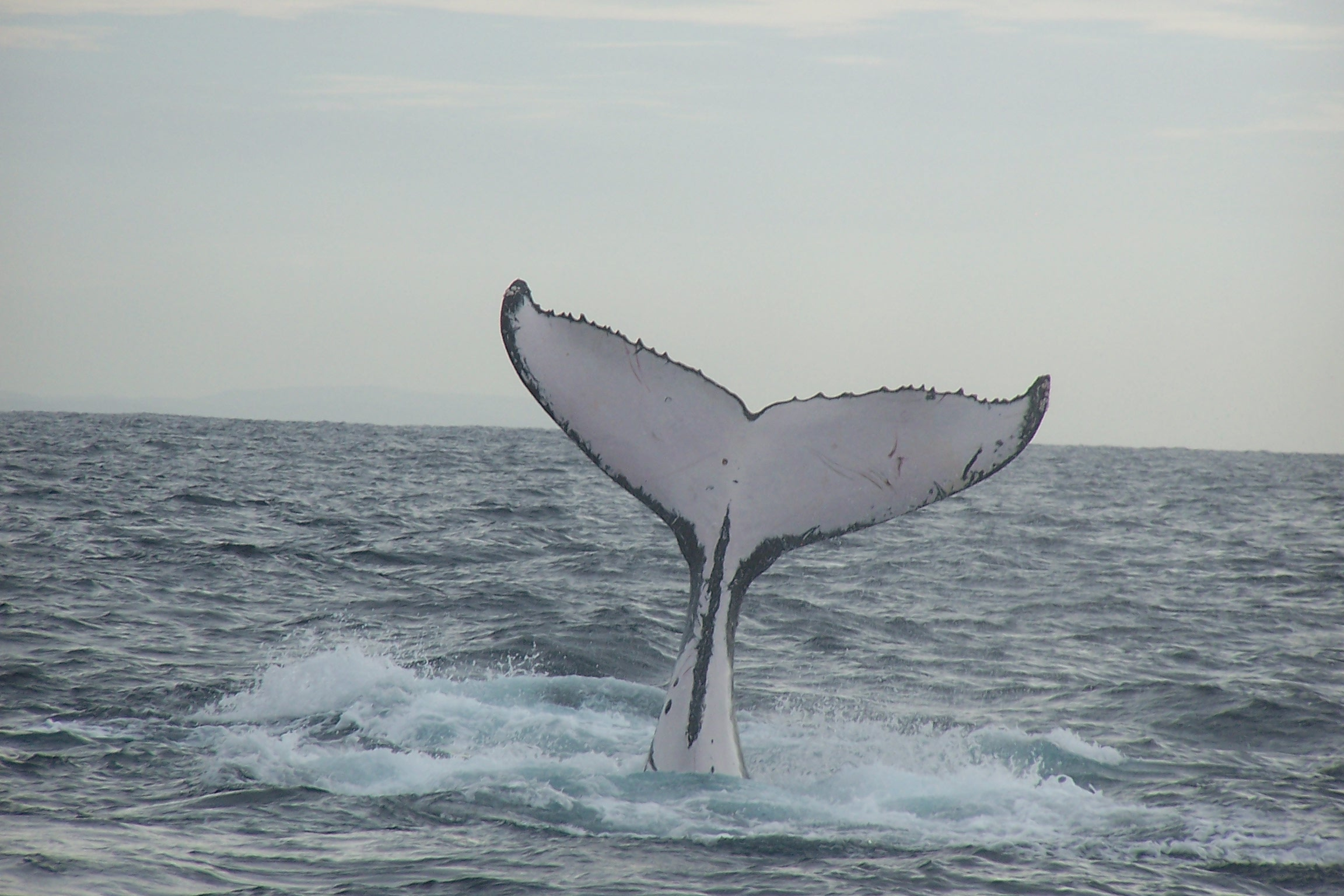
Schwanzflosse eines Buckelwals

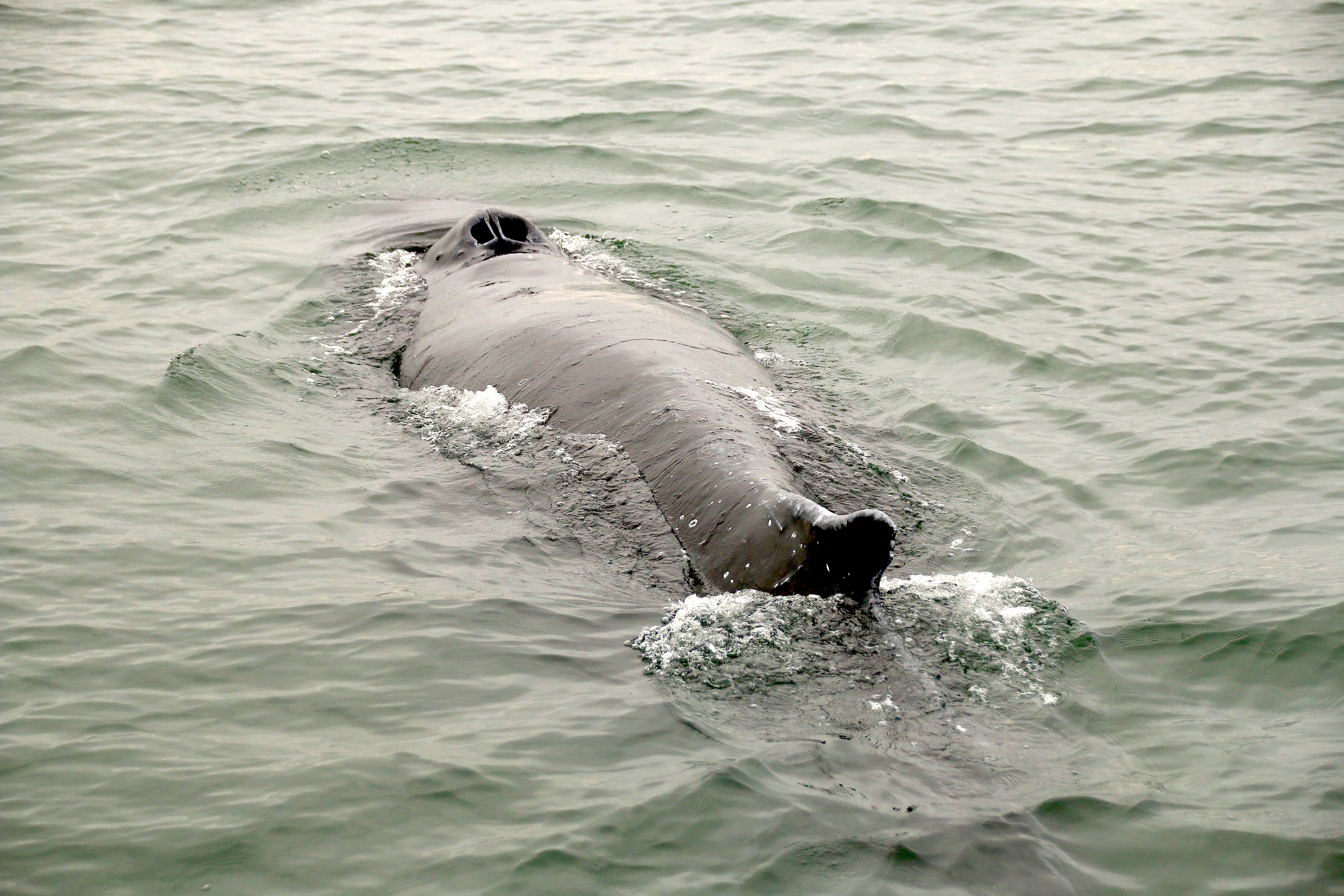
Die zwei Nasenlöcher eines Bartenwals

Der Körperumriss der Wale ähnelt dem von großen Fischen, was sich auf die Lebensweise und die besonderen Bedingungen des Lebensraums zurückführen lässt (Konvergenz). So besitzen sie eine stromlinienförmige Gestalt, und ihre Vorderextremitäten sind zu Flossen (Flipper) umgestaltet. Auf dem Rücken tragen sie eine weitere Flosse, die als Finne bezeichnet wird und je nach Art verschiedene Formen annimmt. Bei wenigen Arten fehlt sie völlig. Sowohl die Flipper als auch die Finne dienen ausschließlich der Stabilisierung der Wale im Wasser und der Steuerung. Der Schwanz endet in einer großen Schwanzflosse, die Fluke heißt und wie die Finne eine knorpelige Fläche ohne Knochenteile darstellt. Die Fluke setzt waagerecht statt senkrecht am Körper an, ein von außen sehr gut erkennbares Unterscheidungsmerkmal zu den Fischen. Sie ermöglicht durch vertikales Schlagen die Fortbewegung.
Die Hinterbeine fehlen den Walen vollständig, ebenso alle weiteren Körperanhänge, welche die Stromlinienform behindern könnten, wie die Ohren und auch die Haare. Die männlichen Genitalien und die Milchdrüsen der Weibchen sind in den Körper versenkt.
Alle Wale haben einen langgestreckten Kopf, der besonders bei den Bartenwalen durch die weit ausladenden Kiefer extreme Ausmaße annimmt. Die Nasenlöcher der Wale bilden das Blasloch, eines bei Zahnwalen, zwei bei Bartenwalen. Sie liegen auf der Oberseite des Kopfes, so dass der Körper beim Atmen untergetaucht bleiben kann. Beim Ausatmen kondensiert meist die Feuchtigkeit der Atemluft und bildet den so genannten Blas. Bei den Zahnwalen existiert eine bindegewebige Melone als Kopfwölbung. Diese ist von Luftsäcken und Fett erfüllt und hilft beim Auftrieb sowie bei der Schallbildung. Eine besonders ausgeprägte Melone haben die Pottwale; hier wird sie als Spermacetiorgan bezeichnet und enthält das namensgebende Spermaceti bzw. Walrat. Die Kiefer enthalten bei den Zahnwalen eine unterschiedliche Anzahl von Zähnen, von zwei flachen Hauern bei den Zweizahnwalen über eine große Anzahl gleichförmiger (homodonter) Zähne bei den Delfinen. Auch der lange Stoßzahn des männlichen Narwals ist ein umgebildeter Eckzahn. Bei den Bartenwalen sitzen im Oberkiefer an Stelle der Zähne lange hornige Filterplatten, die Barten.
Der Körper ist von einer dicken Speckschicht, dem sogenannten Blubber, eingehüllt. Dieser dient der Wärmeisolation und verleiht den Walen eine glatte, stromlinienförmige Körperform. Bei den großen Arten kann der Blubber bis zu einem halben Meter Dicke erreichen. Der sehr spezielle Aufbau der Haut oberhalb der Speckschicht sorgt für ein Phänomen, welches als Graysches Paradoxon bekannt ist: Der Körper vor allem der schnelleren Schwimmer, etwa der Delfine, verfügt in der Realität über weit bessere Strömungseigenschaften als dies bei einem Festkörper mit der gleichen Form der Fall ist. Dies wird auf die Dämpfungseigenschaft der Haut zurückgeführt, die störende Wirbelbildungen abmildert. Zu diesem Zweck besitzt die Lederhaut (Corium oder Dermis) lange Papillen, die einen Saum bilden und mit der darüber liegenden Epidermis verzahnt sind. Die Papillen der Lederhaut sitzen dabei auf Lamellen, die weitgehend quer zur Körperlängsachse und damit auch zur Strömungsrichtung gestellt sind. Aufgrund ihrer Länge hielt man die Papillen zuerst für Ausführungsgänge von Schweißdrüsen. Heute kennt man allerdings ihre reale Funktion und weiß auch, dass Wale keine Hautdrüsen mit Ausnahme der Milchdrüsen besitzen. Neben diesen Dämpfungsstrukturen verfügt die Haut über ein mikroskopisch feines Reliefmuster. Aufgrund der Ergebnisse physiologischer Experimente wird auch eine aktive Reaktion der Haut angenommen. Die Optimierung der Strömungseigenschaften konnte bei Versuchen mit künstlicher Walhaut nachgestellt werden.

### Skelett

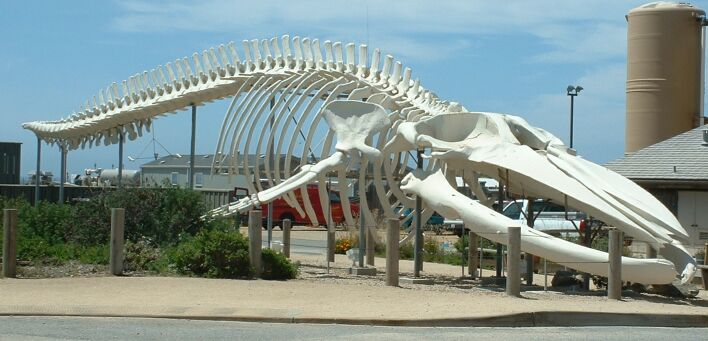
Freipräpariertes Skelett eines Blauwals vor dem Long Marine Laboratory im kalifornischen Santa Cruz

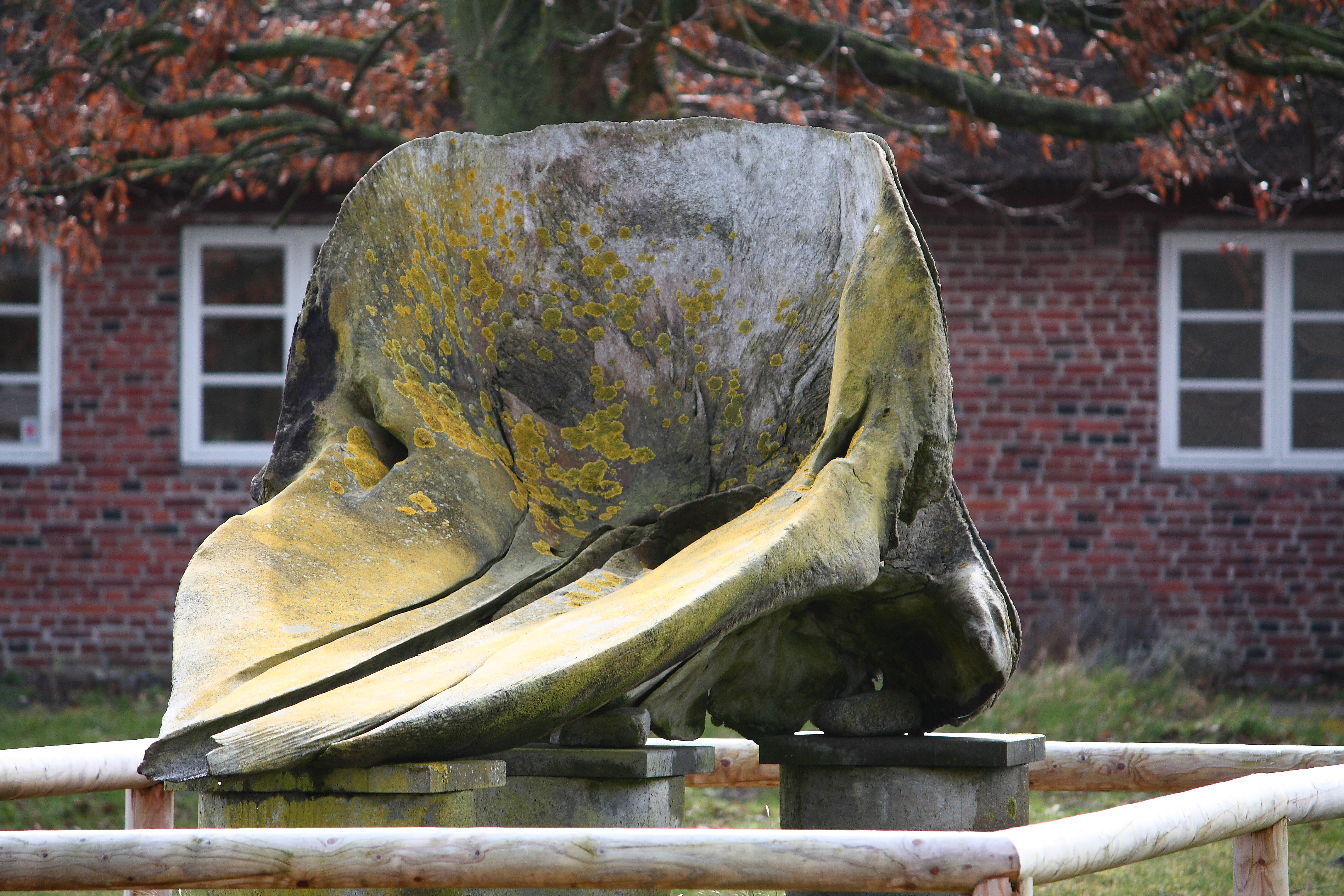
Angewitterter Hirnschädel mit Oberkiefer eines Zahnwals (Pottwal) in Kongsmark auf Rømø, Dänemark

Das Walskelett kommt weitestgehend ohne kompakte Knochen aus, da es vom Wasser stabilisiert wird. Aus diesem Grunde sind die bei den Landsäugetieren üblichen Kompaktknochen durch feinmaschige Spongiosaknochen ersetzt. Diese sind leichter und elastischer. An vielen Stellen sind außerdem Knochenelemente durch Knorpel und sogar Fettgewebe ersetzt, dadurch werden die hydrostatischen Eigenschaften des Walkörpers weiter verbessert. Im Ohr und an der Schnauze findet sich eine nur bei Walen zu findende Knochenform mit extrem hoher Dichte, die an Porzellan erinnert. Diese hat besondere akustische Eigenschaften und leitet den Schall besser als andere Knochen.

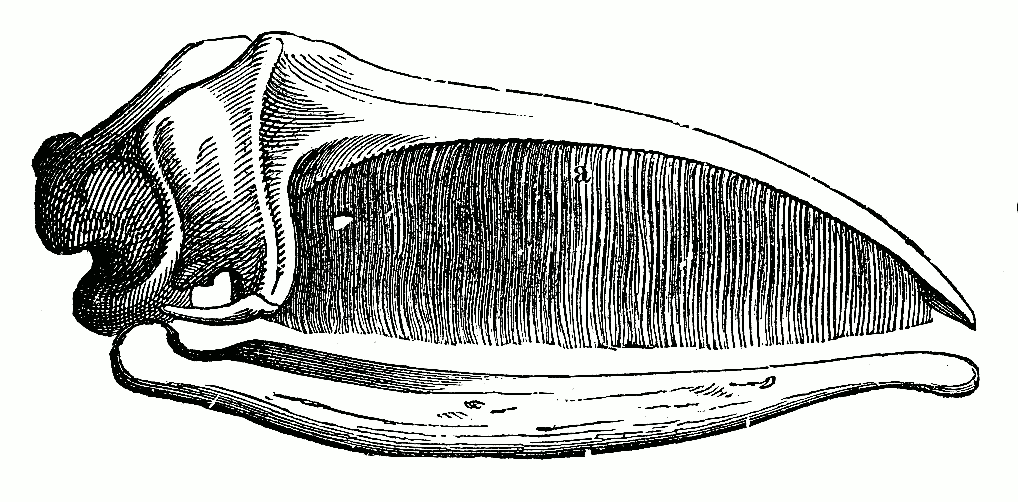
Schädel eines Bartenwals

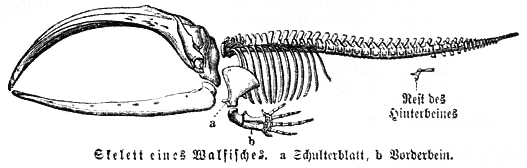
Skelett eines Bartenwals (ohne Barten)

Der Schädel aller Wale ist charakteristisch verlängert, was gut bei dem hier dargestellten Bartenwal ersichtlich ist. Dabei bilden die Kiefer- und die Nasenbeinknochen ein vorspringendes Rostrum. Die Nasenöffnungen liegen am Scheitelpunkt des Kopfes oberhalb der Augen. Der hintere Teil des Schädels mit dem Hirnschädel ist deutlich verkürzt und verformt. Durch die Verlagerung der Nasenlöcher auf die Kopfoberseite verlaufen die Nasengänge senkrecht durch den Schädel. Bei den Zahnwalen reicht der Kehlkopf schnabelartig in diesen Gang hinein, bei den Bartenwalen weicht selbiger dem Gang seitlich aus. Die Zähne bzw. die Barten sitzen im Oberkiefer ausschließlich am Maxillarknochen. Der Hirnschädel wird durch den Nasengang nach vorn eingeengt und ist entsprechend höher ausgebildet, wobei sich einzelne Schädelknochen übereinanderschieben (Teleskoping). Die knöcherne Ohrkapsel, das Petrosum, ist mit dem Schädel nur knorpelig verbunden, damit sie unabhängig von selbigem schwingen kann. Aus diesem Grunde stellen isolierte Ohrkapseln häufige Walfossilien dar, die als Cetolithen bezeichnet werden. Bei vielen Zahnwalen ist der Schädel aufgrund der Ausbildung einer großen Melone und mehrerer Luftsäcke zudem asymmetrisch ausgebildet.
Die Anzahl der Wirbel der Wirbelsäule beträgt abhängig von der Art zwischen 40 und 93 Einzelwirbel. Die Halswirbelsäule besteht wie bei fast allen Säugetieren (Ausnahmen: Faultiere und Rundschwanzseekühe) aus sieben Wirbeln, die bei den meisten Walen jedoch stark verkürzt oder miteinander verschmolzen sind, was Stabilität beim Schwimmen auf Kosten der Beweglichkeit verschafft. Die Rippen werden von den Brustwirbeln getragen, deren Anzahl zwischen 9 und 17 betragen kann. Das Brustbein ist nur knorpelig und stark zurückgebildet. Die letzten zwei bis drei Rippenpaare sind bei allen Walen nicht mit dem Brustbein verbunden und liegen als Fleischrippen frei in der Körperwand; bei den Bartenwalen liegen alle Rippen mit Ausnahme des ersten Paares frei. Daran schließt sich der stabile Lenden- und Schwanzteil der Wirbelsäule an, dem alle weiteren Wirbel angehören. Unterhalb der Schwanzwirbel haben sich die Chevron-Knochen aus den Hämalbögen der Wirbel entwickelt, die zusätzliche Ansatzstellen für die Schwanzmuskulatur bieten.
Die vorderen Gliedmaßen sind paddelförmig mit verkürzten Arm- und verlängerten Fingerknochen, um die Fortbewegung zu unterstützen. Sie sind durch Knorpel verwachsen. Am zweiten und dritten Finger kommt es zudem zu einer Vermehrung der Fingerglieder, einer so genannten Hyperphalangie. Das einzige funktionelle Gelenk ist das Schultergelenk, alle anderen sind (außer bei den Amazonas-Flussdelfinen (Inia)) unbeweglich. Ein Schlüsselbein fehlt vollständig. Da eine Fortbewegung des Wals auf dem Land nicht mehr erforderlich ist und bei den großen Arten aufgrund des Körpergewichtes auch nicht mehr möglich wäre, sind die Hintergliedmaßen stark verkümmert und nur noch als Skelettrudimente ohne Verbindung zur Wirbelsäule vorhanden.

### Innere Anatomie und Physiologie
Besonders wichtig für die Lebensweise der Wale im Wasser ist der Aufbau des Atmungs- sowie des Kreislaufsystems. Der Sauerstoffhaushalt der Wale ist entsprechend hocheffektiv. Bei jedem Atemzug kann ein Wal bis zu 90 Prozent des gesamten Luftvolumens der Lunge austauschen, bei einem Landsäugetier liegt dieser Wert etwa bei 15 Prozent. In der Lunge wird der eingeatmeten Luft durch das Lungengewebe etwa doppelt so viel Sauerstoff entzogen wie bei einem Landsäuger. Die Lunge selbst beinhaltet in den Alveolen ein doppeltes Kapillarnetz. Der Sauerstoff wird außer im Blut und der Lunge in verschiedenen Geweben der Wale gespeichert, vor allem in der Muskulatur, in welcher der Muskelfarbstoff Myoglobin für eine effektive Bindung sorgt. Diese lungenexterne Sauerstoffspeicherung ist beim Tieftauchen überlebenswichtig, da ab einer Tauchtiefe von etwa 100 Metern das Lungengewebe durch den Wasserdruck nahezu vollständig komprimiert wird. Beim Tauchvorgang wird der Sauerstoffverbrauch durch Absenkung der Herztätigkeit und der Blutzirkulation massiv gesenkt, einzelne Organe werden während dieser Zeit nicht mit Sauerstoff versorgt. Manche Furchenwale können dadurch bis zu 40 Minuten tauchen, Pottwale zwischen 60 und 90 Minuten und Entenwale sogar zwei Stunden. Die Tauchtiefen liegen dabei im Durchschnitt bei etwa 100 Meter, Pottwale tauchen bis zu 3000 Meter tief.
Der Magen der Wale besteht aus drei Kammern. Der erste Bereich wird von einem drüsenlosen und sehr muskulösen Vormagen gebildet (der bei den Schnabelwalen fehlt), danach folgen der Hauptmagen und der Pylorusmagen, die beide mit Drüsen zur Verdauung ausgestattet sind (s. Wiederkäuer, dort Tiere mit ähnlichem Verdauungssystem). An die Mägen schließt sich ein Darm an, dessen Einzelabschnitte nur histologisch unterschieden werden können. Die Leber ist sehr groß und besitzt keine Gallenblase.
Die Nieren sind stark abgeflacht und sehr lang. Sie sind in mehrere tausend Einzelläppchen (Reniculi) aufgeteilt, um effektiv arbeiten zu können. Die Salzkonzentration im Blut der Wale ist niedriger als die im Meerwasser; die Nieren dienen daher auch zur Salzausscheidung. Das ermöglicht es den Walen, Meerwasser zu trinken.

### Gemeinsamkeiten in der Chromosomen-Genetik
Der ursprüngliche Karyotyp der Wale beinhaltet einen Chromosomensatz von 2n = 44. Sie besitzen vier Paare telozentrischer Chromosomen (Chromosomen, deren Zentromer an einem der Telomere sitzt), zwei bis vier Paare subtelozentrischer und ein bis zwei große Paare submetazentrischer Chromosomen. Die übrigen Chromosomen sind metazentrisch – haben also das Zentromer etwa in der Mitte – und sind eher klein. Bei den Pottwalen (Physeteridae), den Schnabelwalen (Ziphiidae) und den Glattwalen (Balaenidae) kam es konvergent zu einer Reduktion der Chromosomenzahl auf 2n = 42.

## Verbreitung und Lebensraum

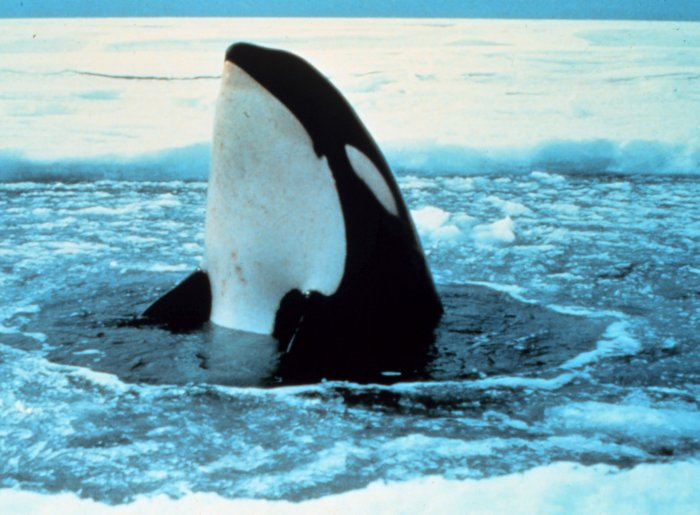
Schwertwal in der Arktis

Wale sind vor allem Meerestiere und in allen Meeren der Welt anzutreffen. Einige Arten schwimmen dabei auch in die Flussdeltas und sogar bis in die Flüsse hinein. Nur wenige Arten leben dagegen ausschließlich im Süßwasser, dabei handelt es sich um mehrere als Flussdelfine bezeichnete Arten verschiedener Familien. Während viele marine Arten der Wale wie etwa der Blauwal, der Buckelwal und auch der Schwertwal ein Verbreitungsgebiet haben, das fast alle Meere umfasst, gibt es auch einzelne Arten, die nur lokal vorkommen. Dazu gehören etwa der Kalifornische Schweinswal in einem kleinen Teil des Golfs von Kalifornien sowie der Hector-Delfin in einzelnen Küstengewässern bei Neuseeland. In den Meeren gibt es sowohl Arten, die die tieferen Meeresgebiete bevorzugen als auch Arten, die häufig oder ausschließlich in Küstennähe und Flachwasserbereichen leben.
Die Aufteilung der Lebensräume ergibt sich im Normalfall entlang bestimmter Temperaturgrenzen in den Ozeanen, entsprechend liegen die Verbreitungsgebiete der meisten Arten entlang spezifischer Breitengrade. Viele Arten leben entsprechend nur in tropischen oder subtropischen Gewässern, etwa der Brydewal oder der Rundkopfdelfin, andere findet man nur im Bereich des südlichen (etwa den Südlichen Glattdelfin oder den Stundenglasdelfin) oder nördlichen Polarmeeres (den Narwal und den Weißwal). Diese vertikale Ausbreitung wird vor allem durch Landmassen als natürliche Barrieren unterbrochen. So existieren von vielen kosmopolitischen Arten einzelne Populationen im pazifischen, im atlantischen und im Indischen Ozean, außerdem kommen einige Arten grundsätzlich nur in einem dieser drei getrennten Ozeane vor. So findet man etwa den Sowerby-Zweizahnwal und den Clymene-Delfin nur im Atlantik, den Weißstreifendelfin und den Nördlichen Glattdelfin nur im Nord-Pazifik. Bei wandernden Arten, deren Fortpflanzungsgründe häufig in tropischen und deren Nahrungsgründe in polaren Regionen liegen, kommt es zudem sowohl im Atlantik als auch im Pazifik zur Ausbildung von südlichen und nördlichen Populationen, die durch die Wanderungen genetisch voneinander getrennt werden. Bei einigen Arten führt diese Separierung der Populationen schlussendlich zur Bildung neuer Arten, so etwa beim Südkaper und den beiden Nordkaperarten im Atlantik und Pazifik.
In europäischen Gewässern konnten insgesamt 32 Walarten nachgewiesen werden, darunter 25 Arten, die zu den Zahnwalen und sieben, die zu den Bartenwalen gehören.

## Lebensweise

### Sozialverhalten
Die meisten Wale sind äußerst gesellige Tiere mit einem hoch entwickelten Sozialverhalten, nur wenige Arten leben paarweise oder als Einzelgänger. Die Walgruppen, als Schulen bezeichnet, bestehen dabei meistens aus 10 bis 50 Tieren, zu bestimmten Gelegenheiten (bei Massenauftreten von Nahrung oder zur Paarungszeit) können die Gruppen jedoch auch weit über 1000 Tiere umfassen. Auch Vergesellschaftung mit anderen Walarten ist dabei möglich.

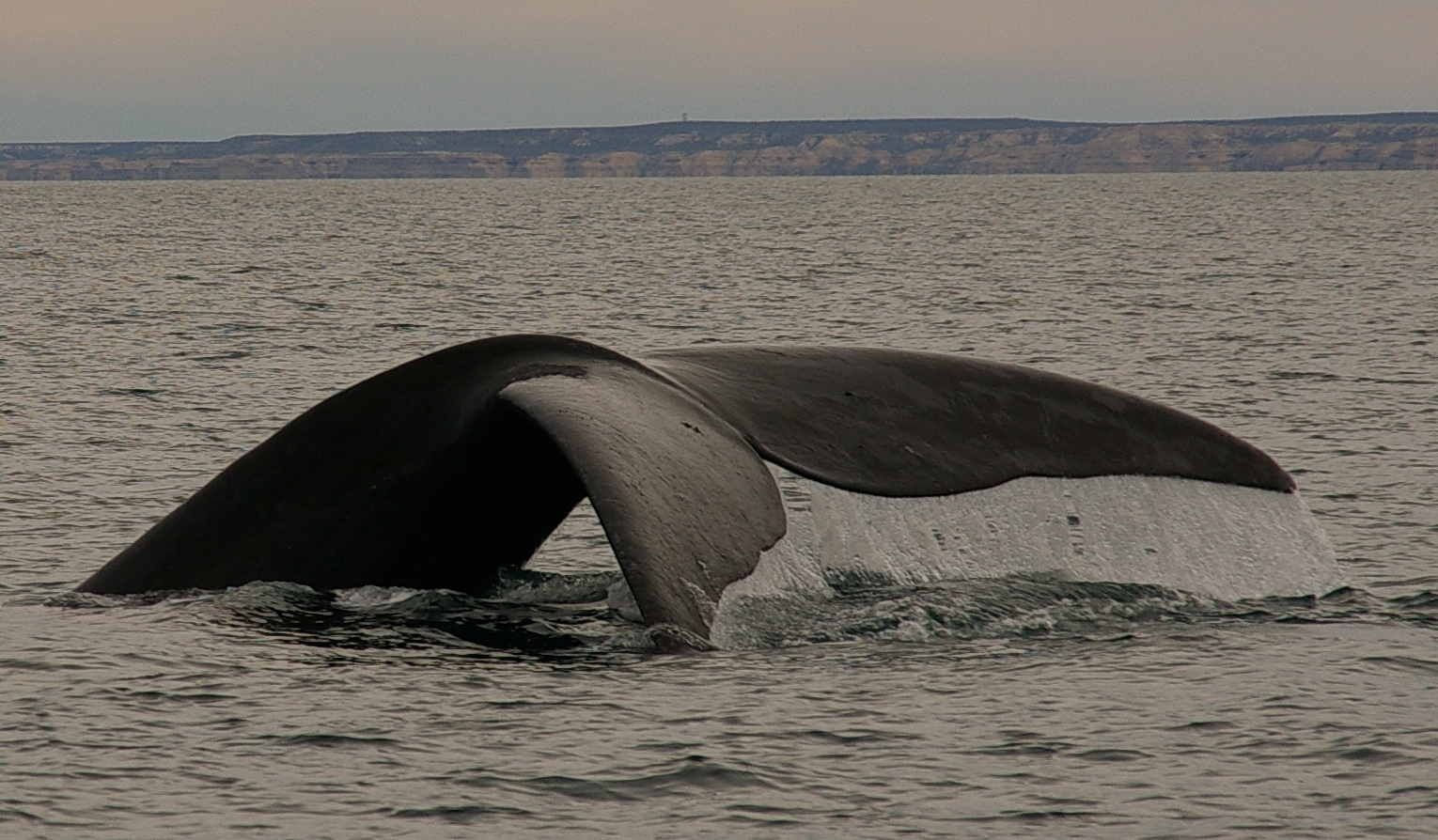
Schwanzflosse eines Wals an der Küste Argentiniens

Die einzelnen Schulen haben eine feste Hierarchie, wobei die vorrangigen Stellungen durch Beißen, Schieben oder Rammen bestimmt werden. Das Verhalten in der Gruppe ist nur in äußersten Stresssituationen wie Nahrungsmangel und in Gefangenschaft aggressiv, im Normalfall ist der Umgang friedlich. Dabei spielen Kontaktschwimmen, gegenseitiges Streicheln und Stupsen eine große Rolle. Ebenfalls bekannt sind die spielerischen Verhaltensweisen der Tiere, die sich in Luftsprüngen, Saltos, Wellenreiten oder Flossenschlagen äußern und auch bei ausgewachsenen Tieren vorkommen.
Zur Kommunikation untereinander geben die männlichen Tiere gesangsähnliche Töne und Melodien ab, die über hunderte Kilometer im Wasser zu hören sind. Japanische Forscher konnten nachweisen, dass Wale auf die Anwesenheit von Menschen reagieren. So werden beispielsweise Buckelwale deutlich leiser oder stellen ihre Gesänge völlig ein, sobald sich ihnen ein Schiff nähert.
Neuere Forschungen haben ergeben, dass nicht nur jede Walschule ihren eigenen typischen Gesang entwickelt, sondern dass darüber hinaus ein Austausch der Melodien zwischen den einzelnen Gruppen stattfindet. Eine Melodie, die zunächst von Buckelwalpopulationen aus dem Indischen Ozean gesungen wurde, konnte später im Südpazifik erneut identifiziert werden. Forscher der University of Queensland unterschieden, in einem Zeitraum von zehn Jahren (1998–2008), zwischen elf verschiedenen Gesangsmuster, die die männlichen Tiere verwendeten und verbreiteten, indem sie diese nachahmten.
Manchmal lässt sich sogar ein einzelner Wal an seinem spezifischen, unverwechselbaren Gesang identifizieren, so etwa der 52-Hertz-Wal, der in einer höheren Frequenz als andere Wale singt. Manche Walarten sind zur Erzeugung von bis zu 622 unterschiedlichen Lauten fähig.
Die Wale jagen auch in der Gruppe, wobei sie sich häufig mit anderen Tierarten zusammentun. So findet man viele Delfinarten gemeinsam mit großen Thunfischen auf Jagdzügen, die großen Fischschwärmen folgen. Der Schwertwal (Orcinus orca) jagt in Schulen auch andere, sogar größere Wale. Buckelwale (Megaptera novaeangliae) bilden in Gemeinschaftsarbeit Blasenteppiche, mit denen sie Kleinfisch- und Krillschwärme eingrenzen und in denen sie dann mit geöffnetem Maul auftauchen.

### Fortpflanzung und Entwicklung
Bei den meisten Walarten konnte man einen jahreszeitlichen Fortpflanzungszyklus feststellen, bei dem der Eisprung der Weibchen mit der Hauptaktivität der Hoden bei den Männchen zusammenfällt. Dieser Zyklus ist meistens mit saisonalen Wanderungen gekoppelt, die bei vielen Arten zu beobachten sind. Zur Paarung gehen die meisten Zahnwale keine festen Bindungen ein, bei vielen Arten haben auch die Weibchen mehrere Partner während einer Saison. Die Bartenwale gelten dagegen als weitgehend monogam innerhalb der einzelnen Fortpflanzungsperioden, dauerhafte Bindungen gehen sie jedoch ebenfalls nicht ein.
Die Tragezeit der Wale dauert zwischen neun und 16 Monate, wobei die Dauer nicht zwingend abhängig von der Größe ist. Schweinswale tragen ebenso wie die riesigen Blauwale etwa 11 Monate. Wale bringen in der Regel immer nur ein Junges zur Welt, bei Zwillingsgeburten stirbt meistens ein Jungtier, da die Mutter nicht genügend Milch für beide Jungtiere aufbringen kann. Die Geburt erfolgt bei den Zahnwalen meistens mit dem Schwanz voran, so dass die Gefahr des Ertrinkens für das Neugeborene minimal ist, bei den Bartenwalen mit dem Kopf voran. Nach dem Geburtsvorgang wird das Jungtier schnell zum ersten Atemzug zur Oberfläche transportiert, wobei bei vielen Arten mehrere Artgenossen als „Hebammen“ tätig werden. Die Jungtiere haben bei der Geburt etwa ein Drittel der Körpergröße der Erwachsenen und sind sehr schnell eigenständig aktiv, vergleichbar mit den Nestflüchtern oder Laufjungen der landlebenden Säuger. Beim Säugen spritzt die Walmutter die Milch aktiv mit Hilfe der Muskulatur der Milchdrüsen in das Maul des Jungen, da es keine Lippen zum Saugen hat. Diese Milch hat in der Regel einen sehr hohen Fettanteil von 16 bis 46 Prozent, wodurch die Jungtiere sehr rasch an Größe und Gewicht zunehmen.
Die Säugezeit ist meistens lang, sie beträgt bei vielen Kleinwalen etwa vier Monate und bei großen Arten häufig über ein Jahr, was mit einer engen Bindung der Mutter an ihre Nachkommen einhergeht. Für die Aufzucht der Jungtiere sind bei allen Walen allein die Muttertiere zuständig, bei einigen Walarten gibt es jedoch sogenannte „Tanten“, die die Jungtiere ebenfalls gelegentlich säugen. Die meisten Wale werden spät geschlechtsreif, typischerweise mit sieben bis zehn Jahren. Diese Fortpflanzungsstrategie erbringt wenige Nachkommen, die dafür eine hohe Überlebensrate haben. Auch hier gibt es sowohl schnellere Arten wie den La-Plata-Delfin, der bereits mit zwei Jahren geschlechtsreif ist, jedoch nur etwa 20 Jahre alt wird. Der Pottwal erreicht die Geschlechtsreife dagegen erst mit etwa 20 Jahren, kann dafür aber zwischen 50 und 100 Jahre alt werden.

### Wanderung
Ein Grauwal, 2013 relativ ausgezehrt vor Namibia, Südwestafrika vorgefunden, stammt nach genetischer Untersuchung im Jahr 2021 aus einer Population im Nordpazifik. Mit demnach 27.000 km zurückgelegter Distanz (über die nun offene Arktis) hält er den Rekord eines im Wasser lebenden Wirbeltiers.

## Ökologie

### Feinde

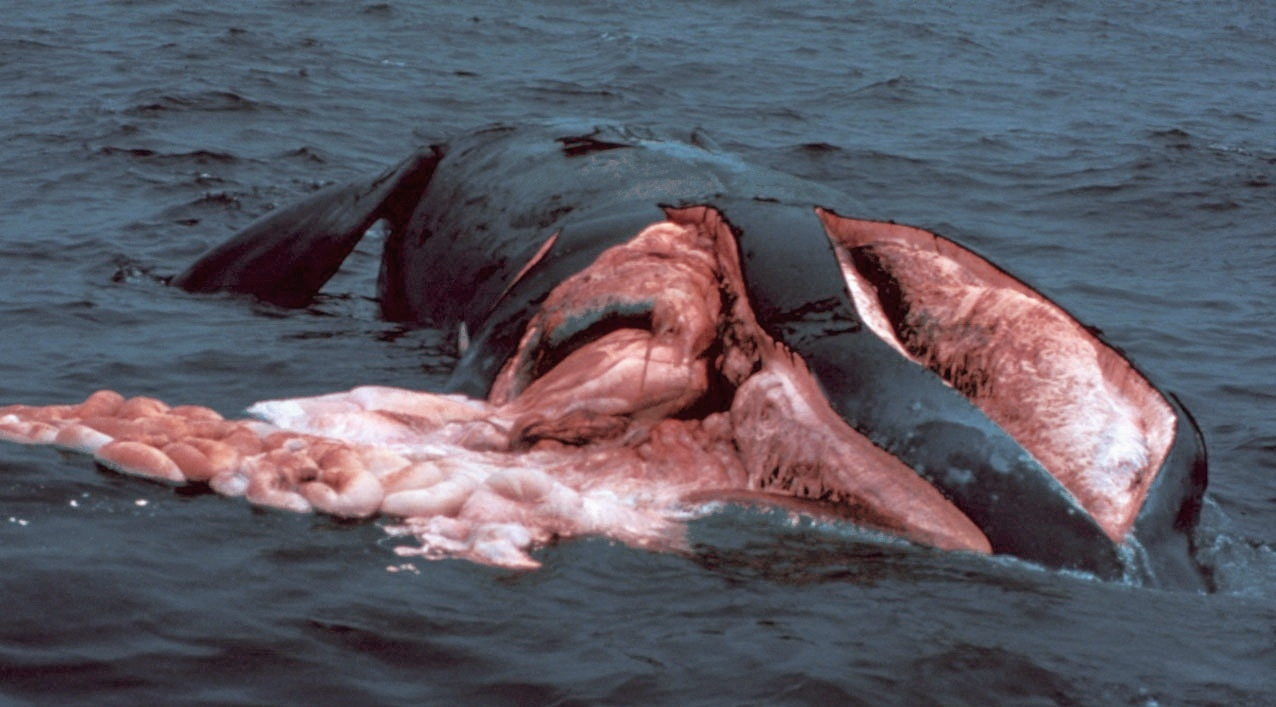
Kadaver eines Atlantischen Nordkapers, der durch die Kollision mit einer Schiffsschraube starb

Neben dem Menschen haben die meisten Walarten aufgrund ihrer Größe nur sehr wenige natürliche Feinde. Besonders nennenswert sind an dieser Stelle nur größere Haie, die gelegentlich kleinere Walarten angreifen und töten, sowie andere, meist größere, Zahnwale. Beinahe berüchtigt ist in diesem Zusammenhang der Schwertwal, der neben Robben, Pinguinen und anderen Meerestieren auch fast alle anderen Kleinwale attackiert. In Schulen genannten Gruppen greifen Schwertwale auch große Bartenwale an, meist um ihre Jungtiere zu erbeuten.
Der Mensch stellt noch immer die größte Bedrohung für Wale dar. Durch den Walfang, der mittlerweile nur noch in wenigen Ländern (darunter Japan, Island und Norwegen) praktiziert wird, wurden viele Arten fast ausgerottet. Doch auch die Verschmutzung der Meere, Mikroplastik, Temperaturanstieg des Meerwassers durch den Klimawandel, sowie Kollisionen mit Schiffen oder Tod als Beifang, sowie durch Geisternetze, dezimieren den Bestand der Wale.

### Walkadaver als Lebensraum in der Tiefsee

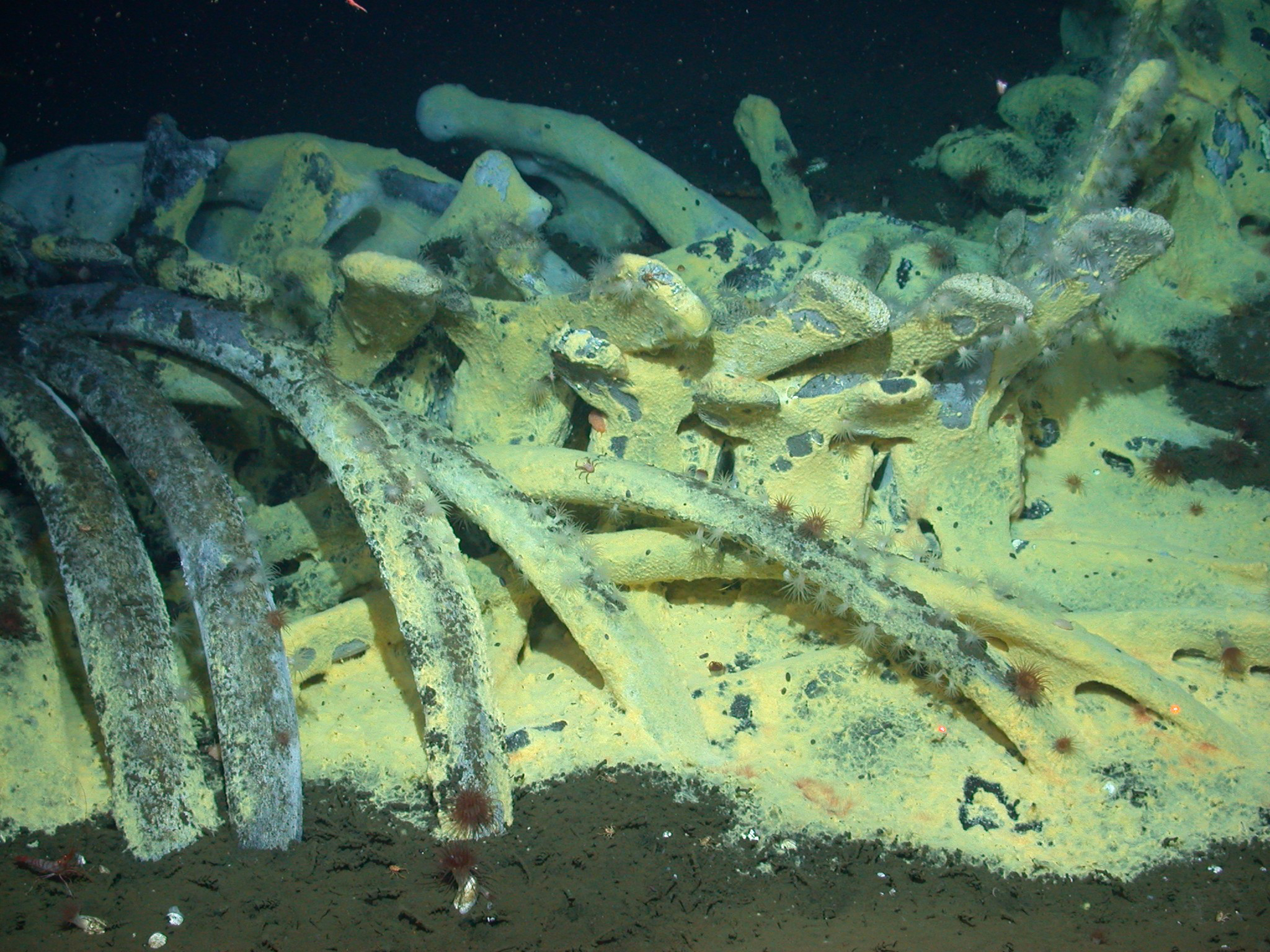
Walkadaver, die bis in die Tiefsee absinken, werden auch als Walsturz bezeichnet

Erzählungen über „Walfriedhöfe“, an denen sich die Überreste dutzender verendeter Wale angesammelt haben sollen, sind – ähnlich wie die Geschichten über „Elefantenfriedhöfe“ – wissenschaftlich nicht haltbar. Dennoch stellen sogenannte Walstürze – Walkadaver, die auf den Ozeanboden abgesunken sind – wichtige abgeschlossene Ökosysteme auf dem Meeresgrund der Tiefsee dar.
Möglicherweise sind schon der Aufprall der tonnenschweren Wale auf dem Meeresgrund und die sich dadurch ausbreitenden Druckwellen ein Signal für viele Tierarten, den Kadaver aufzusuchen. Zu den ersten Besuchern zählen Haie und Raubfische. Schleimaale finden den Weg entlang einer chemischen „Duftspur“, die durch Meeresströmungen verbreitet wird.
Die verwesende Karkasse eines Walsturzes kann jahrzehntelang von unterschiedlichen Tiefseebewohnern als Nahrungsquelle genutzt werden. Die Bewohner dieses speziellen Ökosystems wurden unter anderem von der Chinesische Akademie der Wissenschaften erforscht, die spezielle, evolutionäre Anpassung an die einzigartigen Lebensbedingungen feststellen konnten. Die Zersetzung von Fett und Fleisch der Wale kann mehrere Jahre dauern und wird von einer Abfolge verschiedener Lebensgemeinschaften begleitet. Dabei herrscht Arbeitsteilung; Fett und der Speck werden zum Beispiel überwiegend von Haien und anderen großen Fischen gefressen.
Auch die fettreichen Knochen der Wale können noch mehrere Jahre lang als Energielieferanten dienen. Spezialisierte Mikroben, Bakterien und Archaeen, die mit Hilfe der durch die Verwesung entstehenden Schwefelwasserstoffe Chemosynthese in der lichtlosen Tiefsee betreiben können, sind dann die Basis für die Ernährung von Muscheln und Krebstieren.
Erst neuere, aufwändige Expeditionen mit Hilfe von Tiefsee-U-Booten ferngesteuerten Unterwasserfahrzeugen (ROVs), ermöglichten taxonomische und ökologische Forschungen an Walkadavern. Derzeit sind etwa dreißig Tierarten bekannt, die sich allem Anschein nach ausschließlich von Walkadavern ernähren. Dazu gehören unter anderem Ringelwürmer wie die Osedax-Arten.
Im Jahr 2019 gelang es Forschern der Nautilusexpedition vor der Küste Kaliforniens den Walsturz eines Bartenwals zu filmen, der etwa 400 unterschiedlichen Arten als Nahrung diente. An dem relativ frischen Kadaver, der sich in über 3000 Metern Tiefe befand, wurden unter anderem Aalmuttern, Tintenfische, Krabben und Grenadierfische gefilmt. Aber auch Polychaetenwürmern, wie die roten Osedax-Würmer, die in der Lage sind die Knochen der Wale zu fressen und Tiefseeoktopusse (Bathypolypus arcticus, sowie Tiere der Gattung Muusoctopus) wurden am Walsturz beim Fressen gefilm.

### Walkot als Lebensgrundlage für Kleinstlebewesen
Wale scheiden mit ihrem Kot wichtige Nährstoffe aus, von denen Pflanzen (insbesondere Kleinstlebenwesen wie das Phytoplankton) profitieren, die klimaschädliches CO2 aus der Atmosphäre filtern und binden. Neuen Erkenntnissen zufolge könnten Wale im Ozean sogar eine vergleichbare Bedeutung für den Klimaschutz haben, wie Bäume an Land. Walkot treibt an der Meeresoberfläche und enthält unter anderem Nährstoffe, wie Eisen und Stickstoff, die nach und nach freigesetzt werden. An manchen Orten könnte Walkot für bis zu 25 Prozent des Pflanzenwachstums verantwortlich sein.
Da insbesondere die Großwale vom Menschen bis an den Rand der Ausrottung gebracht wurden, ist auch deutlich weniger von ihrem Kot vorhanden und fehlt zur Düngung des Phytoplanktons und zur CO2-Bindung. Aufgrund seiner ökologisch wertvollen Eigenschaften wird mittlerweile an der Herstellung von künstlichem Walkot geforscht, um so das Wachstum des Phytoplanktons künstlich anzuregen. Ein von David King angeführtes Team von Wissenschaftlern hat Anfang des Jahres 2022 angekündigt, erstmals im Indischen Ozean großflächig künstlichen Walkot aus leeren Reishüllen und Nährstoffen, wie Silikaten, Phosphaten und Eisen, einzusetzen.
Künstlicher Walkot wäre als groß angelegtes Geoengineering-Projekt ein gezielter Eingriff in einen biogeochemischen Stoffkreislauf und wird daher kontrovers diskutiert, unter anderem weil die ökologischen Folgen nicht im Vorfeld abschätzbar sind.

## Evolution der Wale

### Verwandtschaftsverhältnisse und stammesgeschichtliche Entwicklung

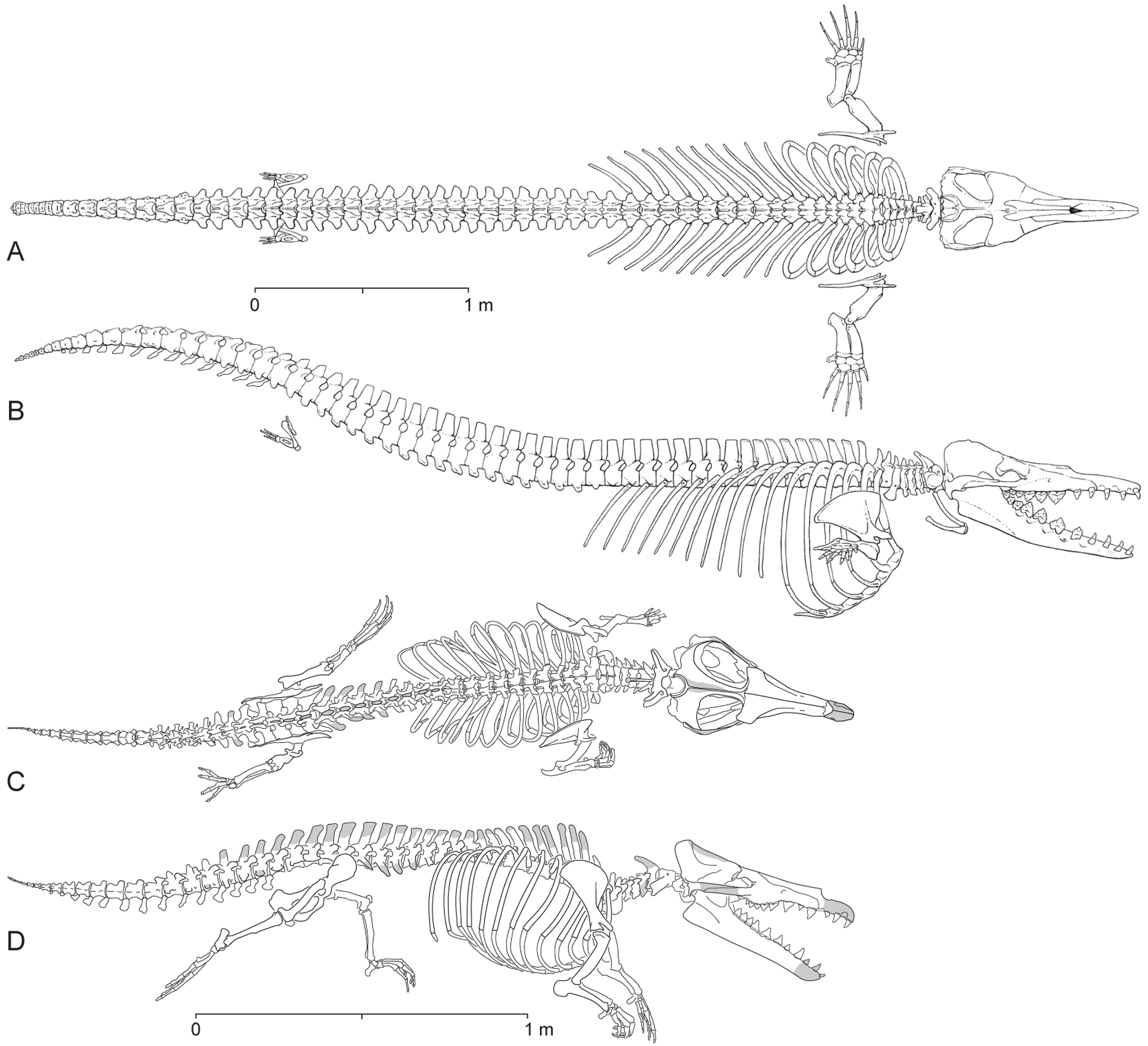
Vergleich des Skeletts von Dorudon atrox und des Protocetiden Maiacetus inuus in Schwimmhaltung. Der 2,6 m lange Maiacetus stammt aus dem frühen Mitteleozän Pakistans

Lange Zeit hatten Paläontologen wegen der ähnlichen Beschaffenheit von Schädel und Zähnen geglaubt, die Vorfahren der Wale seien die Mesonychia gewesen, eine Gruppe von fleischfressenden Huftieren mit umstrittener systematischer Stellung. Spätere molekularbiologische und immunologische Studien zeigten auf, dass die Wale stammesgeschichtlich eng mit den Paarhufern (Artiodactyla) verwandt sind. Die Entwicklungslinie der Wale begann also im frühen Eozän, vor mehr als 50 Millionen Jahren, mit frühen Paarhufern.
Fossilfunde zu Beginn des 21. Jahrhunderts haben dies bestätigt. Das auffälligste gemeinsame Merkmal von Walen und Paarhufern betrifft das Sprungbein (Astragalus), einen Knochen im oberen Sprunggelenk (Knöchel). Es ist bei den frühen Walen durch doppelte Gelenkrollen („Rollbein“) gekennzeichnet, ein anatomisches Merkmal, das sonst nur noch bei den Paarhufern in Erscheinung tritt. Entsprechende Funde liegen aus den früheozänen Ablagerungen des Tethysmeeres in Nordindien und Pakistan vor. Das Tethysmeer erstreckte sich während dieser Zeit als flaches Meer zwischen dem asiatischen Kontinent und der nordwärts strebenden Indischen Platte.
Den meisten molekularbiologischen Befunden zufolge sind die Flusspferde die nächsten lebenden Verwandten (Schwestergruppe) der Wale. Für diese Auffassung sprechen auch einige gemeinsame anatomische Merkmale, etwa Übereinstimmungen in der Morphologie der hinteren Backenzähne. Der Fossilbericht kann diese vermutete Verwandtschaft jedoch nicht untermauern, denn die ältesten bekannten Fossilbelege der Flusspferde reichen nur etwa 15 Millionen Jahre zurück. Die ältesten Walfossilien sind hingegen etwa 50 Millionen Jahre alt. Unter Einbeziehung der Anthracotheriidae als potentielle fossile Vorläufer und nahe Verwandte der Flusspferde verringert sich die zeitliche Lücke auf rund 10 Millionen Jahre.
2007 erstellte eine Gruppe um den Paläontologen Hans Thewissen einen alternativen Stammbaum. Demnach waren die nächsten Verwandten der frühen Wale die Raoellidae, eine ausgestorbene Gruppe von Paarhufern. Beide Taxa bilden demzufolge gemeinsam die Schwestergruppe der übrigen Paarhufer einschließlich der Flusspferde:
Die vermutete nahe Verwandtschaft gründet sich Thewissen zufolge auf Merkmale des Raoelliden Indohyus. Dies sind vor allem der knöcherne Ring am Felsenbein (Bulla tympanica), dem Involucrum, ein Schädelmerkmal, das bislang nur von Walen bekannt war, sowie weiteren Merkmalen der Vorbackenzähne (Prämolare) und der Knochenstruktur.
Mithilfe des Fossilberichts lässt sich der allmähliche Übergang vom Land- zum Wasserlebewesen nachvollziehen. Die Rückbildung der Hinterbeine gestattete der Wirbelsäule eine höhere Flexibilität. Dadurch wurde es möglich, dass Wale sich mit dem vertikalen Schwanzschlagen im Wasser fortbewegen. Die Vorderbeine wandelten sich zu Flossen um und verloren dabei ihre ursprüngliche Beweglichkeit.
Das Ohr der heutigen Wale ist nicht mehr nach außen geöffnet, die Nasenlöcher wanderten von der Kopfspitze nahe der Mundöffnung nach oben, so dass der Wal „im Vorüberschwimmen“ durch das dorsale Blasloch atmen kann. Während bei den Vorfahren der Wale auf dem Land die Zähne in Schneide-, Eck- und Backenzähne unterteilt sind, glichen sich die Zähne des Wals einander an, was das Fischfressen erleichtert (Übergang von der Heterodontie zur Homodontie). Eine besondere und relativ späte Entwicklung trat bei den Bartenwalen auf: Sie bekamen Barten, das sind Strukturen aus einem hornähnlichen Protein.

### Übergang vom Land ins Meer

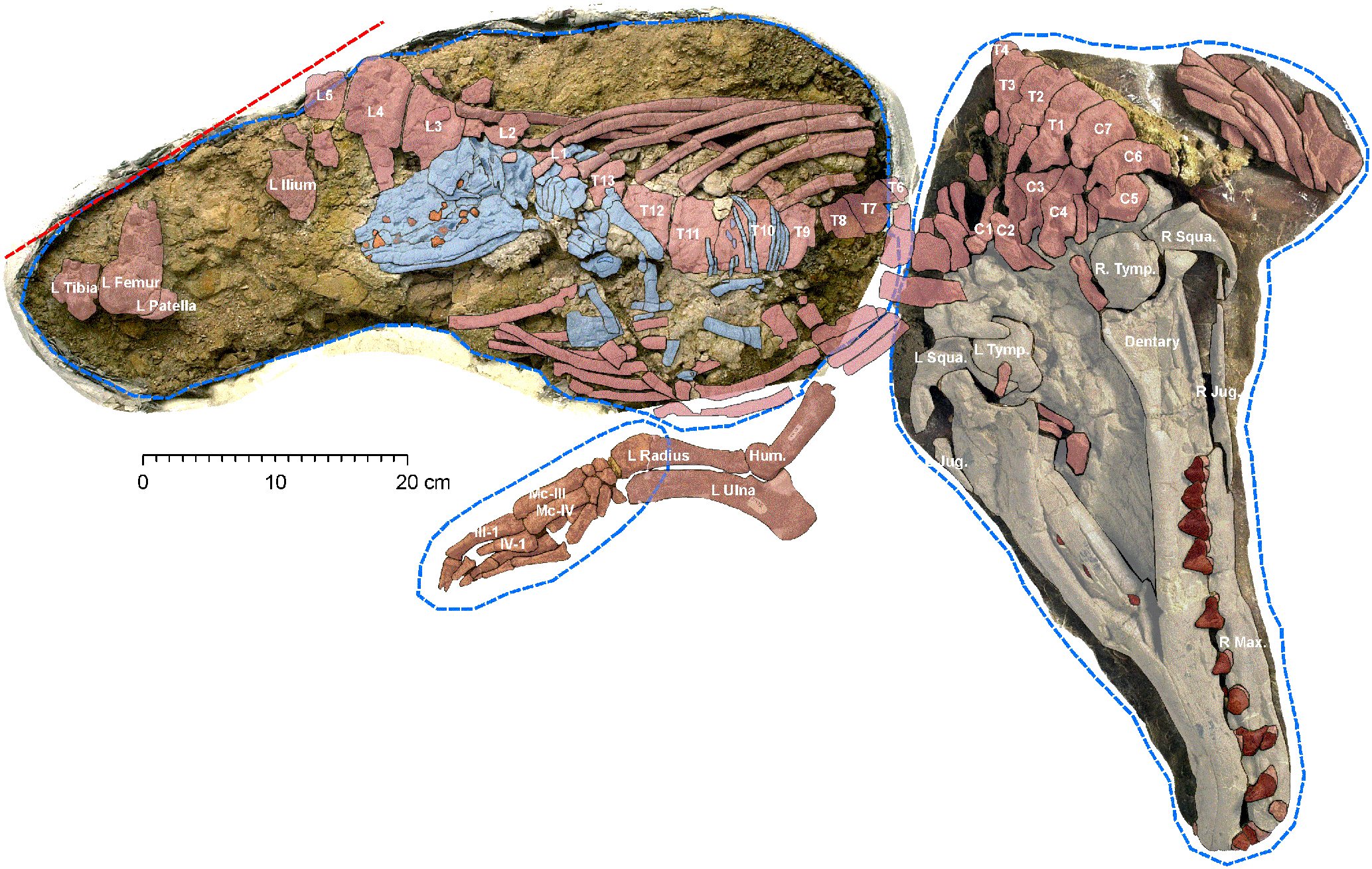
Fossil eines Maiacetus (rot, Schädel beige) mit Fetus (blau, Zähne rot) kurz vor Ende der Trächtigkeit. Die Schädellage des Jungtiers dokumentiert einen noch an das Land gebundenen Geburtsvorgang der Wale in dieser frühen Phase ihrer Evolution.

Anlass für den dramatischen Wechsel des Lebensraumes war zumindest teilweise der gravierende Klimawandel im Eozän. Der Temperaturanstieg verursachte Dürren. Daraus folgender Mangel an ausreichender Nahrung beeinträchtigte Pflanzenfresser und indirekt Fleischfresser. Durch die Erwärmung stieg der Wasserspiegel bis zu fünf Meter; die Meere boten Küstenbewohnern eine Ausweichmöglichkeit.

### Übergangsformen
Einer der ältesten Vertreter der frühen Wale (Archaeoceti) war Pakicetus im Unteren Eozän vor annähernd 50 Millionen Jahren. Das etwa wolfsgroße Tier, dessen Skelett nur zum Teil bekannt ist, besaß (noch) funktionstüchtige Beine und lebte in Ufernähe. Auch sein gut ausgebildetes Rollbein lässt auf einen Archaeoceten schließen, der sich gut an Land fortbewegen konnte. Seine lange Schnauze weist eine ursprüngliche, carnivore Bezahnung auf. Dementsprechend wird Pakicetus in frühen Rekonstruktionsversuchen als ein amphibisch lebender Räuber dargestellt.
Als eine wichtige Übergangsform vom Land- zum Meeresleben galt einige Zeit der etwa 49 Millionen Jahre alte in Pakistan entdeckte Ambulocetus („laufender Wal“). Dieses bis zu drei Meter lange Tier besaß eine gestreckte Schnauze mit weit oben liegenden Nasenlöchern und Augen sowie einen kräftigen Schwanz, der wahrscheinlich die Fortbewegung unterstützte. Die Gliedmaßen dieses Archaeoceten waren an das Schwimmen angepasst, sollten aber auch eine Fortbewegung an Land noch ermöglichen, wo er sich Annahmen zufolge in gebeugter Haltung oder wie ein Seehund robbend fortbewegte. Demnach lebte Ambulocetus in Mangrovenwäldern im Brackwasser und ernährte sich in der Uferzone als Beutegreifer von Fischen und anderen Wirbeltieren. Funktionsmorphologische Untersuchungen aus dem Jahr 2016 kommen jedoch zu der Ansicht, dass der Brustkorb weniger robust gebaut war und so den Belastungen einer landgebundenen Fortbewegungen nicht standhalten konnte. In dieser Auffassung war Ambulocetus bereits weitgehend vollständig an ein Wasserleben angepasst.
Bereits wenig später hatten vierbeinige Wale Südamerika erreicht, wie der Fund eines Teilskeletts von Peregocetus aus der Paracas-Formation in Peru zeigt. Die Überreste deuten auf ein rund vier Meter langes Tier hin, welches amphibisch lebte. Sie datieren mit rund 42,6 Millionen Jahren in das Mittlere Eozän. Vermutlich erreichten die frühen Wale über Afrika kommend den südamerikanischen Kontinent. In Nordamerika tauchten Wale erstmals vor gut 41,2 Millionen Jahren auf.
Aus der Zeit vor etwa 45 Millionen Jahren wurden weitere Arten wie Indocetus, Kutchicetus, Rodhocetus und Andrewsiphius entdeckt, die deutlich an das Leben im Wasser angepasst waren. Die Hinterbeine dieser Arten waren bereits stark zurückgebildet, und die Körperform erinnert an die der Robben. Rodhocetus, ein Vertreter der Protocetidae, wird als der erste „hochseetüchtige“ Wal angesehen. Sein Körper war stromlinienförmig und er hatte feingliedrige und verlängerte Hand- und Fußknochen entwickelt, zwischen denen wahrscheinlich eine Schwimmhaut gespannt war. Die bei Landsäugern im Bereich des Beckens verschmolzene Lendenwirbelsäule bestand bei ihm aus losen Einzelknochen, die eine Unterstützung der Schwimmbewegung des Rumpfes und Schwanzes ermöglichten. Daher war er ein guter Schwimmer, konnte sich an Land dagegen wahrscheinlich nur relativ schwerfällig bewegen.

### Bewohner der Ozeane
Seit dem späten Eozän vor etwa 40 Millionen Jahren bevölkerten Walarten das Meer, die keine Verbindung zum Land mehr besaßen, wie beispielsweise der bis zu 18 Meter lange Basilosaurus (früher Zeuglodon genannt). Der Übergang vom Land zum Wasser war also innerhalb von etwa 10 Millionen Jahren abgeschlossen. Im ägyptischen Wadi al-Hitan („Tal der Wale“, auch „Wadi Zeuglodon“) sind zahlreiche Skelette von Basilosaurus und anderen marinen Landwirbeltieren erhalten. Möglicherweise begann zu diesem Zeitpunkt bereits der Riesenwuchs der Wale, da Basilosaurus rund 18 m lang wurde. Ähnliche Ausmaße erreichte der etwa zeitgleich lebende und nahe verwandte Perucetus, dessen Knochenreste in der Paracas-Formation im südlichen Peru aufgedeckt wurden. Diese verweisen auf ein massives Tier. Ersten Berechnungen zufolge sollte allein das Skelett zwischen 5,3 und 7,9 Tonnen gewogen haben, was fast dem dreifachen Wert des Skelettgewichts eines vergleichbar großen Blauwals entspräche. Das ausgewachsene Tier sollte zwischen 85 und 340 Tonnen gewogen haben (Durchschnitt 212 Tonnen), womit Perucetus zu den schwersten jemals entdeckten Tieren gehören würde. Andere Gewichstschätzungen gehen indes von 60 bis 114 Tonnen aus. Das dennoch hohe Gewicht wurde durch eine enorme Knochendichte hervorgerufen, es ermöglichte den frühen Walen vermutlich, den Auftrieb im Meereswasser zu regulieren.

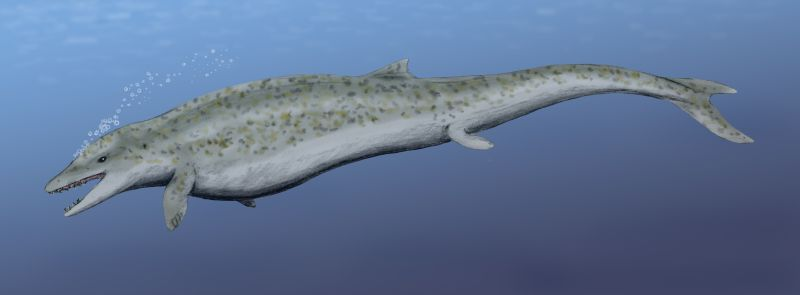
Lebendrekonstruktion von Dorudon atrox aus dem späten Eozän von Ägypten

Die direkten Vorfahren der heutigen Wale findet man wahrscheinlich innerhalb der Dorudontidae, deren bekanntester Vertreter Dorudon zur selben Zeit wie Basilosaurus lebte. Beide Gruppen hatten bereits das für die heutigen Wale typische Gehör entwickelt, das deutliche Anpassungen an ein Leben im Wasser zeigt wie die feste Bulla, die das Trommelfell der Landsäuger ersetzt, sowie schallleitende Elemente für das Richtungshören unter Wasser. Die Handgelenke dieser Tiere waren versteift und trugen wahrscheinlich bereits die für heutige Wale typischen Flipper. Die Hinterbeine waren ebenfalls noch vorhanden, jedoch deutlich verkleinert und mit einem verkümmerten Becken verbunden.
In der Folgezeit traten viele verschiedene Formen von Walen auf. Heute kennt man Fossilien von etwa 1000 Arten, die in der Mehrzahl verschwunden sind, aber deren Nachfahren heute alle Ozeane bevölkern.

## Systematik

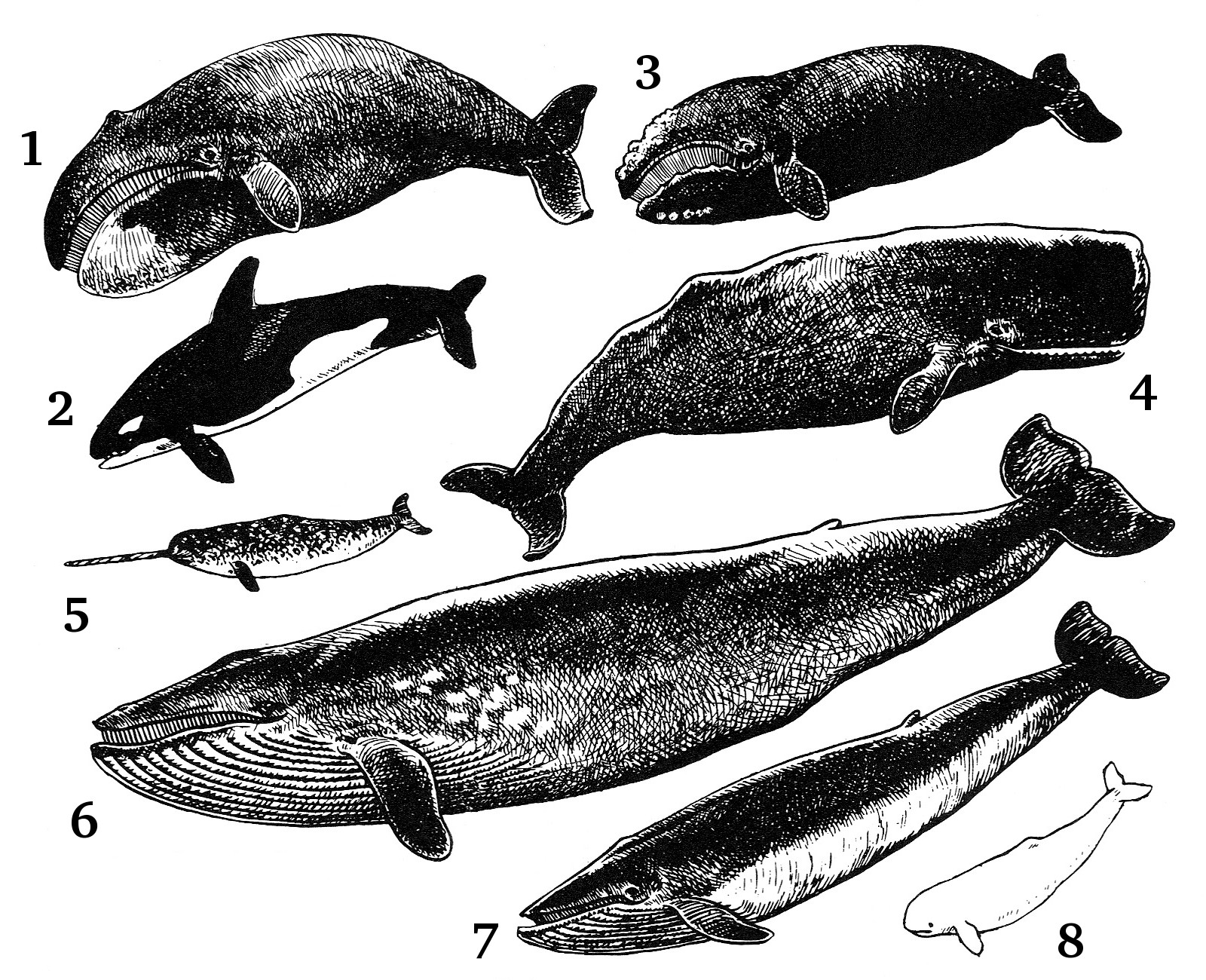
1. Grönlandwal, 2. Orca (Schwertwal), 3. Nordkaper (Glattwal), 4. Pottwal, 5. Narwal, 6. Blauwal, 7. Furchenwal, 8. Belugawal (Weißer Wal). Alle Wale sind im gleichen Maßstab gezeichnet.

Die Ordnung Cetacea wird klassisch in zwei Unterordnungen aufgeteilt:
- Bartenwale (Mysticeti) verdanken ihren Namen den Barten, kammartigen, an den Enden aufgefaserten Hornplatten, mit denen die Wale Kleintiere wie Plankton aus dem Meerwasser filtern, indem sie eine große Menge Meerwasser ins Maul nehmen und es durch die Barten auspressen. Beim Grönlandwal können die Barten über vier Meter lang werden. Zu dieser Gruppe gehören die größten lebenden Tiere.
- Zahnwale (Odontoceti), zu denen auch die Delfine zählen, haben eine Reihe kegelförmiger Zähne, in beiden Kiefern (beispielsweise Delfine) oder nur im Unterkiefer, beispielsweise beim Pottwal oder den Schnabelwalen. Zahnwale zeichnen sich durch die Fähigkeit aus, ihre Umgebung mittels Echoortung wahrzunehmen.

Während es bis in die 1970er Jahre noch Meinungen gab, dass Zahn- und Bartenwale sich aufgrund der Unterschiede im Körperbau, dem Schädel und auch der Lebensweise unabhängig voneinander entwickelt hätten, geht man heute von einem gemeinsamen Vorfahren aus und hält die Wale für monophyletisch. Für diese Annahme sprechen eine Reihe von neuen, gemeinsamen Merkmalen aller Wale (Synapomorphien), vor allem der typische Aufbau der Ohrkapsel und auch des Gehirns, sowie die Fossilfunde, die eine Rückführung aller heute lebenden Wale auf eine gemeinsame Stammgruppe zulassen.
Das folgende Kladogramm zeigt die Verwandtschaftsverhältnisse der Stammgruppenvertreter der Wale und der ausgestorbenen Wale nach Gatesy et al. 2013:
|  | \| \| Zahnwale und Bartenwale \| \| \| \| \| \| Basilosaurus† \| \| \| \| |
|  |                                                                           |
|  | Dorudon †                                                                 |
|  |                                                                           |
|  | Zahnwale und Bartenwale                                                   |
|  |                                                                           |
|  | Basilosaurus†                                                             |
|  |                                                                           |

|  | Zahnwale und Bartenwale |
|  |                         |
|  | Basilosaurus†           |
|  |                         |

|  | \| \| Zahnwale und Bartenwale \| \| \| \| \| \| Basilosaurus† \| \| \| \| |
|  |                                                                           |
|  | Dorudon †                                                                 |
|  |                                                                           |
|  | Zahnwale und Bartenwale                                                   |
|  |                                                                           |
|  | Basilosaurus†                                                             |
|  |                                                                           |

|  | Zahnwale und Bartenwale |
|  |                         |
|  | Basilosaurus†           |
|  |                         |

|  | \| \| Zahnwale und Bartenwale \| \| \| \| \| \| Basilosaurus† \| \| \| \| |
|  |                                                                           |
|  | Dorudon †                                                                 |
|  |                                                                           |
|  | Zahnwale und Bartenwale                                                   |
|  |                                                                           |
|  | Basilosaurus†                                                             |
|  |                                                                           |

|  | Zahnwale und Bartenwale |
|  |                         |
|  | Basilosaurus†           |
|  |                         |

|  | \| \| Zahnwale und Bartenwale \| \| \| \| \| \| Basilosaurus† \| \| \| \| |
|  |                                                                           |
|  | Dorudon †                                                                 |
|  |                                                                           |
|  | Zahnwale und Bartenwale                                                   |
|  |                                                                           |
|  | Basilosaurus†                                                             |
|  |                                                                           |

|  | Zahnwale und Bartenwale |
|  |                         |
|  | Basilosaurus†           |
|  |                         |

|  | \| \| Zahnwale und Bartenwale \| \| \| \| \| \| Basilosaurus† \| \| \| \| |
|  |                                                                           |
|  | Dorudon †                                                                 |
|  |                                                                           |
|  | Zahnwale und Bartenwale                                                   |
|  |                                                                           |
|  | Basilosaurus†                                                             |
|  |                                                                           |

|  | Zahnwale und Bartenwale |
|  |                         |
|  | Basilosaurus†           |
|  |                         |

|  | \| \| Zahnwale und Bartenwale \| \| \| \| \| \| Basilosaurus† \| \| \| \| |
|  |                                                                           |
|  | Dorudon †                                                                 |
|  |                                                                           |
|  | Zahnwale und Bartenwale                                                   |
|  |                                                                           |
|  | Basilosaurus†                                                             |
|  |                                                                           |

|  | Zahnwale und Bartenwale |
|  |                         |
|  | Basilosaurus†           |
|  |                         |

|  | \| \| Zahnwale und Bartenwale \| \| \| \| \| \| Basilosaurus† \| \| \| \| |
|  |                                                                           |
|  | Dorudon †                                                                 |
|  |                                                                           |
|  | Zahnwale und Bartenwale                                                   |
|  |                                                                           |
|  | Basilosaurus†                                                             |
|  |                                                                           |

|  | Zahnwale und Bartenwale |
|  |                         |
|  | Basilosaurus†           |
|  |                         |

|  | \| \| Zahnwale und Bartenwale \| \| \| \| \| \| Basilosaurus† \| \| \| \| |
|  |                                                                           |
|  | Dorudon †                                                                 |
|  |                                                                           |
|  | Zahnwale und Bartenwale                                                   |
|  |                                                                           |
|  | Basilosaurus†                                                             |
|  |                                                                           |

|  | Zahnwale und Bartenwale |
|  |                         |
|  | Basilosaurus†           |
|  |                         |

|  | \| \| Zahnwale und Bartenwale \| \| \| \| \| \| Basilosaurus† \| \| \| \| |
|  |                                                                           |
|  | Dorudon †                                                                 |
|  |                                                                           |
|  | Zahnwale und Bartenwale                                                   |
|  |                                                                           |
|  | Basilosaurus†                                                             |
|  |                                                                           |

|  | Zahnwale und Bartenwale |
|  |                         |
|  | Basilosaurus†           |
|  |                         |

|  | \| \| Zahnwale und Bartenwale \| \| \| \| \| \| Basilosaurus† \| \| \| \| |
|  |                                                                           |
|  | Dorudon †                                                                 |
|  |                                                                           |
|  | Zahnwale und Bartenwale                                                   |
|  |                                                                           |
|  | Basilosaurus†                                                             |
|  |                                                                           |

|  | Zahnwale und Bartenwale |
|  |                         |
|  | Basilosaurus†           |
|  |                         |

|  | \| \| Zahnwale und Bartenwale \| \| \| \| \| \| Basilosaurus† \| \| \| \| |
|  |                                                                           |
|  | Dorudon †                                                                 |
|  |                                                                           |
|  | Zahnwale und Bartenwale                                                   |
|  |                                                                           |
|  | Basilosaurus†                                                             |
|  |                                                                           |

|  | Zahnwale und Bartenwale |
|  |                         |
|  | Basilosaurus†           |
|  |                         |

|  | \| \| Zahnwale und Bartenwale \| \| \| \| \| \| Basilosaurus† \| \| \| \| |
|  |                                                                           |
|  | Dorudon †                                                                 |
|  |                                                                           |
|  | Zahnwale und Bartenwale                                                   |
|  |                                                                           |
|  | Basilosaurus†                                                             |
|  |                                                                           |

|  | Zahnwale und Bartenwale |
|  |                         |
|  | Basilosaurus†           |
|  |                         |

|  | \| \| Zahnwale und Bartenwale \| \| \| \| \| \| Basilosaurus† \| \| \| \| |
|  |                                                                           |
|  | Dorudon †                                                                 |
|  |                                                                           |
|  | Zahnwale und Bartenwale                                                   |
|  |                                                                           |
|  | Basilosaurus†                                                             |
|  |                                                                           |

|  | Zahnwale und Bartenwale |
|  |                         |
|  | Basilosaurus†           |
|  |                         |

|  | \| \| Zahnwale und Bartenwale \| \| \| \| \| \| Basilosaurus† \| \| \| \| |
|  |                                                                           |
|  | Dorudon †                                                                 |
|  |                                                                           |
|  | Zahnwale und Bartenwale                                                   |
|  |                                                                           |
|  | Basilosaurus†                                                             |
|  |                                                                           |

|  | Zahnwale und Bartenwale |
|  |                         |
|  | Basilosaurus†           |
|  |                         |

|  | \| \| Zahnwale und Bartenwale \| \| \| \| \| \| Basilosaurus† \| \| \| \| |
|  |                                                                           |
|  | Dorudon †                                                                 |
|  |                                                                           |
|  | Zahnwale und Bartenwale                                                   |
|  |                                                                           |
|  | Basilosaurus†                                                             |
|  |                                                                           |

|  | Zahnwale und Bartenwale |
|  |                         |
|  | Basilosaurus†           |
|  |                         |

|  | \| \| Zahnwale und Bartenwale \| \| \| \| \| \| Basilosaurus† \| \| \| \| |
|  |                                                                           |
|  | Dorudon †                                                                 |
|  |                                                                           |
|  | Zahnwale und Bartenwale                                                   |
|  |                                                                           |
|  | Basilosaurus†                                                             |
|  |                                                                           |

|  | Zahnwale und Bartenwale |
|  |                         |
|  | Basilosaurus†           |
|  |                         |

|  | \| \| Zahnwale und Bartenwale \| \| \| \| \| \| Basilosaurus† \| \| \| \| |
|  |                                                                           |
|  | Dorudon †                                                                 |
|  |                                                                           |
|  | Zahnwale und Bartenwale                                                   |
|  |                                                                           |
|  | Basilosaurus†                                                             |
|  |                                                                           |

|  | Zahnwale und Bartenwale |
|  |                         |
|  | Basilosaurus†           |
|  |                         |

|  | \| \| Zahnwale und Bartenwale \| \| \| \| \| \| Basilosaurus† \| \| \| \| |
|  |                                                                           |
|  | Dorudon †                                                                 |
|  |                                                                           |
|  | Zahnwale und Bartenwale                                                   |
|  |                                                                           |
|  | Basilosaurus†                                                             |
|  |                                                                           |

|  | Zahnwale und Bartenwale |
|  |                         |
|  | Basilosaurus†           |
|  |                         |

|  | \| \| Zahnwale und Bartenwale \| \| \| \| \| \| Basilosaurus† \| \| \| \| |
|  |                                                                           |
|  | Dorudon †                                                                 |
|  |                                                                           |
|  | Zahnwale und Bartenwale                                                   |
|  |                                                                           |
|  | Basilosaurus†                                                             |
|  |                                                                           |

|  | Zahnwale und Bartenwale |
|  |                         |
|  | Basilosaurus†           |
|  |                         |

|  | \| \| Zahnwale und Bartenwale \| \| \| \| \| \| Basilosaurus† \| \| \| \| |
|  |                                                                           |
|  | Dorudon †                                                                 |
|  |                                                                           |
|  | Zahnwale und Bartenwale                                                   |
|  |                                                                           |
|  | Basilosaurus†                                                             |
|  |                                                                           |

|  | Zahnwale und Bartenwale |
|  |                         |
|  | Basilosaurus†           |
|  |                         |

|  | \| \| Zahnwale und Bartenwale \| \| \| \| \| \| Basilosaurus† \| \| \| \| |
|  |                                                                           |
|  | Dorudon †                                                                 |
|  |                                                                           |
|  | Zahnwale und Bartenwale                                                   |
|  |                                                                           |
|  | Basilosaurus†                                                             |
|  |                                                                           |

|  | Zahnwale und Bartenwale |
|  |                         |
|  | Basilosaurus†           |
|  |                         |

|  | \| \| Zahnwale und Bartenwale \| \| \| \| \| \| Basilosaurus† \| \| \| \| |
|  |                                                                           |
|  | Dorudon †                                                                 |
|  |                                                                           |
|  | Zahnwale und Bartenwale                                                   |
|  |                                                                           |
|  | Basilosaurus†                                                             |
|  |                                                                           |

|  | Zahnwale und Bartenwale |
|  |                         |
|  | Basilosaurus†           |
|  |                         |

|  | \| \| Zahnwale und Bartenwale \| \| \| \| \| \| Basilosaurus† \| \| \| \| |
|  |                                                                           |
|  | Dorudon †                                                                 |
|  |                                                                           |
|  | Zahnwale und Bartenwale                                                   |
|  |                                                                           |
|  | Basilosaurus†                                                             |
|  |                                                                           |

|  | Zahnwale und Bartenwale |
|  |                         |
|  | Basilosaurus†           |
|  |                         |

|  | \| \| Zahnwale und Bartenwale \| \| \| \| \| \| Basilosaurus† \| \| \| \| |
|  |                                                                           |
|  | Dorudon †                                                                 |
|  |                                                                           |
|  | Zahnwale und Bartenwale                                                   |
|  |                                                                           |
|  | Basilosaurus†                                                             |
|  |                                                                           |

|  | Zahnwale und Bartenwale |
|  |                         |
|  | Basilosaurus†           |
|  |                         |

|  | \| \| Zahnwale und Bartenwale \| \| \| \| \| \| Basilosaurus† \| \| \| \| |
|  |                                                                           |
|  | Dorudon †                                                                 |
|  |                                                                           |
|  | Zahnwale und Bartenwale                                                   |
|  |                                                                           |
|  | Basilosaurus†                                                             |
|  |                                                                           |

|  | Zahnwale und Bartenwale |
|  |                         |
|  | Basilosaurus†           |
|  |                         |

|  | \| \| Zahnwale und Bartenwale \| \| \| \| \| \| Basilosaurus† \| \| \| \| |
|  |                                                                           |
|  | Dorudon †                                                                 |
|  |                                                                           |
|  | Zahnwale und Bartenwale                                                   |
|  |                                                                           |
|  | Basilosaurus†                                                             |
|  |                                                                           |

|  | Zahnwale und Bartenwale |
|  |                         |
|  | Basilosaurus†           |
|  |                         |

|  | \| \| Zahnwale und Bartenwale \| \| \| \| \| \| Basilosaurus† \| \| \| \| |
|  |                                                                           |
|  | Dorudon †                                                                 |
|  |                                                                           |
|  | Zahnwale und Bartenwale                                                   |
|  |                                                                           |
|  | Basilosaurus†                                                             |
|  |                                                                           |

|  | Zahnwale und Bartenwale |
|  |                         |
|  | Basilosaurus†           |
|  |                         |

|  | \| \| Zahnwale und Bartenwale \| \| \| \| \| \| Basilosaurus† \| \| \| \| |
|  |                                                                           |
|  | Dorudon †                                                                 |
|  |                                                                           |
|  | Zahnwale und Bartenwale                                                   |
|  |                                                                           |
|  | Basilosaurus†                                                             |
|  |                                                                           |

|  | Zahnwale und Bartenwale |
|  |                         |
|  | Basilosaurus†           |
|  |                         |

|  | \| \| Zahnwale und Bartenwale \| \| \| \| \| \| Basilosaurus† \| \| \| \| |
|  |                                                                           |
|  | Dorudon †                                                                 |
|  |                                                                           |
|  | Zahnwale und Bartenwale                                                   |
|  |                                                                           |
|  | Basilosaurus†                                                             |
|  |                                                                           |

|  | Zahnwale und Bartenwale |
|  |                         |
|  | Basilosaurus†           |
|  |                         |

|  | \| \| Zahnwale und Bartenwale \| \| \| \| \| \| Basilosaurus† \| \| \| \| |
|  |                                                                           |
|  | Dorudon †                                                                 |
|  |                                                                           |
|  | Zahnwale und Bartenwale                                                   |
|  |                                                                           |
|  | Basilosaurus†                                                             |
|  |                                                                           |

|  | Zahnwale und Bartenwale |
|  |                         |
|  | Basilosaurus†           |
|  |                         |

|  | \| \| Zahnwale und Bartenwale \| \| \| \| \| \| Basilosaurus† \| \| \| \| |
|  |                                                                           |
|  | Dorudon †                                                                 |
|  |                                                                           |
|  | Zahnwale und Bartenwale                                                   |
|  |                                                                           |
|  | Basilosaurus†                                                             |
|  |                                                                           |

|  | Zahnwale und Bartenwale |
|  |                         |
|  | Basilosaurus†           |
|  |                         |

|  | \| \| Zahnwale und Bartenwale \| \| \| \| \| \| Basilosaurus† \| \| \| \| |
|  |                                                                           |
|  | Dorudon †                                                                 |
|  |                                                                           |
|  | Zahnwale und Bartenwale                                                   |
|  |                                                                           |
|  | Basilosaurus†                                                             |
|  |                                                                           |

|  | Zahnwale und Bartenwale |
|  |                         |
|  | Basilosaurus†           |
|  |                         |

Das folgende Kladogramm zeigt die Verwandtschaftsverhältnisse der rezenten Wale nach McGowen et al. 2020:
|  | Delfine (Delphinidae)                                                                     |
|  |                                                                                           |

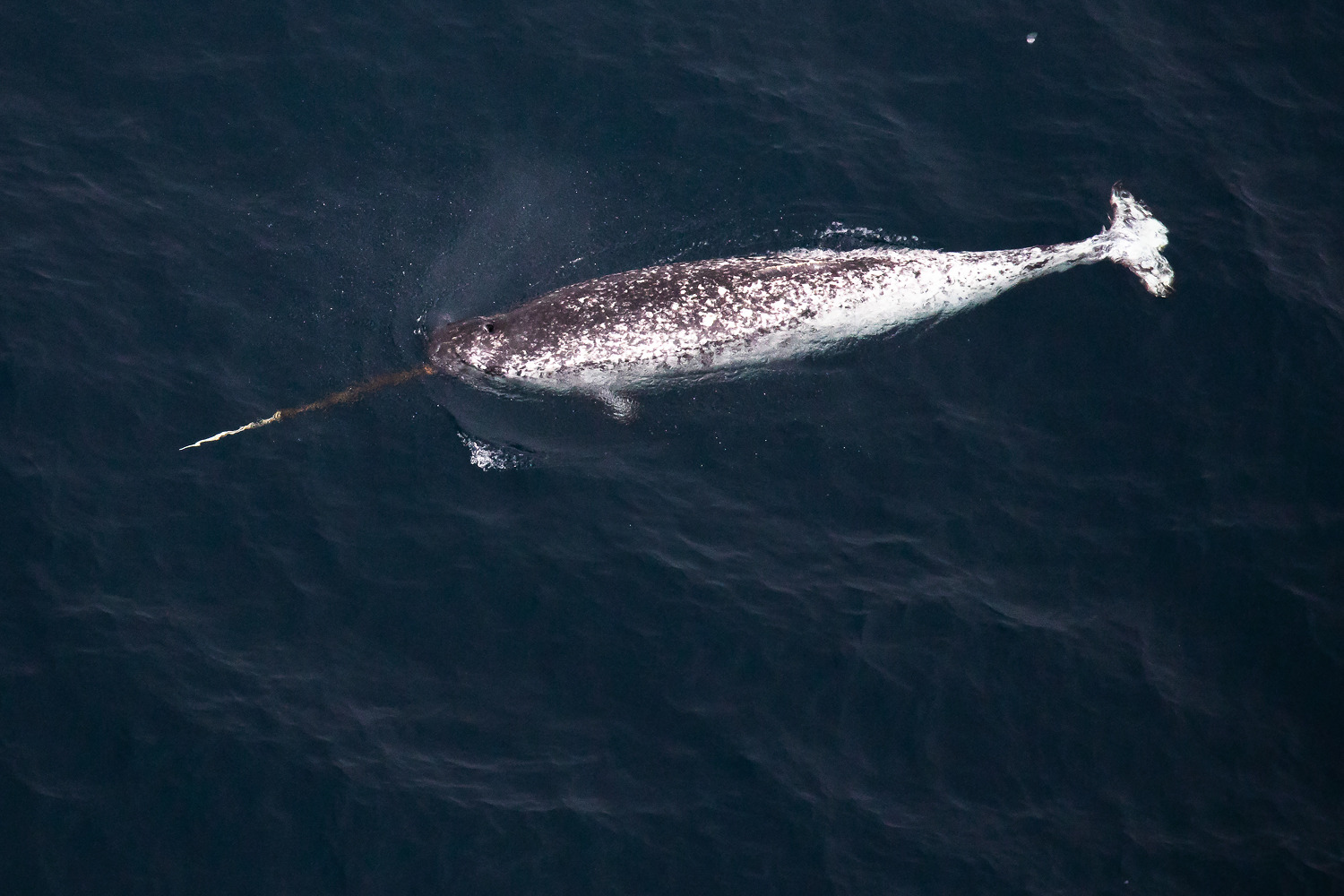
Narwal

|  | \| \| Gründelwale (Monodontidae) \| \| \| \| \| \| Schweinswale (Phocoenidae) \| \| \| \| |
|  |                                                                                           |
|  | Gründelwale (Monodontidae)                                                                |
|  |                                                                                           |
|  | Schweinswale (Phocoenidae)                                                                |
|  |                                                                                           |

|  | Gründelwale (Monodontidae) |
|  |                            |
|  | Schweinswale (Phocoenidae) |
|  |                            |

|  | \| \| La-Plata-Delfin (Pontoporiidae) \| \| \| \| \| \| Amazonas-Flussdelfine (Iniidae) \| \| \| \| |
|  | |
|  | Chinesischer Flussdelfin (Lipotidae)                                                                |
|  | |
|  | La-Plata-Delfin (Pontoporiidae)                                                                     |
|  | |
|  | Amazonas-Flussdelfine (Iniidae)                                                                     |
|  | |

|  | La-Plata-Delfin (Pontoporiidae) |
|  |                                 |
|  | Amazonas-Flussdelfine (Iniidae) |
|  |                                 |

|  | Delfine (Delphinidae)                                                                     |
|  |                                                                                           |
|  | \| \| Gründelwale (Monodontidae) \| \| \| \| \| \| Schweinswale (Phocoenidae) \| \| \| \| |
|  |                                                                                           |
|  | Gründelwale (Monodontidae)                                                                |
|  |                                                                                           |
|  | Schweinswale (Phocoenidae)                                                                |
|  |                                                                                           |

|  | Gründelwale (Monodontidae) |
|  |                            |
|  | Schweinswale (Phocoenidae) |
|  |                            |

|  | \| \| La-Plata-Delfin (Pontoporiidae) \| \| \| \| \| \| Amazonas-Flussdelfine (Iniidae) \| \| \| \| |
|  | |
|  | Chinesischer Flussdelfin (Lipotidae)                                                                |
|  | |
|  | La-Plata-Delfin (Pontoporiidae)                                                                     |
|  | |
|  | Amazonas-Flussdelfine (Iniidae)                                                                     |
|  | |

|  | La-Plata-Delfin (Pontoporiidae) |
|  |                                 |
|  | Amazonas-Flussdelfine (Iniidae) |
|  |                                 |

|  | Delfine (Delphinidae)                                                                     |
|  |                                                                                           |
|  | \| \| Gründelwale (Monodontidae) \| \| \| \| \| \| Schweinswale (Phocoenidae) \| \| \| \| |
|  |                                                                                           |
|  | Gründelwale (Monodontidae)                                                                |
|  |                                                                                           |
|  | Schweinswale (Phocoenidae)                                                                |
|  |                                                                                           |

|  | Gründelwale (Monodontidae) |
|  |                            |
|  | Schweinswale (Phocoenidae) |
|  |                            |

|  | \| \| La-Plata-Delfin (Pontoporiidae) \| \| \| \| \| \| Amazonas-Flussdelfine (Iniidae) \| \| \| \| |
|  | |
|  | Chinesischer Flussdelfin (Lipotidae)                                                                |
|  | |
|  | La-Plata-Delfin (Pontoporiidae)                                                                     |
|  | |
|  | Amazonas-Flussdelfine (Iniidae)                                                                     |
|  | |

|  | La-Plata-Delfin (Pontoporiidae) |
|  |                                 |
|  | Amazonas-Flussdelfine (Iniidae) |
|  |                                 |

|  | Delfine (Delphinidae)                                                                     |
|  |                                                                                           |
|  | \| \| Gründelwale (Monodontidae) \| \| \| \| \| \| Schweinswale (Phocoenidae) \| \| \| \| |
|  |                                                                                           |
|  | Gründelwale (Monodontidae)                                                                |
|  |                                                                                           |
|  | Schweinswale (Phocoenidae)                                                                |
|  |                                                                                           |

|  | Gründelwale (Monodontidae) |
|  |                            |
|  | Schweinswale (Phocoenidae) |
|  |                            |

|  | \| \| La-Plata-Delfin (Pontoporiidae) \| \| \| \| \| \| Amazonas-Flussdelfine (Iniidae) \| \| \| \| |
|  | |
|  | Chinesischer Flussdelfin (Lipotidae)                                                                |
|  | |
|  | La-Plata-Delfin (Pontoporiidae)                                                                     |
|  | |
|  | Amazonas-Flussdelfine (Iniidae)                                                                     |
|  | |

|  | La-Plata-Delfin (Pontoporiidae) |
|  |                                 |
|  | Amazonas-Flussdelfine (Iniidae) |
|  |                                 |

|  | Delfine (Delphinidae)                                                                     |
|  |                                                                                           |
|  | \| \| Gründelwale (Monodontidae) \| \| \| \| \| \| Schweinswale (Phocoenidae) \| \| \| \| |
|  |                                                                                           |
|  | Gründelwale (Monodontidae)                                                                |
|  |                                                                                           |
|  | Schweinswale (Phocoenidae)                                                                |
|  |                                                                                           |

|  | Gründelwale (Monodontidae) |
|  |                            |
|  | Schweinswale (Phocoenidae) |
|  |                            |

|  | \| \| La-Plata-Delfin (Pontoporiidae) \| \| \| \| \| \| Amazonas-Flussdelfine (Iniidae) \| \| \| \| |
|  | |
|  | Chinesischer Flussdelfin (Lipotidae)                                                                |
|  | |
|  | La-Plata-Delfin (Pontoporiidae)                                                                     |
|  | |
|  | Amazonas-Flussdelfine (Iniidae)                                                                     |
|  | |

|  | La-Plata-Delfin (Pontoporiidae) |
|  |                                 |
|  | Amazonas-Flussdelfine (Iniidae) |
|  |                                 |

|  | Delfine (Delphinidae)                                                                     |
|  |                                                                                           |
|  | \| \| Gründelwale (Monodontidae) \| \| \| \| \| \| Schweinswale (Phocoenidae) \| \| \| \| |
|  |                                                                                           |
|  | Gründelwale (Monodontidae)                                                                |
|  |                                                                                           |
|  | Schweinswale (Phocoenidae)                                                                |
|  |                                                                                           |

|  | Gründelwale (Monodontidae) |
|  |                            |
|  | Schweinswale (Phocoenidae) |
|  |                            |

|  | \| \| La-Plata-Delfin (Pontoporiidae) \| \| \| \| \| \| Amazonas-Flussdelfine (Iniidae) \| \| \| \| |
|  | |
|  | Chinesischer Flussdelfin (Lipotidae)                                                                |
|  | |
|  | La-Plata-Delfin (Pontoporiidae)                                                                     |
|  | |
|  | Amazonas-Flussdelfine (Iniidae)                                                                     |
|  | |

|  | La-Plata-Delfin (Pontoporiidae) |
|  |                                 |
|  | Amazonas-Flussdelfine (Iniidae) |
|  |                                 |

|  | Delfine (Delphinidae)                                                                     |
|  |                                                                                           |
|  | \| \| Gründelwale (Monodontidae) \| \| \| \| \| \| Schweinswale (Phocoenidae) \| \| \| \| |
|  |                                                                                           |
|  | Gründelwale (Monodontidae)                                                                |
|  |                                                                                           |
|  | Schweinswale (Phocoenidae)                                                                |
|  |                                                                                           |

|  | Gründelwale (Monodontidae) |
|  |                            |
|  | Schweinswale (Phocoenidae) |
|  |                            |

|  | \| \| La-Plata-Delfin (Pontoporiidae) \| \| \| \| \| \| Amazonas-Flussdelfine (Iniidae) \| \| \| \| |
|  | |
|  | Chinesischer Flussdelfin (Lipotidae)                                                                |
|  | |
|  | La-Plata-Delfin (Pontoporiidae)                                                                     |
|  | |
|  | Amazonas-Flussdelfine (Iniidae)                                                                     |
|  | |

|  | La-Plata-Delfin (Pontoporiidae) |
|  |                                 |
|  | Amazonas-Flussdelfine (Iniidae) |
|  |                                 |

|  | Delfine (Delphinidae)                                                                     |
|  |                                                                                           |
|  | \| \| Gründelwale (Monodontidae) \| \| \| \| \| \| Schweinswale (Phocoenidae) \| \| \| \| |
|  |                                                                                           |
|  | Gründelwale (Monodontidae)                                                                |
|  |                                                                                           |
|  | Schweinswale (Phocoenidae)                                                                |
|  |                                                                                           |

|  | Gründelwale (Monodontidae) |
|  |                            |
|  | Schweinswale (Phocoenidae) |
|  |                            |

|  | \| \| La-Plata-Delfin (Pontoporiidae) \| \| \| \| \| \| Amazonas-Flussdelfine (Iniidae) \| \| \| \| |
|  | |
|  | Chinesischer Flussdelfin (Lipotidae)                                                                |
|  | |
|  | La-Plata-Delfin (Pontoporiidae)                                                                     |
|  | |
|  | Amazonas-Flussdelfine (Iniidae)                                                                     |
|  | |

|  | La-Plata-Delfin (Pontoporiidae) |
|  |                                 |
|  | Amazonas-Flussdelfine (Iniidae) |
|  |                                 |

|  | Zwergpottwale (Kogiidae) |
|  |                          |
|  | Pottwale (Physeteridae)  |
|  |                          |

|  | Delfine (Delphinidae)                                                                     |
|  |                                                                                           |
|  | \| \| Gründelwale (Monodontidae) \| \| \| \| \| \| Schweinswale (Phocoenidae) \| \| \| \| |
|  |                                                                                           |
|  | Gründelwale (Monodontidae)                                                                |
|  |                                                                                           |
|  | Schweinswale (Phocoenidae)                                                                |
|  |                                                                                           |

|  | Gründelwale (Monodontidae) |
|  |                            |
|  | Schweinswale (Phocoenidae) |
|  |                            |

|  | \| \| La-Plata-Delfin (Pontoporiidae) \| \| \| \| \| \| Amazonas-Flussdelfine (Iniidae) \| \| \| \| |
|  | |
|  | Chinesischer Flussdelfin (Lipotidae)                                                                |
|  | |
|  | La-Plata-Delfin (Pontoporiidae)                                                                     |
|  | |
|  | Amazonas-Flussdelfine (Iniidae)                                                                     |
|  | |

|  | La-Plata-Delfin (Pontoporiidae) |
|  |                                 |
|  | Amazonas-Flussdelfine (Iniidae) |
|  |                                 |

|  | Delfine (Delphinidae)                                                                     |
|  |                                                                                           |
|  | \| \| Gründelwale (Monodontidae) \| \| \| \| \| \| Schweinswale (Phocoenidae) \| \| \| \| |
|  |                                                                                           |
|  | Gründelwale (Monodontidae)                                                                |
|  |                                                                                           |
|  | Schweinswale (Phocoenidae)                                                                |
|  |                                                                                           |

|  | Gründelwale (Monodontidae) |
|  |                            |
|  | Schweinswale (Phocoenidae) |
|  |                            |

|  | \| \| La-Plata-Delfin (Pontoporiidae) \| \| \| \| \| \| Amazonas-Flussdelfine (Iniidae) \| \| \| \| |
|  | |
|  | Chinesischer Flussdelfin (Lipotidae)                                                                |
|  | |
|  | La-Plata-Delfin (Pontoporiidae)                                                                     |
|  | |
|  | Amazonas-Flussdelfine (Iniidae)                                                                     |
|  | |

|  | La-Plata-Delfin (Pontoporiidae) |
|  |                                 |
|  | Amazonas-Flussdelfine (Iniidae) |
|  |                                 |

|  | Delfine (Delphinidae)                                                                     |
|  |                                                                                           |
|  | \| \| Gründelwale (Monodontidae) \| \| \| \| \| \| Schweinswale (Phocoenidae) \| \| \| \| |
|  |                                                                                           |
|  | Gründelwale (Monodontidae)                                                                |
|  |                                                                                           |
|  | Schweinswale (Phocoenidae)                                                                |
|  |                                                                                           |

|  | Gründelwale (Monodontidae) |
|  |                            |
|  | Schweinswale (Phocoenidae) |
|  |                            |

|  | \| \| La-Plata-Delfin (Pontoporiidae) \| \| \| \| \| \| Amazonas-Flussdelfine (Iniidae) \| \| \| \| |
|  | |
|  | Chinesischer Flussdelfin (Lipotidae)                                                                |
|  | |
|  | La-Plata-Delfin (Pontoporiidae)                                                                     |
|  | |
|  | Amazonas-Flussdelfine (Iniidae)                                                                     |
|  | |

|  | La-Plata-Delfin (Pontoporiidae) |
|  |                                 |
|  | Amazonas-Flussdelfine (Iniidae) |
|  |                                 |

|  | Delfine (Delphinidae)                                                                     |
|  |                                                                                           |
|  | \| \| Gründelwale (Monodontidae) \| \| \| \| \| \| Schweinswale (Phocoenidae) \| \| \| \| |
|  |                                                                                           |
|  | Gründelwale (Monodontidae)                                                                |
|  |                                                                                           |
|  | Schweinswale (Phocoenidae)                                                                |
|  |                                                                                           |

|  | Gründelwale (Monodontidae) |
|  |                            |
|  | Schweinswale (Phocoenidae) |
|  |                            |

|  | \| \| La-Plata-Delfin (Pontoporiidae) \| \| \| \| \| \| Amazonas-Flussdelfine (Iniidae) \| \| \| \| |
|  | |
|  | Chinesischer Flussdelfin (Lipotidae)                                                                |
|  | |
|  | La-Plata-Delfin (Pontoporiidae)                                                                     |
|  | |
|  | Amazonas-Flussdelfine (Iniidae)                                                                     |
|  | |

|  | La-Plata-Delfin (Pontoporiidae) |
|  |                                 |
|  | Amazonas-Flussdelfine (Iniidae) |
|  |                                 |

|  | Delfine (Delphinidae)                                                                     |
|  |                                                                                           |
|  | \| \| Gründelwale (Monodontidae) \| \| \| \| \| \| Schweinswale (Phocoenidae) \| \| \| \| |
|  |                                                                                           |
|  | Gründelwale (Monodontidae)                                                                |
|  |                                                                                           |
|  | Schweinswale (Phocoenidae)                                                                |
|  |                                                                                           |

|  | Gründelwale (Monodontidae) |
|  |                            |
|  | Schweinswale (Phocoenidae) |
|  |                            |

|  | \| \| La-Plata-Delfin (Pontoporiidae) \| \| \| \| \| \| Amazonas-Flussdelfine (Iniidae) \| \| \| \| |
|  | |
|  | Chinesischer Flussdelfin (Lipotidae)                                                                |
|  | |
|  | La-Plata-Delfin (Pontoporiidae)                                                                     |
|  | |
|  | Amazonas-Flussdelfine (Iniidae)                                                                     |
|  | |

|  | La-Plata-Delfin (Pontoporiidae) |
|  |                                 |
|  | Amazonas-Flussdelfine (Iniidae) |
|  |                                 |

|  | Delfine (Delphinidae)                                                                     |
|  |                                                                                           |
|  | \| \| Gründelwale (Monodontidae) \| \| \| \| \| \| Schweinswale (Phocoenidae) \| \| \| \| |
|  |                                                                                           |
|  | Gründelwale (Monodontidae)                                                                |
|  |                                                                                           |
|  | Schweinswale (Phocoenidae)                                                                |
|  |                                                                                           |

|  | Gründelwale (Monodontidae) |
|  |                            |
|  | Schweinswale (Phocoenidae) |
|  |                            |

|  | \| \| La-Plata-Delfin (Pontoporiidae) \| \| \| \| \| \| Amazonas-Flussdelfine (Iniidae) \| \| \| \| |
|  | |
|  | Chinesischer Flussdelfin (Lipotidae)                                                                |
|  | |
|  | La-Plata-Delfin (Pontoporiidae)                                                                     |
|  | |
|  | Amazonas-Flussdelfine (Iniidae)                                                                     |
|  | |

|  | La-Plata-Delfin (Pontoporiidae) |
|  |                                 |
|  | Amazonas-Flussdelfine (Iniidae) |
|  |                                 |

|  | Delfine (Delphinidae)                                                                     |
|  |                                                                                           |
|  | \| \| Gründelwale (Monodontidae) \| \| \| \| \| \| Schweinswale (Phocoenidae) \| \| \| \| |
|  |                                                                                           |
|  | Gründelwale (Monodontidae)                                                                |
|  |                                                                                           |
|  | Schweinswale (Phocoenidae)                                                                |
|  |                                                                                           |

|  | Gründelwale (Monodontidae) |
|  |                            |
|  | Schweinswale (Phocoenidae) |
|  |                            |

|  | \| \| La-Plata-Delfin (Pontoporiidae) \| \| \| \| \| \| Amazonas-Flussdelfine (Iniidae) \| \| \| \| |
|  | |
|  | Chinesischer Flussdelfin (Lipotidae)                                                                |
|  | |
|  | La-Plata-Delfin (Pontoporiidae)                                                                     |
|  | |
|  | Amazonas-Flussdelfine (Iniidae)                                                                     |
|  | |

|  | La-Plata-Delfin (Pontoporiidae) |
|  |                                 |
|  | Amazonas-Flussdelfine (Iniidae) |
|  |                                 |

|  | Delfine (Delphinidae)                                                                     |
|  |                                                                                           |
|  | \| \| Gründelwale (Monodontidae) \| \| \| \| \| \| Schweinswale (Phocoenidae) \| \| \| \| |
|  |                                                                                           |
|  | Gründelwale (Monodontidae)                                                                |
|  |                                                                                           |
|  | Schweinswale (Phocoenidae)                                                                |
|  |                                                                                           |

|  | Gründelwale (Monodontidae) |
|  |                            |
|  | Schweinswale (Phocoenidae) |
|  |                            |

|  | \| \| La-Plata-Delfin (Pontoporiidae) \| \| \| \| \| \| Amazonas-Flussdelfine (Iniidae) \| \| \| \| |
|  | |
|  | Chinesischer Flussdelfin (Lipotidae)                                                                |
|  | |
|  | La-Plata-Delfin (Pontoporiidae)                                                                     |
|  | |
|  | Amazonas-Flussdelfine (Iniidae)                                                                     |
|  | |

|  | La-Plata-Delfin (Pontoporiidae) |
|  |                                 |
|  | Amazonas-Flussdelfine (Iniidae) |
|  |                                 |

|  | Zwergpottwale (Kogiidae) |
|  |                          |
|  | Pottwale (Physeteridae)  |
|  |                          |

|  | \| \| Furchenwale (Balaenopteridae) \| \| \| \| \| \| Zwergglattwal (Neobalaenidae) \| \| \| \| |
|  |                                                                                                 |
|  | Glattwale (Balaenidae)                                                                          |
|  |                                                                                                 |
|  | Furchenwale (Balaenopteridae)                                                                   |
|  |                                                                                                 |
|  | Zwergglattwal (Neobalaenidae)                                                                   |
|  |                                                                                                 |

|  | Furchenwale (Balaenopteridae) |
|  |                               |
|  | Zwergglattwal (Neobalaenidae) |
|  |                               |

|  | Delfine (Delphinidae)                                                                     |
|  |                                                                                           |
|  | \| \| Gründelwale (Monodontidae) \| \| \| \| \| \| Schweinswale (Phocoenidae) \| \| \| \| |
|  |                                                                                           |
|  | Gründelwale (Monodontidae)                                                                |
|  |                                                                                           |
|  | Schweinswale (Phocoenidae)                                                                |
|  |                                                                                           |

|  | Gründelwale (Monodontidae) |
|  |                            |
|  | Schweinswale (Phocoenidae) |
|  |                            |

|  | \| \| La-Plata-Delfin (Pontoporiidae) \| \| \| \| \| \| Amazonas-Flussdelfine (Iniidae) \| \| \| \| |
|  | |
|  | Chinesischer Flussdelfin (Lipotidae)                                                                |
|  | |
|  | La-Plata-Delfin (Pontoporiidae)                                                                     |
|  | |
|  | Amazonas-Flussdelfine (Iniidae)                                                                     |
|  | |

|  | La-Plata-Delfin (Pontoporiidae) |
|  |                                 |
|  | Amazonas-Flussdelfine (Iniidae) |
|  |                                 |

|  | Delfine (Delphinidae)                                                                     |
|  |                                                                                           |
|  | \| \| Gründelwale (Monodontidae) \| \| \| \| \| \| Schweinswale (Phocoenidae) \| \| \| \| |
|  |                                                                                           |
|  | Gründelwale (Monodontidae)                                                                |
|  |                                                                                           |
|  | Schweinswale (Phocoenidae)                                                                |
|  |                                                                                           |

|  | Gründelwale (Monodontidae) |
|  |                            |
|  | Schweinswale (Phocoenidae) |
|  |                            |

|  | \| \| La-Plata-Delfin (Pontoporiidae) \| \| \| \| \| \| Amazonas-Flussdelfine (Iniidae) \| \| \| \| |
|  | |
|  | Chinesischer Flussdelfin (Lipotidae)                                                                |
|  | |
|  | La-Plata-Delfin (Pontoporiidae)                                                                     |
|  | |
|  | Amazonas-Flussdelfine (Iniidae)                                                                     |
|  | |

|  | La-Plata-Delfin (Pontoporiidae) |
|  |                                 |
|  | Amazonas-Flussdelfine (Iniidae) |
|  |                                 |

|  | Delfine (Delphinidae)                                                                     |
|  |                                                                                           |
|  | \| \| Gründelwale (Monodontidae) \| \| \| \| \| \| Schweinswale (Phocoenidae) \| \| \| \| |
|  |                                                                                           |
|  | Gründelwale (Monodontidae)                                                                |
|  |                                                                                           |
|  | Schweinswale (Phocoenidae)                                                                |
|  |                                                                                           |

|  | Gründelwale (Monodontidae) |
|  |                            |
|  | Schweinswale (Phocoenidae) |
|  |                            |

|  | \| \| La-Plata-Delfin (Pontoporiidae) \| \| \| \| \| \| Amazonas-Flussdelfine (Iniidae) \| \| \| \| |
|  | |
|  | Chinesischer Flussdelfin (Lipotidae)                                                                |
|  | |
|  | La-Plata-Delfin (Pontoporiidae)                                                                     |
|  | |
|  | Amazonas-Flussdelfine (Iniidae)                                                                     |
|  | |

|  | La-Plata-Delfin (Pontoporiidae) |
|  |                                 |
|  | Amazonas-Flussdelfine (Iniidae) |
|  |                                 |

|  | Delfine (Delphinidae)                                                                     |
|  |                                                                                           |
|  | \| \| Gründelwale (Monodontidae) \| \| \| \| \| \| Schweinswale (Phocoenidae) \| \| \| \| |
|  |                                                                                           |
|  | Gründelwale (Monodontidae)                                                                |
|  |                                                                                           |
|  | Schweinswale (Phocoenidae)                                                                |
|  |                                                                                           |

|  | Gründelwale (Monodontidae) |
|  |                            |
|  | Schweinswale (Phocoenidae) |
|  |                            |

|  | \| \| La-Plata-Delfin (Pontoporiidae) \| \| \| \| \| \| Amazonas-Flussdelfine (Iniidae) \| \| \| \| |
|  | |
|  | Chinesischer Flussdelfin (Lipotidae)                                                                |
|  | |
|  | La-Plata-Delfin (Pontoporiidae)                                                                     |
|  | |
|  | Amazonas-Flussdelfine (Iniidae)                                                                     |
|  | |

|  | La-Plata-Delfin (Pontoporiidae) |
|  |                                 |
|  | Amazonas-Flussdelfine (Iniidae) |
|  |                                 |

|  | Delfine (Delphinidae)                                                                     |
|  |                                                                                           |
|  | \| \| Gründelwale (Monodontidae) \| \| \| \| \| \| Schweinswale (Phocoenidae) \| \| \| \| |
|  |                                                                                           |
|  | Gründelwale (Monodontidae)                                                                |
|  |                                                                                           |
|  | Schweinswale (Phocoenidae)                                                                |
|  |                                                                                           |

|  | Gründelwale (Monodontidae) |
|  |                            |
|  | Schweinswale (Phocoenidae) |
|  |                            |

|  | \| \| La-Plata-Delfin (Pontoporiidae) \| \| \| \| \| \| Amazonas-Flussdelfine (Iniidae) \| \| \| \| |
|  | |
|  | Chinesischer Flussdelfin (Lipotidae)                                                                |
|  | |
|  | La-Plata-Delfin (Pontoporiidae)                                                                     |
|  | |
|  | Amazonas-Flussdelfine (Iniidae)                                                                     |
|  | |

|  | La-Plata-Delfin (Pontoporiidae) |
|  |                                 |
|  | Amazonas-Flussdelfine (Iniidae) |
|  |                                 |

|  | Delfine (Delphinidae)                                                                     |
|  |                                                                                           |
|  | \| \| Gründelwale (Monodontidae) \| \| \| \| \| \| Schweinswale (Phocoenidae) \| \| \| \| |
|  |                                                                                           |
|  | Gründelwale (Monodontidae)                                                                |
|  |                                                                                           |
|  | Schweinswale (Phocoenidae)                                                                |
|  |                                                                                           |

|  | Gründelwale (Monodontidae) |
|  |                            |
|  | Schweinswale (Phocoenidae) |
|  |                            |

|  | \| \| La-Plata-Delfin (Pontoporiidae) \| \| \| \| \| \| Amazonas-Flussdelfine (Iniidae) \| \| \| \| |
|  | |
|  | Chinesischer Flussdelfin (Lipotidae)                                                                |
|  | |
|  | La-Plata-Delfin (Pontoporiidae)                                                                     |
|  | |
|  | Amazonas-Flussdelfine (Iniidae)                                                                     |
|  | |

|  | La-Plata-Delfin (Pontoporiidae) |
|  |                                 |
|  | Amazonas-Flussdelfine (Iniidae) |
|  |                                 |

|  | Delfine (Delphinidae)                                                                     |
|  |                                                                                           |
|  | \| \| Gründelwale (Monodontidae) \| \| \| \| \| \| Schweinswale (Phocoenidae) \| \| \| \| |
|  |                                                                                           |
|  | Gründelwale (Monodontidae)                                                                |
|  |                                                                                           |
|  | Schweinswale (Phocoenidae)                                                                |
|  |                                                                                           |

|  | Gründelwale (Monodontidae) |
|  |                            |
|  | Schweinswale (Phocoenidae) |
|  |                            |

|  | \| \| La-Plata-Delfin (Pontoporiidae) \| \| \| \| \| \| Amazonas-Flussdelfine (Iniidae) \| \| \| \| |
|  | |
|  | Chinesischer Flussdelfin (Lipotidae)                                                                |
|  | |
|  | La-Plata-Delfin (Pontoporiidae)                                                                     |
|  | |
|  | Amazonas-Flussdelfine (Iniidae)                                                                     |
|  | |

|  | La-Plata-Delfin (Pontoporiidae) |
|  |                                 |
|  | Amazonas-Flussdelfine (Iniidae) |
|  |                                 |

|  | Delfine (Delphinidae)                                                                     |
|  |                                                                                           |
|  | \| \| Gründelwale (Monodontidae) \| \| \| \| \| \| Schweinswale (Phocoenidae) \| \| \| \| |
|  |                                                                                           |
|  | Gründelwale (Monodontidae)                                                                |
|  |                                                                                           |
|  | Schweinswale (Phocoenidae)                                                                |
|  |                                                                                           |

|  | Gründelwale (Monodontidae) |
|  |                            |
|  | Schweinswale (Phocoenidae) |
|  |                            |

|  | \| \| La-Plata-Delfin (Pontoporiidae) \| \| \| \| \| \| Amazonas-Flussdelfine (Iniidae) \| \| \| \| |
|  | |
|  | Chinesischer Flussdelfin (Lipotidae)                                                                |
|  | |
|  | La-Plata-Delfin (Pontoporiidae)                                                                     |
|  | |
|  | Amazonas-Flussdelfine (Iniidae)                                                                     |
|  | |

|  | La-Plata-Delfin (Pontoporiidae) |
|  |                                 |
|  | Amazonas-Flussdelfine (Iniidae) |
|  |                                 |

|  | Zwergpottwale (Kogiidae) |
|  |                          |
|  | Pottwale (Physeteridae)  |
|  |                          |

|  | Delfine (Delphinidae)                                                                     |
|  |                                                                                           |
|  | \| \| Gründelwale (Monodontidae) \| \| \| \| \| \| Schweinswale (Phocoenidae) \| \| \| \| |
|  |                                                                                           |
|  | Gründelwale (Monodontidae)                                                                |
|  |                                                                                           |
|  | Schweinswale (Phocoenidae)                                                                |
|  |                                                                                           |

|  | Gründelwale (Monodontidae) |
|  |                            |
|  | Schweinswale (Phocoenidae) |
|  |                            |

|  | \| \| La-Plata-Delfin (Pontoporiidae) \| \| \| \| \| \| Amazonas-Flussdelfine (Iniidae) \| \| \| \| |
|  | |
|  | Chinesischer Flussdelfin (Lipotidae)                                                                |
|  | |
|  | La-Plata-Delfin (Pontoporiidae)                                                                     |
|  | |
|  | Amazonas-Flussdelfine (Iniidae)                                                                     |
|  | |

|  | La-Plata-Delfin (Pontoporiidae) |
|  |                                 |
|  | Amazonas-Flussdelfine (Iniidae) |
|  |                                 |

|  | Delfine (Delphinidae)                                                                     |
|  |                                                                                           |
|  | \| \| Gründelwale (Monodontidae) \| \| \| \| \| \| Schweinswale (Phocoenidae) \| \| \| \| |
|  |                                                                                           |
|  | Gründelwale (Monodontidae)                                                                |
|  |                                                                                           |
|  | Schweinswale (Phocoenidae)                                                                |
|  |                                                                                           |

|  | Gründelwale (Monodontidae) |
|  |                            |
|  | Schweinswale (Phocoenidae) |
|  |                            |

|  | \| \| La-Plata-Delfin (Pontoporiidae) \| \| \| \| \| \| Amazonas-Flussdelfine (Iniidae) \| \| \| \| |
|  | |
|  | Chinesischer Flussdelfin (Lipotidae)                                                                |
|  | |
|  | La-Plata-Delfin (Pontoporiidae)                                                                     |
|  | |
|  | Amazonas-Flussdelfine (Iniidae)                                                                     |
|  | |

|  | La-Plata-Delfin (Pontoporiidae) |
|  |                                 |
|  | Amazonas-Flussdelfine (Iniidae) |
|  |                                 |

|  | Delfine (Delphinidae)                                                                     |
|  |                                                                                           |
|  | \| \| Gründelwale (Monodontidae) \| \| \| \| \| \| Schweinswale (Phocoenidae) \| \| \| \| |
|  |                                                                                           |
|  | Gründelwale (Monodontidae)                                                                |
|  |                                                                                           |
|  | Schweinswale (Phocoenidae)                                                                |
|  |                                                                                           |

|  | Gründelwale (Monodontidae) |
|  |                            |
|  | Schweinswale (Phocoenidae) |
|  |                            |

|  | \| \| La-Plata-Delfin (Pontoporiidae) \| \| \| \| \| \| Amazonas-Flussdelfine (Iniidae) \| \| \| \| |
|  | |
|  | Chinesischer Flussdelfin (Lipotidae)                                                                |
|  | |
|  | La-Plata-Delfin (Pontoporiidae)                                                                     |
|  | |
|  | Amazonas-Flussdelfine (Iniidae)                                                                     |
|  | |

|  | La-Plata-Delfin (Pontoporiidae) |
|  |                                 |
|  | Amazonas-Flussdelfine (Iniidae) |
|  |                                 |

|  | Delfine (Delphinidae)                                                                     |
|  |                                                                                           |
|  | \| \| Gründelwale (Monodontidae) \| \| \| \| \| \| Schweinswale (Phocoenidae) \| \| \| \| |
|  |                                                                                           |
|  | Gründelwale (Monodontidae)                                                                |
|  |                                                                                           |
|  | Schweinswale (Phocoenidae)                                                                |
|  |                                                                                           |

|  | Gründelwale (Monodontidae) |
|  |                            |
|  | Schweinswale (Phocoenidae) |
|  |                            |

|  | \| \| La-Plata-Delfin (Pontoporiidae) \| \| \| \| \| \| Amazonas-Flussdelfine (Iniidae) \| \| \| \| |
|  | |
|  | Chinesischer Flussdelfin (Lipotidae)                                                                |
|  | |
|  | La-Plata-Delfin (Pontoporiidae)                                                                     |
|  | |
|  | Amazonas-Flussdelfine (Iniidae)                                                                     |
|  | |

|  | La-Plata-Delfin (Pontoporiidae) |
|  |                                 |
|  | Amazonas-Flussdelfine (Iniidae) |
|  |                                 |

|  | Delfine (Delphinidae)                                                                     |
|  |                                                                                           |
|  | \| \| Gründelwale (Monodontidae) \| \| \| \| \| \| Schweinswale (Phocoenidae) \| \| \| \| |
|  |                                                                                           |
|  | Gründelwale (Monodontidae)                                                                |
|  |                                                                                           |
|  | Schweinswale (Phocoenidae)                                                                |
|  |                                                                                           |

|  | Gründelwale (Monodontidae) |
|  |                            |
|  | Schweinswale (Phocoenidae) |
|  |                            |

|  | \| \| La-Plata-Delfin (Pontoporiidae) \| \| \| \| \| \| Amazonas-Flussdelfine (Iniidae) \| \| \| \| |
|  | |
|  | Chinesischer Flussdelfin (Lipotidae)                                                                |
|  | |
|  | La-Plata-Delfin (Pontoporiidae)                                                                     |
|  | |
|  | Amazonas-Flussdelfine (Iniidae)                                                                     |
|  | |

|  | La-Plata-Delfin (Pontoporiidae) |
|  |                                 |
|  | Amazonas-Flussdelfine (Iniidae) |
|  |                                 |

|  | Delfine (Delphinidae)                                                                     |
|  |                                                                                           |
|  | \| \| Gründelwale (Monodontidae) \| \| \| \| \| \| Schweinswale (Phocoenidae) \| \| \| \| |
|  |                                                                                           |
|  | Gründelwale (Monodontidae)                                                                |
|  |                                                                                           |
|  | Schweinswale (Phocoenidae)                                                                |
|  |                                                                                           |

|  | Gründelwale (Monodontidae) |
|  |                            |
|  | Schweinswale (Phocoenidae) |
|  |                            |

|  | \| \| La-Plata-Delfin (Pontoporiidae) \| \| \| \| \| \| Amazonas-Flussdelfine (Iniidae) \| \| \| \| |
|  | |
|  | Chinesischer Flussdelfin (Lipotidae)                                                                |
|  | |
|  | La-Plata-Delfin (Pontoporiidae)                                                                     |
|  | |
|  | Amazonas-Flussdelfine (Iniidae)                                                                     |
|  | |

|  | La-Plata-Delfin (Pontoporiidae) |
|  |                                 |
|  | Amazonas-Flussdelfine (Iniidae) |
|  |                                 |

|  | Delfine (Delphinidae)                                                                     |
|  |                                                                                           |
|  | \| \| Gründelwale (Monodontidae) \| \| \| \| \| \| Schweinswale (Phocoenidae) \| \| \| \| |
|  |                                                                                           |
|  | Gründelwale (Monodontidae)                                                                |
|  |                                                                                           |
|  | Schweinswale (Phocoenidae)                                                                |
|  |                                                                                           |

|  | Gründelwale (Monodontidae) |
|  |                            |
|  | Schweinswale (Phocoenidae) |
|  |                            |

|  | \| \| La-Plata-Delfin (Pontoporiidae) \| \| \| \| \| \| Amazonas-Flussdelfine (Iniidae) \| \| \| \| |
|  | |
|  | Chinesischer Flussdelfin (Lipotidae)                                                                |
|  | |
|  | La-Plata-Delfin (Pontoporiidae)                                                                     |
|  | |
|  | Amazonas-Flussdelfine (Iniidae)                                                                     |
|  | |

|  | La-Plata-Delfin (Pontoporiidae) |
|  |                                 |
|  | Amazonas-Flussdelfine (Iniidae) |
|  |                                 |

|  | Delfine (Delphinidae)                                                                     |
|  |                                                                                           |
|  | \| \| Gründelwale (Monodontidae) \| \| \| \| \| \| Schweinswale (Phocoenidae) \| \| \| \| |
|  |                                                                                           |
|  | Gründelwale (Monodontidae)                                                                |
|  |                                                                                           |
|  | Schweinswale (Phocoenidae)                                                                |
|  |                                                                                           |

|  | Gründelwale (Monodontidae) |
|  |                            |
|  | Schweinswale (Phocoenidae) |
|  |                            |

|  | \| \| La-Plata-Delfin (Pontoporiidae) \| \| \| \| \| \| Amazonas-Flussdelfine (Iniidae) \| \| \| \| |
|  | |
|  | Chinesischer Flussdelfin (Lipotidae)                                                                |
|  | |
|  | La-Plata-Delfin (Pontoporiidae)                                                                     |
|  | |
|  | Amazonas-Flussdelfine (Iniidae)                                                                     |
|  | |

|  | La-Plata-Delfin (Pontoporiidae) |
|  |                                 |
|  | Amazonas-Flussdelfine (Iniidae) |
|  |                                 |

|  | Zwergpottwale (Kogiidae) |
|  |                          |
|  | Pottwale (Physeteridae)  |
|  |                          |

|  | \| \| Furchenwale (Balaenopteridae) \| \| \| \| \| \| Zwergglattwal (Neobalaenidae) \| \| \| \| |
|  |                                                                                                 |
|  | Glattwale (Balaenidae)                                                                          |
|  |                                                                                                 |
|  | Furchenwale (Balaenopteridae)                                                                   |
|  |                                                                                                 |
|  | Zwergglattwal (Neobalaenidae)                                                                   |
|  |                                                                                                 |

|  | Furchenwale (Balaenopteridae) |
|  |                               |
|  | Zwergglattwal (Neobalaenidae) |
|  |                               |

Wale (Cetacea) werden auf Artebene wie folgt klassifiziert:
Ordnung Wale (Cetacea)
- Bartenwale (Mysticeti)
  - Glattwale (Balaenidae)Grönlandwal
    - Balaena

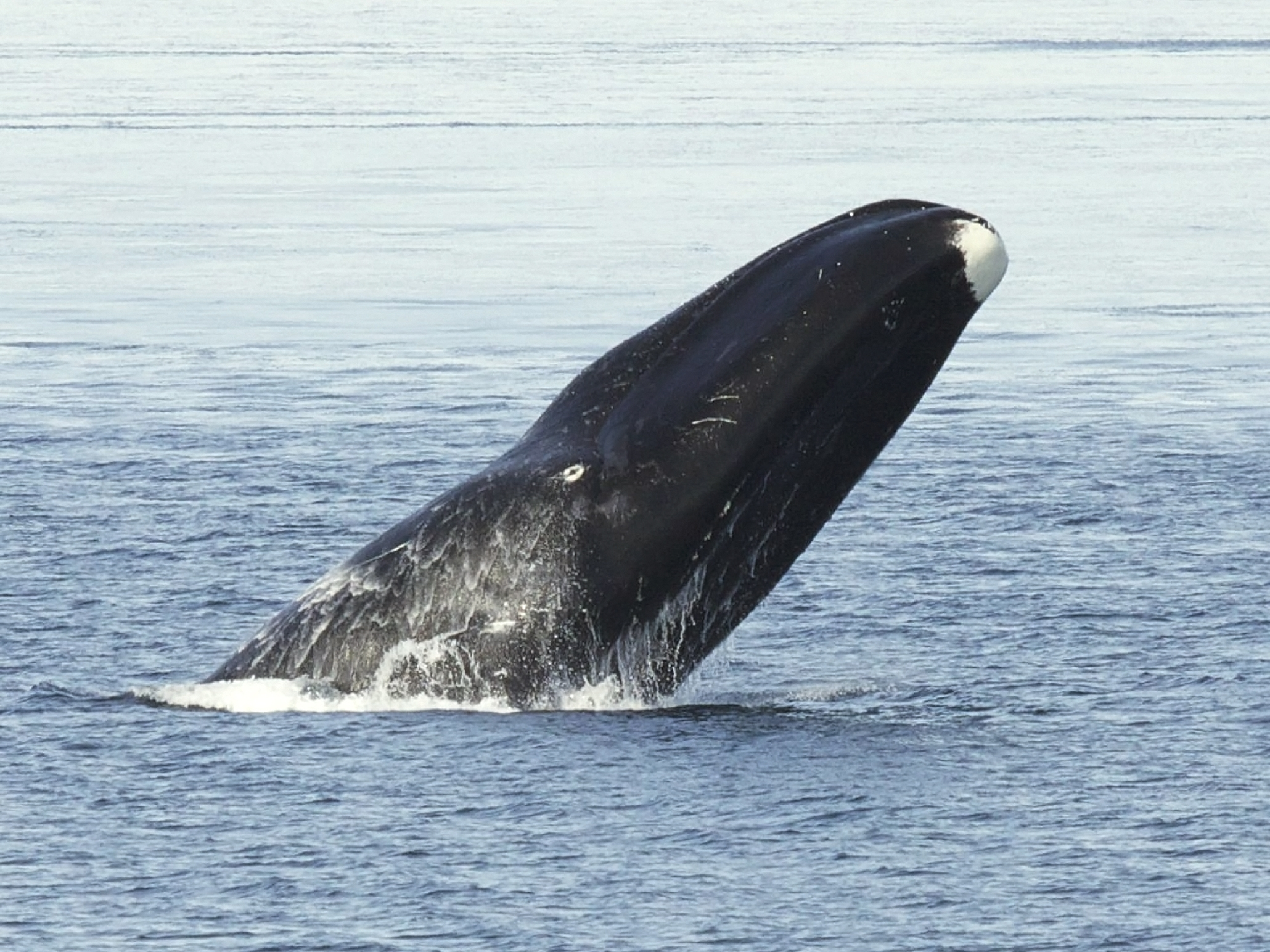
Grönlandwal

      - Grönlandwal (Balaena mysticetus)

    - Eubalaena
      - Atlantischer Nordkaper (Eubalaena glacialis)
      - Pazifischer Nordkaper (Eubalaena japonica)
      - Südkaper (Eubalaena australis)

  - Cetotheriidae
    - Zwergglattwal (Caperea marginata)

  - Furchenwale (Balaenopteridae)Nördlicher Zwergwal
    - Eschrichtius

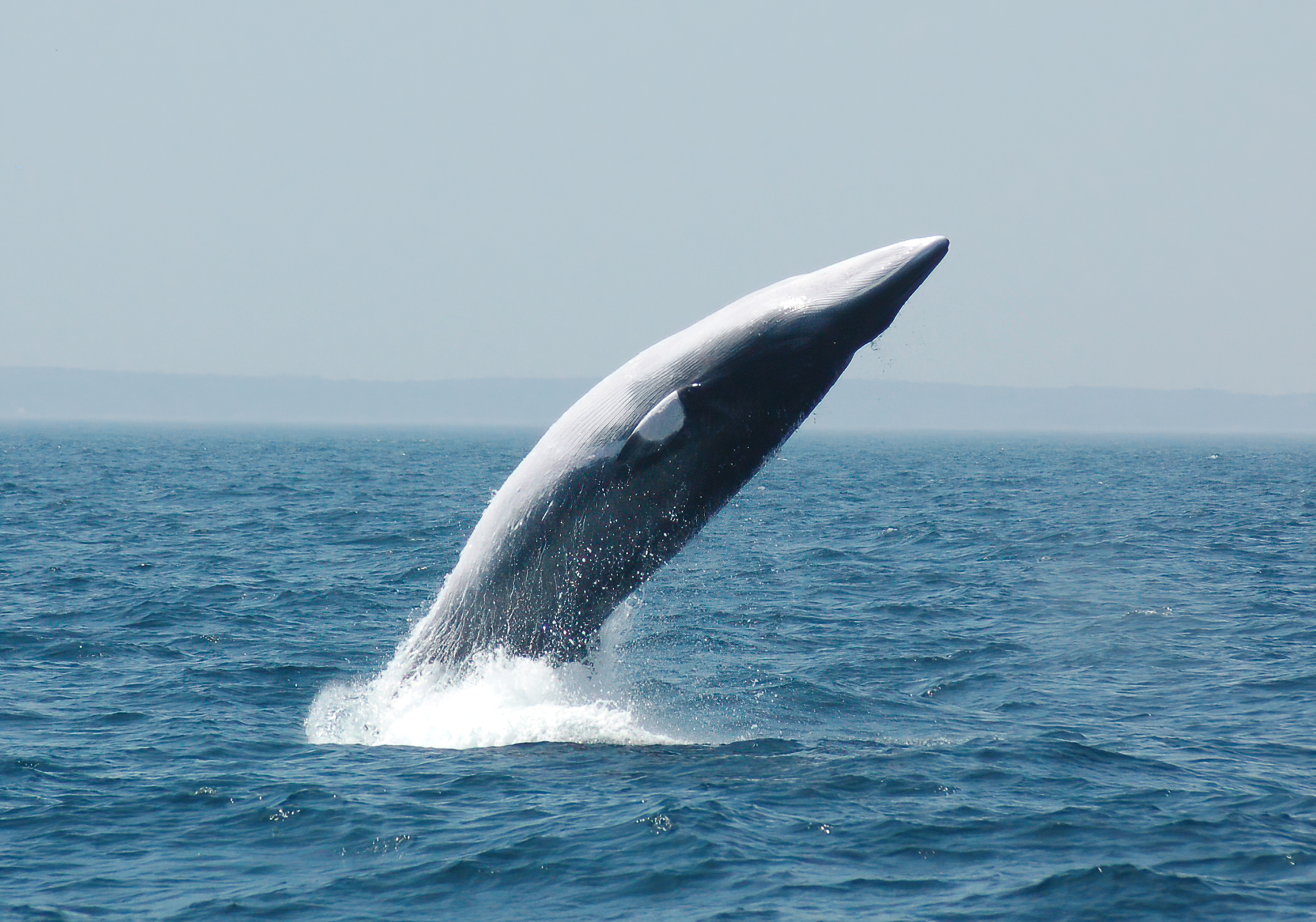
Nördlicher Zwergwal

      - Grauwal (Eschrichtius robustus)

    - Megaptera
      - Buckelwal (Megaptera novaeangliae)

    - Balaenoptera
      - Nördlicher Zwergwal (Balaenoptera acutorostrata)
      - Südlicher Zwergwal (Balaenoptera bonaerensis)
      - Finnwal (Balaenoptera physalus)
      - Blauwal (Balaenoptera musculus)
      - Brydewal (Balaenoptera edeni; Synonym B. brydei)
      - Seiwal (Balaenoptera borealis)
      - Omurawal (Balaenoptera omurai)
      - Rice-Brydewal (Balaenoptera ricei)
- Zahnwale (Odontoceti)Pottwale

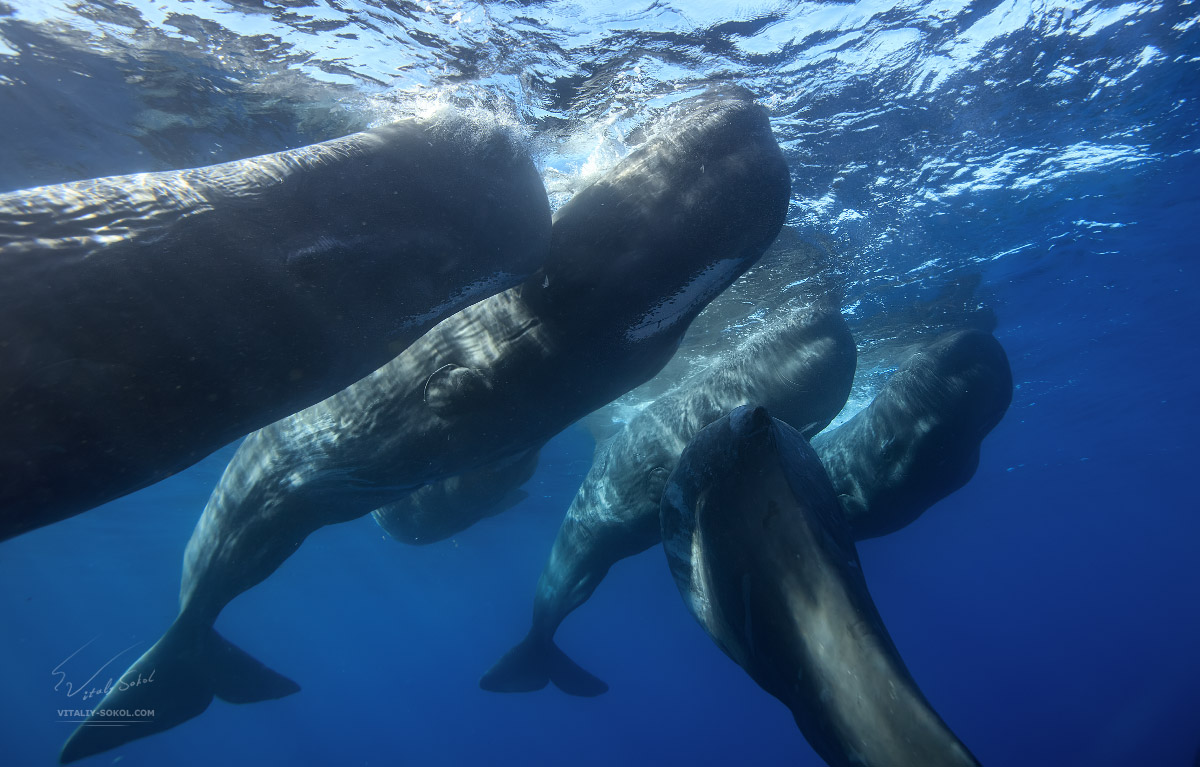
Pottwale

  - Pottwale (Physeteridae, Physeter)
    - Pottwal (Physeter catodon)

  - Zwergpottwale (Kogiidae, Kogia)
    - Kleiner Pottwal (Kogia simus)
    - Zwergpottwal (Kogia breviceps)

  - Schnabelwale (Ziphiidae)
    - Zweizahnwale (Mesoplodon)
      - Peruanischer Schnabelwal (Mesoplodon peruvianus)
      - Hector-Schnabelwal (Mesoplodon hectori)
      - True-Wal (Mesoplodon mirus)
      - Gervais-Zweizahnwal (Mesoplodon europaeus)
      - Japanischer Schnabelwal (Mesoplodon ginkgodens)
      - Camperdown-Wal (Mesoplodon grayi)
      - Hubbs-Schnabelwal (Mesoplodon carlhubbsi)
      - Andrew-Schnabelwal (Mesoplodon bowdoini)
      - Stejneger-Schnabelwal (Mesoplodon stejnegeri)
      - Sowerby-Zweizahnwal (Mesoplodon bidens)
      - Bahamonde-Schnabelwal (Mesoplodon traversii)
      - Perrin-Schnabelwal (Mesoplodon perrini)
      - Layard-Wal (Mesoplodon layardii)
      - Blainville-Schnabelwal (Mesoplodon densirostris)
      - Deraniyagala-Zweizahnwal (Mesoplodon hotaula)

    - Entenwale (Hyperoodon)Nördlicher Entenwal

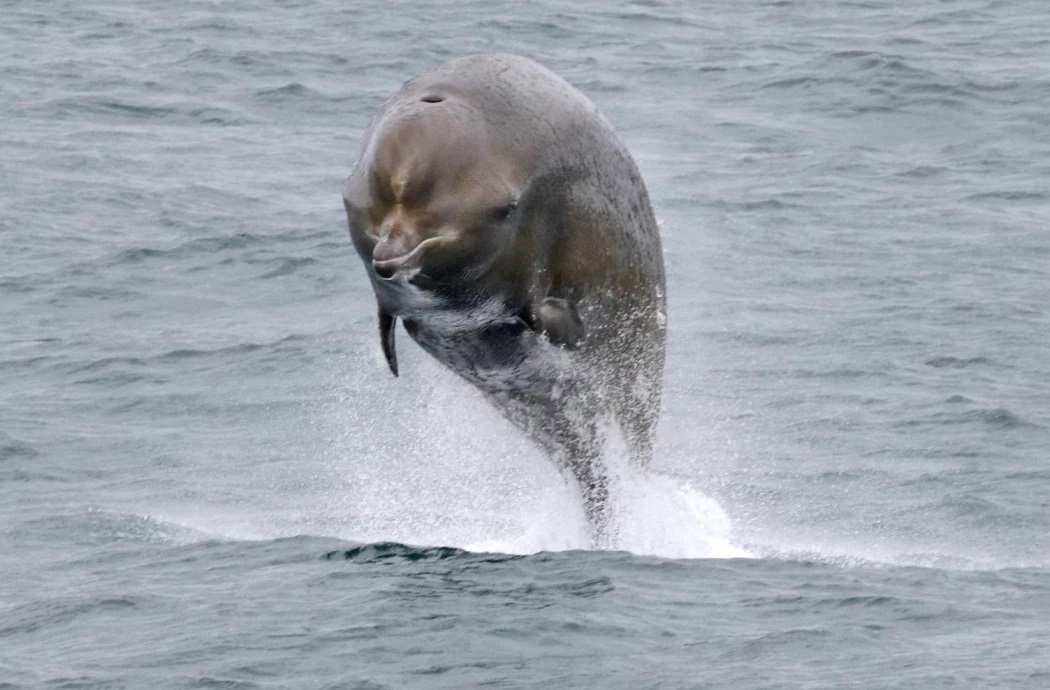
Nördlicher Entenwal

      - Nördlicher Entenwal (Hyperoodon ampullatus)
      - Südlicher Entenwal (Hyperoodon planifrons)

    - Ziphius
      - Cuvier-Schnabelwal (Ziphius cavirostris)

    - Schwarzwale (Berardius)
      - Südlicher Schwarzwal (Berardius arnuxii)
      - Baird-Wal (Berardius bairdii)
      - Kleiner Schnabelwal (Berardius minimus)[34]

    - Tasmacetus
      - Shepherd-Wal (Tasmacetus shepherdi)

    - Indopacetus
      - Longman-Schnabelwal (Indopacetus pacificus)

  - Gangesdelfine (Platanistidae, Platanista)
    - Gangesdelfin (Platanista gangetica)
    - Indusdelfin (Platanista minor)

  - Lipotidae
    - Chinesischer Flussdelfin (Lipotes vexillifer)

  - Pontoporiidae
    - La-Plata-Delfin (Pontoporia blainvillei)

  - Amazonas-Flussdelfine (Iniidae)
    - Amazonasdelfin (Inia geoffrensis)
    - Araguaia-Delfin (Inia araguaiaensis)[35]
    - Bolivianischer Amazonasdelfin (Inia boliviensis)[36]
    - Orinocodelfin (Inia humboldtiana)

  - Gründelwale (Monodontidae)Narwal
    - Weißwal (Delphinapterus leucas)
    - Narwal (Monodon monoceros)

  - Schweinswale (Phocoenidae)Gewöhnlicher Schweinswal
    - Phocoena

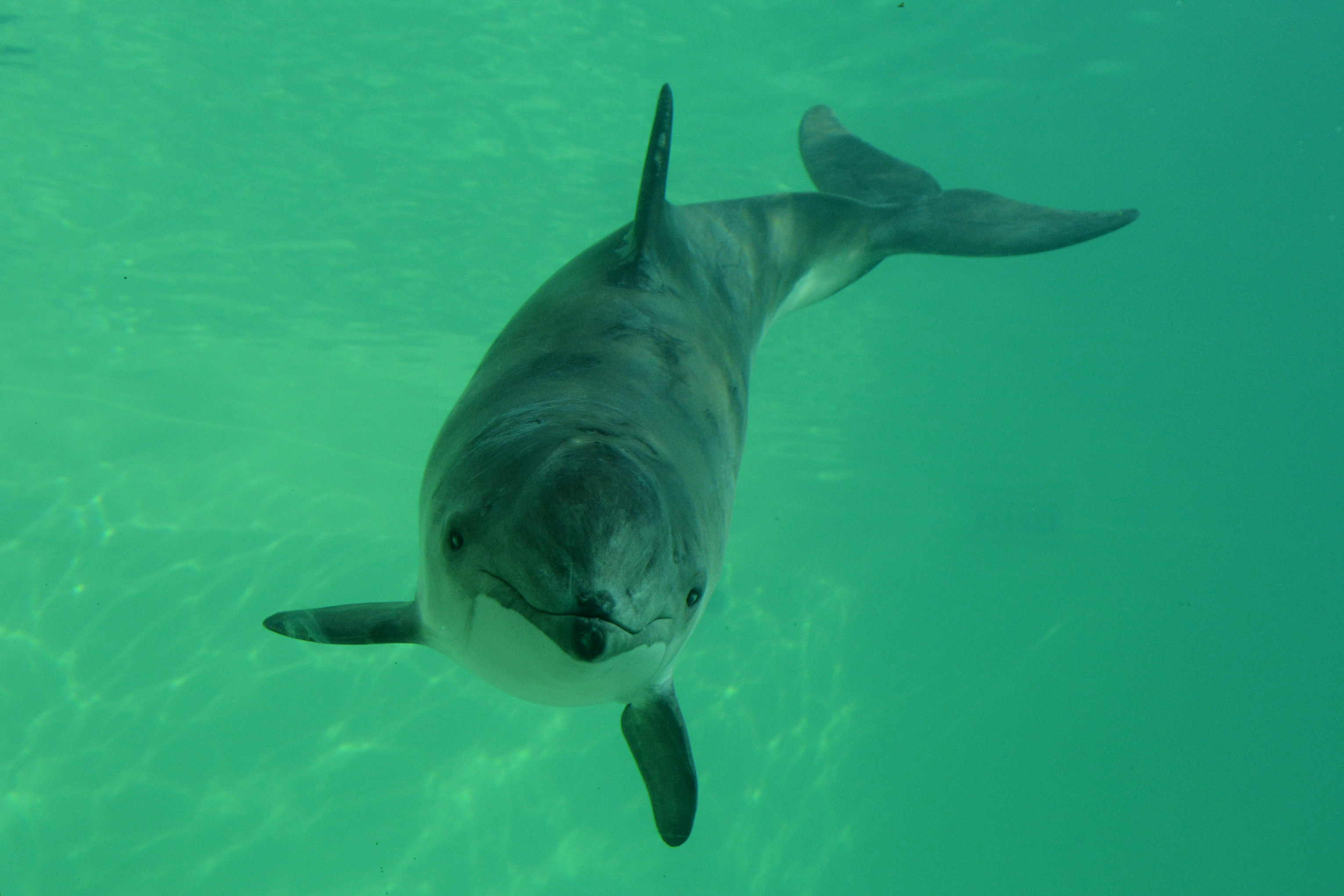
Gewöhnlicher Schweinswal

      - Gewöhnlicher Schweinswal (Phocoena phocoena)
      - Kalifornischer Schweinswal (Phocoena sinus)
      - Burmeister-Schweinswal (Phocoena spinipinnis)
      - Brillenschweinswal (Phocaena dioptrica)

    - Glattschweinswale (Neophocaena)
      - Glattschweinswal (Neophocaena phocaenoides)
      - Östlicher Glattschweinswal (Neophocaena asiaeorientalis)

    - Phocoenoides
      - Weißflankenschweinswal (Phocoenoides dalli)

  - Delfine (Delphinidae)Weißseitendelfin
    - Pseudorca

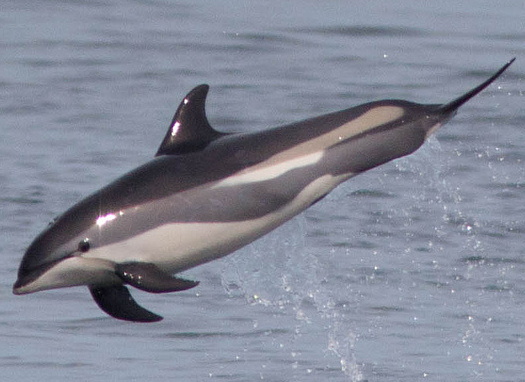
Weißseitendelfin

      - Kleiner Schwertwal (Pseudorca crassidens)

    - Orcinus
      - Schwertwal (Orcinus orca)

    - Delphinus
      - Gemeiner Delfin (Delphinus delphis)

    - Tursiops
      - Indopazifischer Großer Tümmler (Tursiops aduncus)
      - Burrunan-Delfin (Tursiops australis)
      - Großer Tümmler (Tursiops truncatus)

    - Leucopleurus
      - Weißseitendelfin (Leucopleurus acutus)

    - Lagenorhynchus
      - Weißschnauzendelfin (Lagenorhynchus albirostris)

    - Aethalodelphis
      - Weißstreifendelfin (Aethalodelphis obliquidens)
      - Schwarzdelfin (Aethalodelphis obscurus)

    - Steno
      - Rauzahndelfin (Steno bredanensis)

    - Glattdelfine (Lissodelphis)Nördliche Glattdelfine

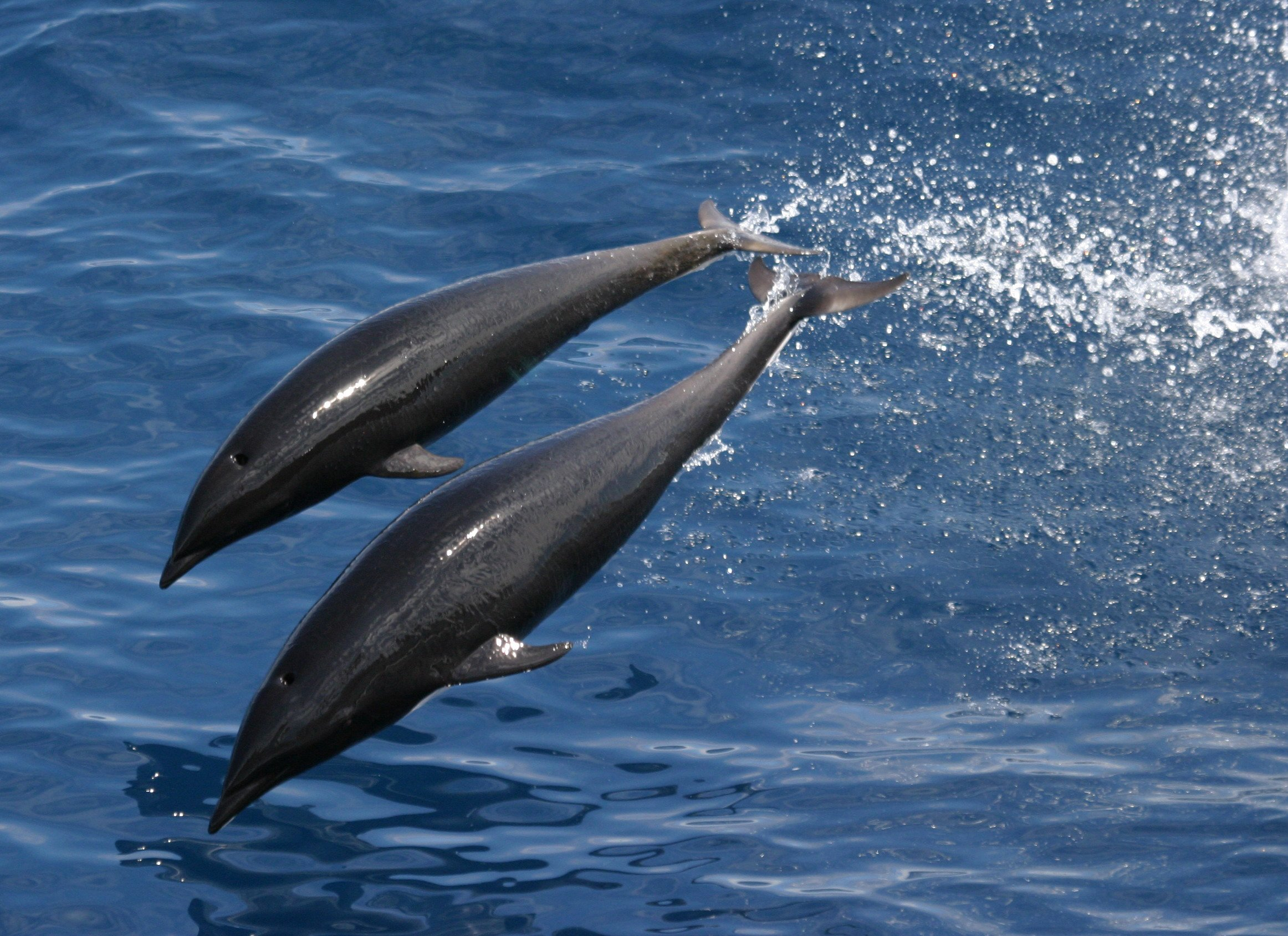
Nördliche Glattdelfine

      - Nördlicher Glattdelfin (Lissodelphis borealis)
      - Südlicher Glattdelfin (Lissodelphis peronii)

    - Lagenodelphis
      - Borneodelfin (Lagenodelphis hosei)

    - Fleckendelfine (Stenella)
      - Ostpazifischer Delfin (Stenella longirostris)
      - Clymene-Delfin (Stenella clymene)
      - Blau-Weißer Delfin (Stenella coeruleoalba)
      - Schlankdelfin (Stenella attenuata)
      - Zügeldelfin (Stenella frontalis)

    - Grindwale (Globicephala)Gewöhnliche Grindwale

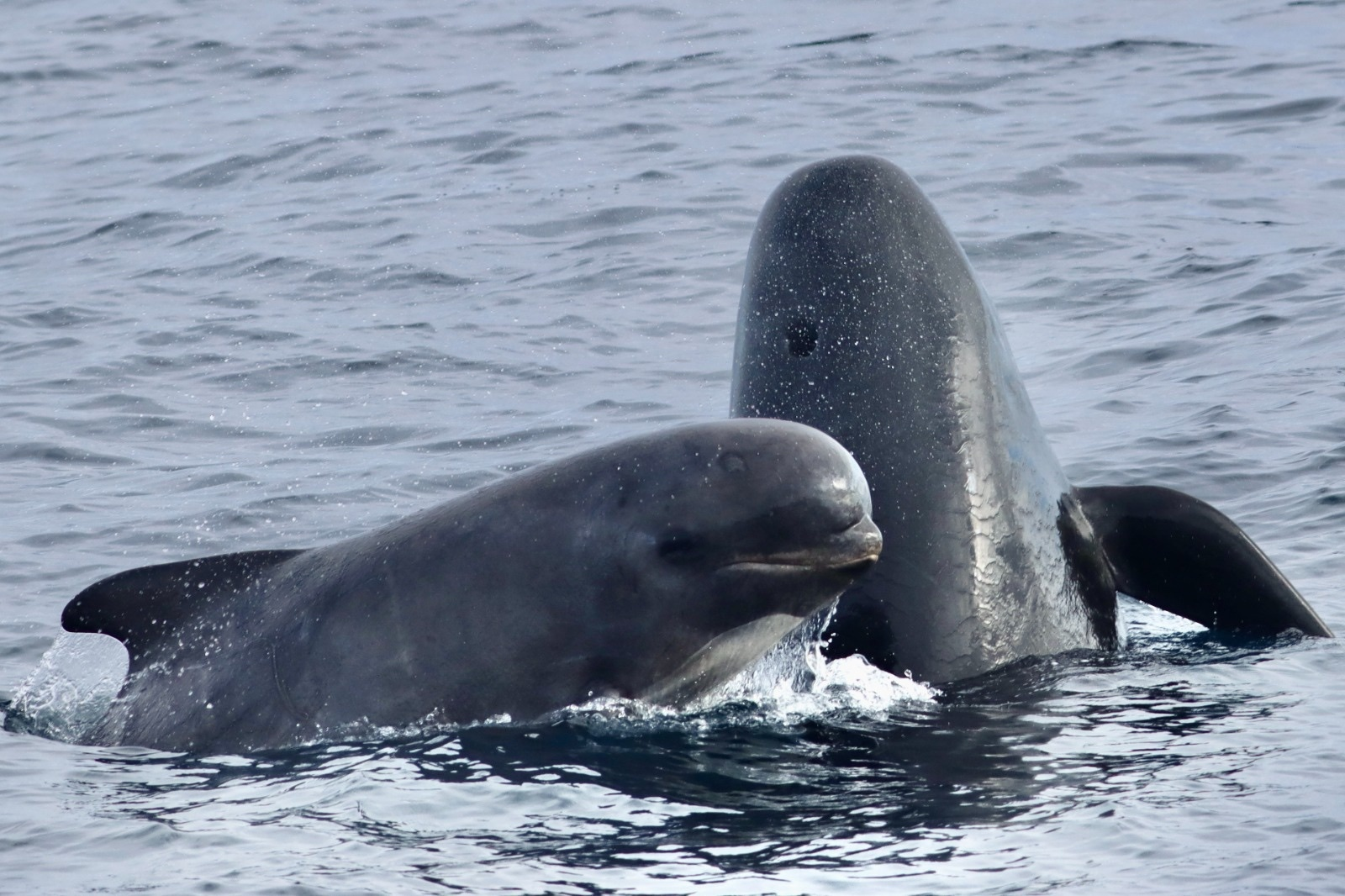
Gewöhnliche Grindwale

      - Gewöhnlicher Grindwal (Globicephala melas)
      - Kurzflossen-Grindwal (Globicephala macrorhynchus)

    - Grampus
      - Rundkopfdelfin (Grampus griseus)

    - Peponocephala
      - Breitschnabeldelfin (Peponocephala electra)

    - Feresa
      - Zwerggrindwal (Feresa attenuata)

    - Orcaella
      - Irawadidelfin (Orcaella brevirostris)
      - Australischer Stupsfinnendelfin (Orcaella heinsohni)

    - Schwarz-Weiß-Delfine (Cephalorhynchus)
      - Peale-Delfin (Cephalorhynchus australis)
      - Commerson-Delfin (Cephalorhynchus commersonii)
      - Stundenglasdelfin (Cephalorhynchus cruciger)
      - Weißbauchdelfin (Cephalorhynchus eutropia)
      - Heaviside-Delfin (Cephalorhynchus heavisidii)
      - Hector-Delfin (Cephalorhynchus hectori)

    - SotaliaKüsten-Sotalia

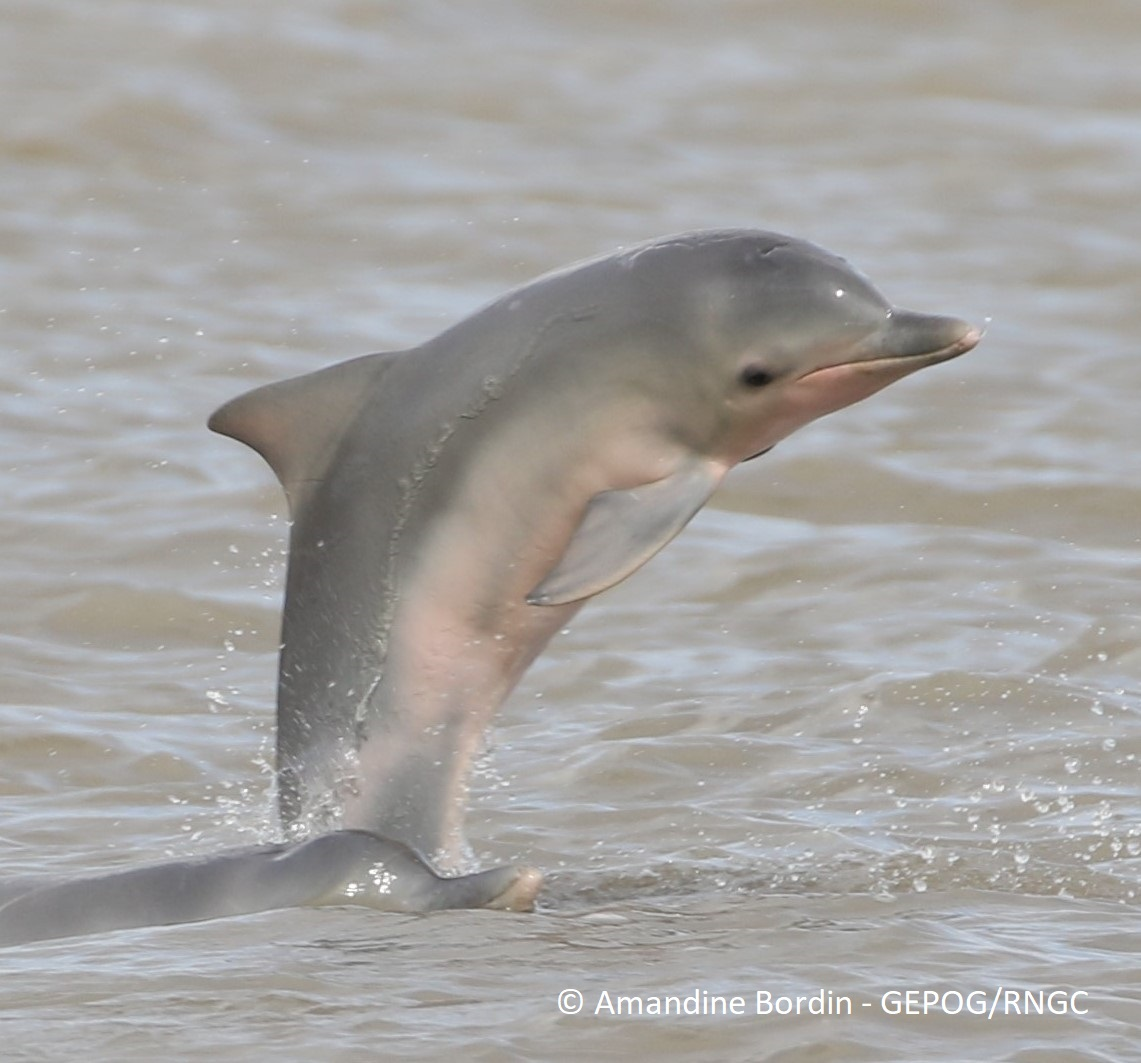
Küsten-Sotalia

      - Amazonas-Sotalia (Sotalia fluviatilis)
      - Küsten-Sotalia (Sotalia guianensis)

    - Sousa
      - Kamerunflussdelfin (Sousa teuszii)
      - Chinesischer Weißer Delfin (Sousa chinensis)
      - Bleifarbener Delfin (Sousa plumbea)
      - Australischer Buckeldelfin (Sousa sahulensis)

Dreizehn Walarten werden als Großwale bezeichnet. Dies ist jedoch keine systematische Kategorie, sondern eine zusammenfassende Bezeichnung für die Kolosse der verschiedenen Walfamilien.
In dem Artikel Systematik der Wale befindet sich ein Vergleich des Verbreitungsgebietes, der Häufigkeit und Bedrohung, sowie der Größe der verschiedenen Spezies.

## Menschen und Wale

### Etymologie
Der Ursprung des deutschen Wortes „Wal“ lässt sich eindeutig bis ins Urgermanische zurückverfolgen, dessen Tochtersprachen die Bezeichnung (niederländisch walvis, englisch whale, schwedisch val, isländisch hvalur) aus der germanischen Wurzel *hwalaz ableiten, auf der auch das Wort „Wels“ beruht. Namen für Meeres- und Seetiere sind innerhalb der indogermanischen Sprachen schwer vergleichbar. Vermutet wird derweil eine Verbindung zum romanischen (lateinisch squalus „Meersaufisch“) oder baltischen Zweig (altpreußisch kalis „Wels“). Möglich ist allerdings auch, dass es sich um eine Entlehnung aus einer nicht-indogermanischen Sprache zu (früh-)germanischer Zeit handelt.
Das Wort „Walfisch“ ist im Althochdeutschen nachgewiesen und wird im Mittelhochdeutschen und Mittelniederdeutschen gebräuchlich. Grimms Wörterbuch interpretiert es als „verdeutlichende Zusammensetzung“ (gegenüber dem älteren und damals in seiner Bedeutung wohl nicht mehr klar verständlichen Wort „Wal“).
Der Ordnungsname Cetacea leitet sich vom lateinischen cetus „Wal“ (von altgriechisch κῆτος kêtos „großer Fisch, Seeungeheuer“) und dem lateinischen Suffix -acea ab.

### Forschungsgeschichte

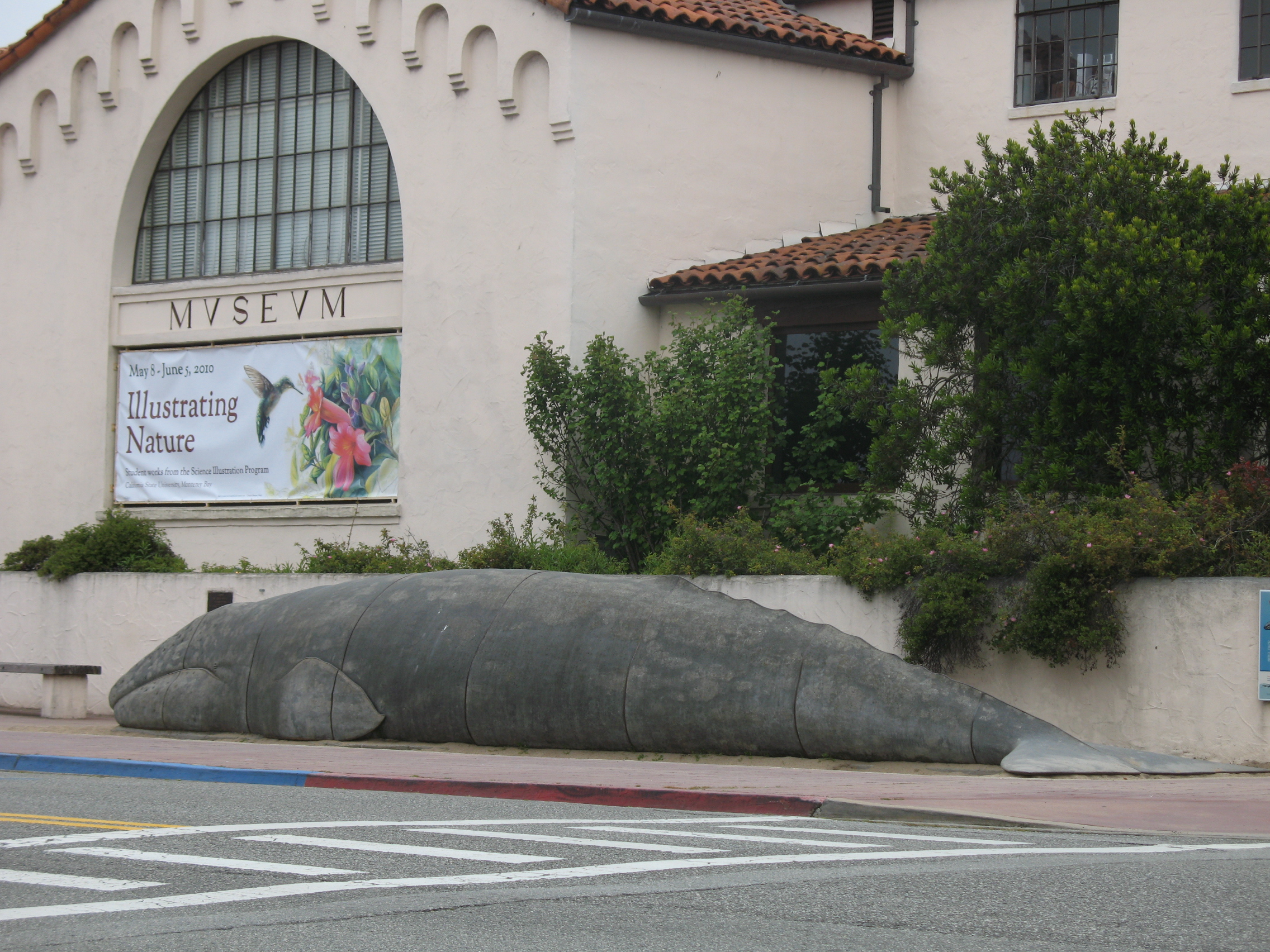
Walskulptur vor einem Naturkundemuseum

In der Antike waren Wale durch Aristoteles (4. Jahrhundert v. Chr.) den Fischen zugeordnet aufgrund ihrer äußeren Erscheinungsform, obgleich Aristoteles bereits viele physiologisch-anatomische Ähnlichkeiten mit den Landwirbeltieren feststellen konnte wie Blut(kreislauf), Lungen, Gebärmutter und Flossenanatomie. Seine detaillierten Beschreibungen wurden von den Römern zwar übernommen, aber inhaltlich mit den Erkenntnissen über die Delfine vermischt. Hier ist vor allem Plinius der Ältere zu nennen, der eine umfassende Naturgeschichte verfasste. Auch in der Kunst dieser und nachfolgender Zeiten findet sich diese Vermischung wieder, so wurden Delfine seitdem mit einem hochgewölbten, für Schweinswale typischen Kopf und einer langen, für Delfine typischen Schnauze dargestellt. Der Schweinswal stellt neben den Delfinen einen der am frühesten für die Forschung zugänglichen Wale dar, da er als Bewohner der flachen Küstenbereiche Europas auch vom Land aus beobachtet werden konnte. Ein großer Teil der Erkenntnisse, die für die Gesamtheit der Wale bzw. der Zahnwale gelten, wurden erstmals an Schweinswalen gewonnen. Eine der ersten anatomischen Beschreibungen der Atemwege der Wale anhand eines Schweinswals stammt aus dem Jahr 1671 von John Ray, der den Schweinswal dennoch den Fischen zuordnete, wie seit Aristoteles üblich.

„Das Rohr im Kopf, durch welches diese Art Fisch seinen Atem bezieht und Wasser spuckt, liegt vor dem Gehirn und endet nach außen in einem einfachen Loch, aber innenwärts ist es durch ein knöchernes Septum geteilt, als wären es zwei Nasenlöcher; aber darunter eröffnet es sich wieder in den Mund in einen Hohlraum.“

John Ray vollzog 1693 erstmals die Trennung in die Unterordnungen der Bartenwale und Zahnwale. Erst Carl von Linné ordnete 1758 mit dem Schweinswal erstmals einen Wal den Säugetieren zu.

### Gefährdung
Die Gefährdung der Wale geht bis auf wenige Ausnahmen direkt vom Menschen aus. Die Bedrohungen durch den Menschen lassen sich unterteilen in die direkte Bejagung durch den Walfang sowie die indirekten Gefahren wie die Fischerei und die Umweltbelastung.

Aus einem Wal hergestellte Produkte

#### Walfang

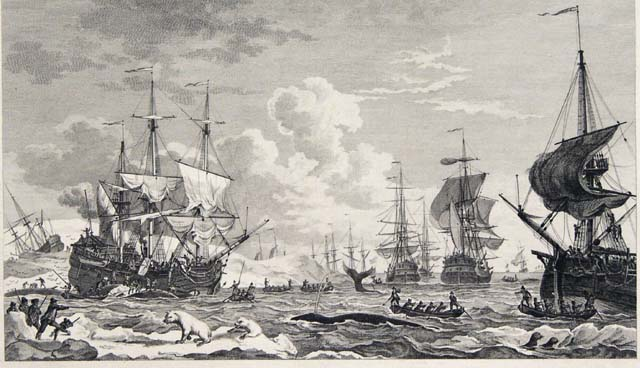
Walfang im nördlichen Eismeer, Grafik um 1792

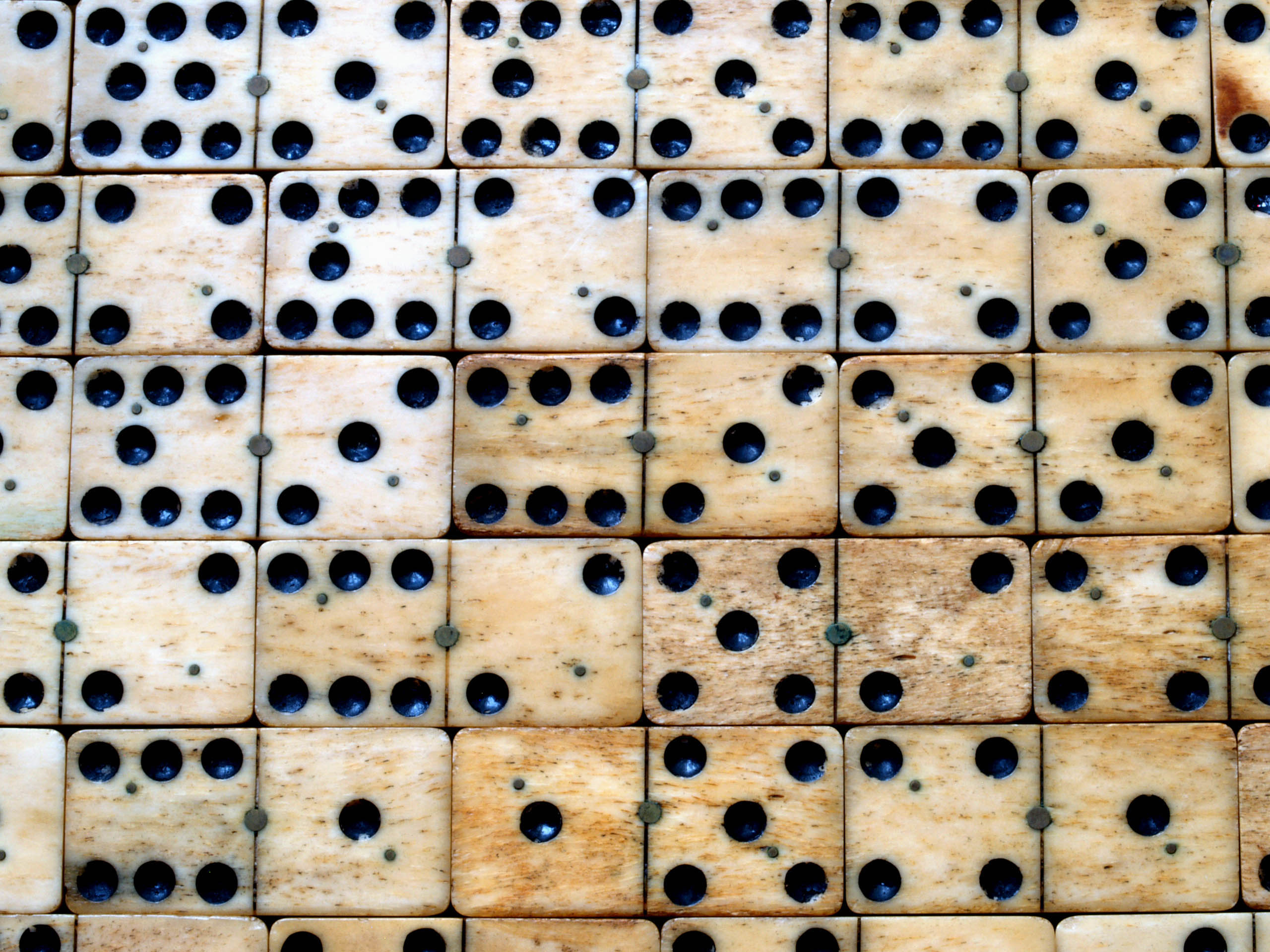
Domino aus Walknochen von einem Walfangschiff

Im Mittelalter waren die Gründe für den Walfang die enormen Mengen Fleisch, der als Brennstoff verwertbare Waltran und die Kieferknochen, die man im Hausbau verwendete. Am Ende des Mittelalters fuhren bereits ganze Flotten aus, um die großen Wale, mehrheitlich Glattwale wie den Grönlandwal, zu jagen. Die niederländische Flotte besaß beispielsweise im 16. und 17. Jahrhundert etwa 300 Walfangschiffe mit 18.000 Männern Besatzung.
Im 18. und 19. Jahrhundert wurden vor allem Bartenwale bejagt, um den Bedarf der Korsett- und Reifrockhersteller an Fischbein zu decken. Außerdem diente das Spermaceti der Pottwale als Schmiermittel für Maschinen und das Ambra als Grundstoff für die Pharmaindustrie und zur Parfumherstellung. Als in der zweiten Hälfte des 19. Jahrhunderts die Sprengharpune erfunden und eingesetzt wurde, kam es zu einem massiven Ansteigen der erlegten Wale.
Große Schiffe wurden zu Mutterschiffen für die Walverarbeitung ausgebaut und von Fangflotten mit Dampfantrieb beliefert. Ungefähr in der ersten Hälfte des 20. Jahrhunderts hatten Wale eine sehr große Bedeutung als Rohstofflieferant für die Industrie. In dieser Zeit wurde intensiv gejagt, in den 1930er Jahren wurden jedes Jahr über 30.000 Wale getötet. Eine weitere Steigerung auf über 40.000 Tiere pro Jahr erfolgte bis in die 1960er Jahre, wodurch vor allem die Bestände der großen Bartenwalarten zusammenbrachen.
Die meisten bejagten Walarten sind heute in ihrem Bestand bedroht. Bei einigen Großwalarten wurden die Populationen bis an den Rand der Ausrottung ausgebeutet. Heute sind sie stark dezimiert, da ein Zuwachs nur langsam möglich ist. Vollständig ausgerottet wurden bereits der atlantische und der koreanische Grauwal, beim Atlantischen Nordkaper rechnet man heute noch mit etwa 300 bis 600 Tieren, der Blauwalbestand beträgt wahrscheinlich maximal 14.000 Tiere.
Die ersten Bestrebungen zum Schutz der Wale wurden 1931 beschlossen. Dabei wurden besonders bedrohte Arten wie etwa der Buckelwal, der damals noch etwa 100 Tiere zählte, unter internationalen Schutz gestellt, außerdem wurden erste Schutzzonen eingerichtet. 1946 wurde die Internationale Walfangkommission gegründet, die die Bestände der Wale kontrollieren und sichern sollte. Das Töten von Walen zu kommerziellen Zwecken wurde durch diese Organisation 1985 weltweit bis zum Jahr 2005 verboten. Allerdings werden auch heute noch Wale gejagt. Vor allem japanische Walfangschiffe jagen Wale verschiedener Arten zu vorgeblich wissenschaftlichen Zwecken. Grönland und einigen indigenen Völkern der Welt ist der Walfang aus traditionellen Gründen und um ihr Überleben zu sichern erlaubt. Island und Norwegen erkennen das Verbot nicht an und betreiben einen offenen kommerziellen Walfang.

#### Fischerei
Auch die für den Walfang uninteressanten Kleinwale – vor allem einige Delfinarten – sind teilweise stark dezimiert. Sie fallen sehr häufig der Thunfischfischerei zum Opfer, weil sie sich oft in der Nähe von Thunfischschwärmen aufhalten. Dies ist auch den Fischern bekannt, weshalb sie oft nach Delfinen Ausschau halten, um Thunfische zu fangen. Delfine sind wesentlich leichter auszumachen als Thunfische, da sie regelmäßig an der Oberfläche Luft holen müssen. Die Fischer ziehen mit ihren Netzen hunderte Meter große Kreise um die Delfingruppen herum, in der Erwartung, dass sie auch einen Thunfischschwarm einschließen. Die Netze werden zusammengezogen, die Delfine verfangen sich unter Wasser und ertrinken. Besonders für Flussdelfine stellt zudem die Leinenfischerei in größeren Flüssen eine Gefahr dar.
Eine weit größere Bedrohung als durch den Beifang erwächst Kleinwalen allerdings aus der gezielten Bejagung. Im südostasiatischen Raum werden sie in ärmeren Ländern als Fisch-Ersatz an die einheimische Bevölkerung verkauft, da die eigentlichen Speisefische der Region im Export höhere Einnahmen versprechen. Im Mittelmeer werden Kleinwale als Nahrungskonkurrenten verfolgt: Da der Stoffwechsel der Meeressäuger einen ungleich höheren Energiebedarf als bei Raubfischen zur Folge hat, werden sie gezielt vernichtet, um die Bestände der Speisefische nicht mit ihnen teilen zu müssen.

#### Umweltgefahren
Die zunehmende Meeresverschmutzung stellt auch für die Meeressäuger ein ernst zu nehmendes Problem dar. Schwermetalle, Reste vieler Pflanzen- und Insektengifte sowie Plastikmüll-Treibgut sind biologisch nicht abbaubar. Bei der Nahrungsaufnahme direkt oder über die Meerespflanzen und Beutetiere gelangen sie dann in den Körper der Wale. In der Folge werden die Tiere anfälliger gegenüber Krankheiten und bekommen weniger Nachwuchs.
Auch die Zerstörung der Ozonschicht wirkt sich auf die Wale aus, denn Plankton reagiert sehr empfindlich auf Strahlung und vermehrt sich weniger stark. Dadurch schrumpft das Nahrungsangebot für viele Meerestiere, besonders betroffen sind aber die Bartenwale. Auch das Nekton wird, neben der intensiven Befischung, durch die intensivere UV-Einstrahlung geschädigt und ist als Futterquelle quantitativ und qualitativ eingeschränkt.
Ähnliche Auswirkungen kann zumindest längerfristig eine Übersäuerung der Ozeane durch vermehrte Aufnahme von Kohlenstoffdioxid (CO2) darstellen, ein Effekt, welcher der globalen Erwärmung entgegenwirkt, da er der sich erwärmenden Atmosphäre wieder Kohlenstoff abnimmt. CO2 reagiert mit dem Wasser zu Kohlensäure. Das saure Wasser stört den Bau der Kalkskelette verschiedener Algen und Kleinstlebewesen. Von diesem Plankton sind wiederum Wale abhängig, da es für viele Arten die Hauptnahrungsquelle darstellt.
Vor allem das Militär bedient sich starker Sonare, die Erdölindustrie und der Meeresbergbau auch künstlichen seismischen Quellen (sog. Airguns), starken Pumpen und Sprengungen, woraus zusammen mit dem allgemeinen Schiffsverkehr in zunehmendem Maße Lärm in den Ozeanen resultiert. Meeressäuger, die Biosonare zur Orientierung und Kommunikation verwenden, werden dadurch nicht nur behindert, sondern regelmäßig auch zu panischem Auftauchen veranlasst. Dabei kommt es zum Ausperlen von im Blut gebundenen Gasen, woran das Tier dann verendet, da die Gefäße blockiert sind, sogenannte Dekompressions-Unfälle (beim Menschen als „schwerer Tauchunfall“ bekannt). Auch beim Kontakt mit Schiffsschrauben kommt es immer wieder zu schweren Verletzungen.
Nach Marineübungen mit Sonareinsatz werden regelmäßig verendete Wale angespült, die Gasblasen in den Gefäßen haben. Der Schall reicht sehr weit und entfaltet seine verhängnisvolle Wirkung noch in über hundert Kilometern Umkreis. Abhängig von den eingesetzten Frequenzen sind unterschiedliche Arten stärker oder weniger betroffen. Es wird die Forderung erhoben, dass vor entsprechenden ausgedehnten Einsätzen von Sonartechnik zunächst, gegebenenfalls ebenfalls mit Sonar, ausgeschlossen werden muss, dass sich viele Meeressäuger in der Umgebung befinden.

### Kulturelle Bedeutung
Wale spielen in der Kultur von Bewohnern meeresnaher Gebiete und Inseln eine große Rolle. Dabei sind es vor allem Kleinwale wie die Delfine und Schweinswale, die intensiver beobachtet werden konnten und somit in die Mythologie dieser Völker eingehen konnten. Großwale waren dagegen vor allem bekannt durch Walstrandung (besonders Pottwale) oder sie wurden von Seefahrern beschrieben.

#### Vorzeit
Felszeichnungen aus der Steinzeit, wie sie etwa in Roddoy und Reppa (Norwegen) gefunden wurden, zeigen, dass die Tiere auch frühen Kulturen bekannt waren. Wal-Knochen wurden zu zahlreichen Zwecken verwendet. In der neolithischen Siedlung Skara Brae auf Orkney fertigte man aus Wirbeln Kochtöpfe. Manche der Gefäße enthalten Farbspuren, Childe deutet sie als Farbeimer. Aus Foshigarry in Schottland stammt eine Schale aus Walknochen.

#### Altertum

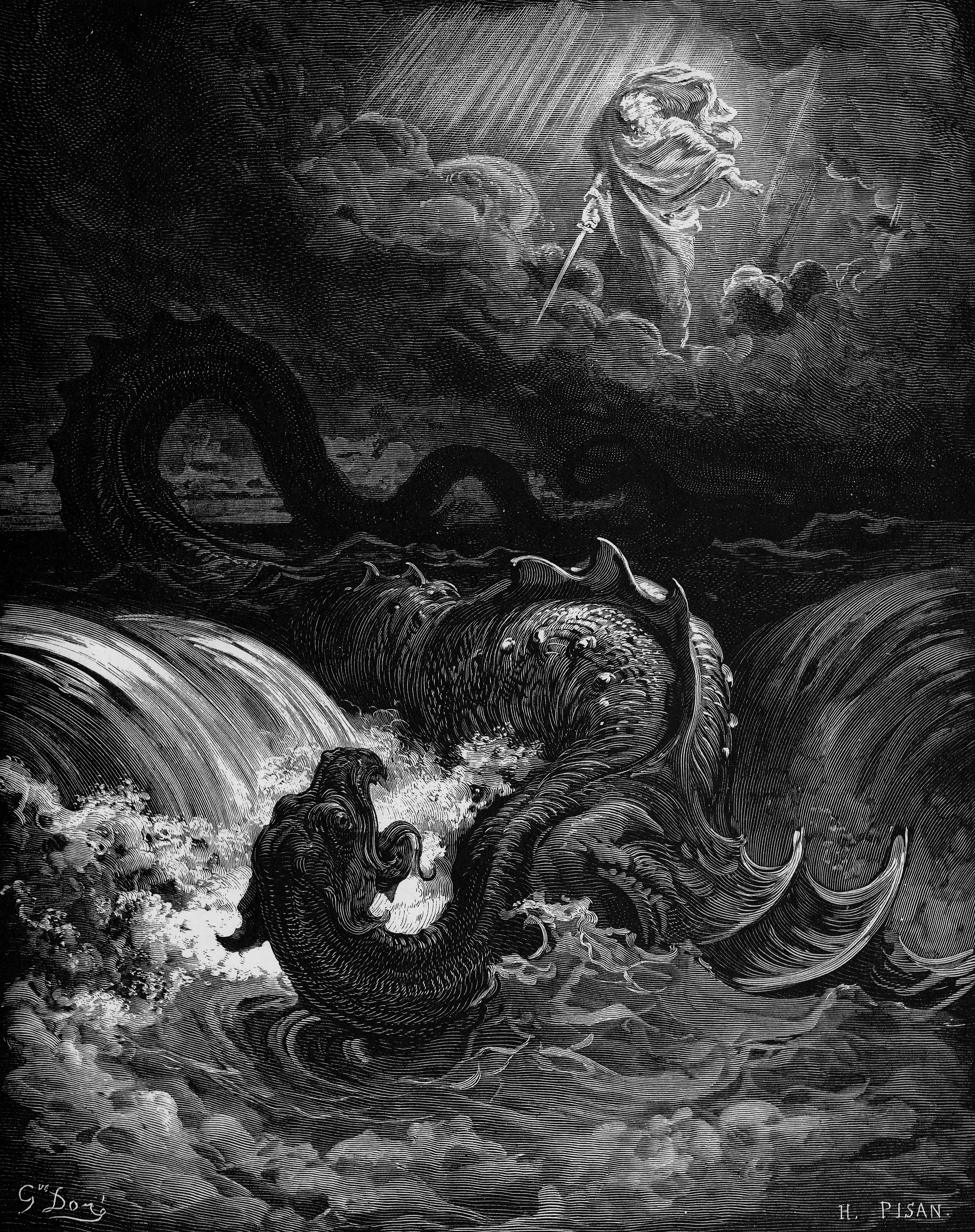
Die Vernichtung des Leviathan, Holzstich aus der illustrierten Bibel von Gustave Doré, 1865

Bei den antiken Griechen wurde der Wal bereits von Homer erstmals erwähnt. Hier wird er kétos genannt, ein Begriff, der zunächst alle großen Meerestiere beinhaltete. Von diesem leitete sich auch die lateinische Bezeichnung der Römer für Wal, cetus, ab. Andere Bezeichnungen waren phálaina (Aristoteles, lateinische Form ballaena) für das weibliche und, mit ironischem Duktus, musculus (Mäuschen) für das männliche Tier. Nordseewale wurde physetér genannt, wobei möglicherweise damit speziell der Pottwal (heute Physeter catodon) gemeint war. Besonders ausführlich werden Wale bei Aristoteles, Plinius und Ambrosius beschrieben. Alle erwähnen sowohl die Viviparie als auch die Säugung der Jungtiere. Plinius beschreibt die mit den Lungen verbundenen Spritzröhren, und Ambrosius behauptet sogar, Wale nähmen ihre Jungtiere zum Schutz ins Maul. Bartenwale sind offenbar nur Aristoteles bekannt.
Mythologisch kann man Wale aufgrund der Gleichsetzung mit anderen großen Meerestieren und Untieren schlecht nachweisen. Anzunehmen ist jedoch, dass das Ungeheuer, dem die eitle Kassiopeia im Auftrag des Meeresgottes Poseidon ihre Tochter Andromeda opfern sollte, die schließlich vom Helden Perseus gerettet wurde, ein Wal war.
In der Bibel spielt vor allem der Leviathan als Meeresungeheuer eine Rolle. Das Wesen vereint Züge eines riesigen Krokodils oder eines Drachen und eines Wales, wurde laut Ps 104,26  von Gott erschaffen und soll auch wieder von ihm zerstört werden (Ps 74,14 ; Jes 27,1 ). Im Buch Ijob wird der Leviathan detaillierter beschrieben (Ijob 40,25 –41,26).
Eindeutiger als Wal erkennbar ist dagegen die Beschreibung des Propheten Jona, der auf seiner Flucht vor der göttlichen Aufgabe, der Stadt Ninive den Untergang zu prophezeien, von einem Wal verschluckt und am Strand ausgespien wird (Jona 2,1-11 ).

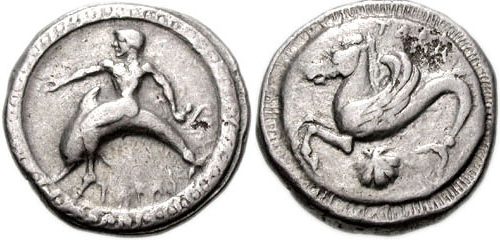
Silbermünze mit Taras auf einem Delfin reitend

Weitaus häufiger als von Großwalen ist in der Antike von Delfinen die Rede. Aristoteles widmet den heiligen Tieren der Griechen in seiner historia animalium einen größeren Raum und geht ausführlich auf ihre Rolle als Wassertiere ein. Die Griechen bewunderten den Delfin als „König der Wassertiere“ und bezeichneten ihn irrtümlicherweise als Fisch. Gerühmt werden seine Schnelligkeit, seine Sprünge, seine Intelligenz und seine geringe Menschenscheu. Sein geistiges Vermögen wird sowohl durch seine Fähigkeit, aus den Fangnetzen von Fischern entkommen zu können als auch bei seiner Zusammenarbeit mit Fischern beim Fischfang wahrgenommen.
Flussdelfine sind aus dem Ganges und – mit hoher Wahrscheinlichkeit fälschlicherweise – dem Nil bekannt. Bei Letzteren erfolgte offenbar eine Gleichsetzung mit Haien und Welsen. Angeblich griffen sie dort sogar Krokodile an. Im Schwarzen Meer jagten die Thraker Delphine, um sie zu essen und Tran aus ihnen herzustellen.

Karte des Sternbildes Walfisch

In der Mythologie der Griechen nehmen Delfine einigen Raum ein. Aufgrund ihrer Intelligenz retteten sie mehrfach Menschen vor dem Ertrinken. Da man ihnen eine besondere Liebe für Musik nachsagte – wohl nicht zuletzt wegen ihres eigenen Gesanges – retteten sie in den Legenden sehr oft berühmte Sänger wie Arion von Lesbos aus Methymna oder Kairanos aus Milet. Ebenso bekannt waren sie für ihre Anhänglichkeit an schöne Knaben, mit denen sie zum Teil sogar in den Tod gingen. Aufgrund der geistigen Fähigkeiten hielt man Delfine für vom Gott Dionysos verzauberte Menschen.
Delfine gehörten zum Gefolge des Poseidon und führten diesem auch seine Gattin Amphitrite zu. Doch werden Delphine auch mit anderen Göttern, beispielsweise Apollon, Dionysos und Aphrodite in Verbindung gebracht. Die Griechen würdigten sowohl den Wal als auch den Delphin mit einem eigenen Sternbild. Das Sternbild des Wals (Kétos, lat. Cetus) befindet sich südlich, das Sternbild des Delphins (Delphís, lat. Delphinus) nördlich des Tierkreises.
In der antiken Kunst gibt es häufig Delfindarstellungen. Schon bei den kretischen Minoern wurden sie dargestellt. Später fand man sie häufig auf Reliefs, Gemmen, Lampen, Münzen, Mosaiken, Grabsteinen usw. Eine besonders beliebte Darstellung ist die des auf einem Delphin reitenden Arion oder auch des Taras. Auch in der frühchristlichen Kunst ist der Delphin ein beliebtes Motiv, nicht zuletzt, da er neben dem Fisch teilweise als Symbol für Christus verwendet wurde.

#### Mittelalter bis 19. Jahrhundert

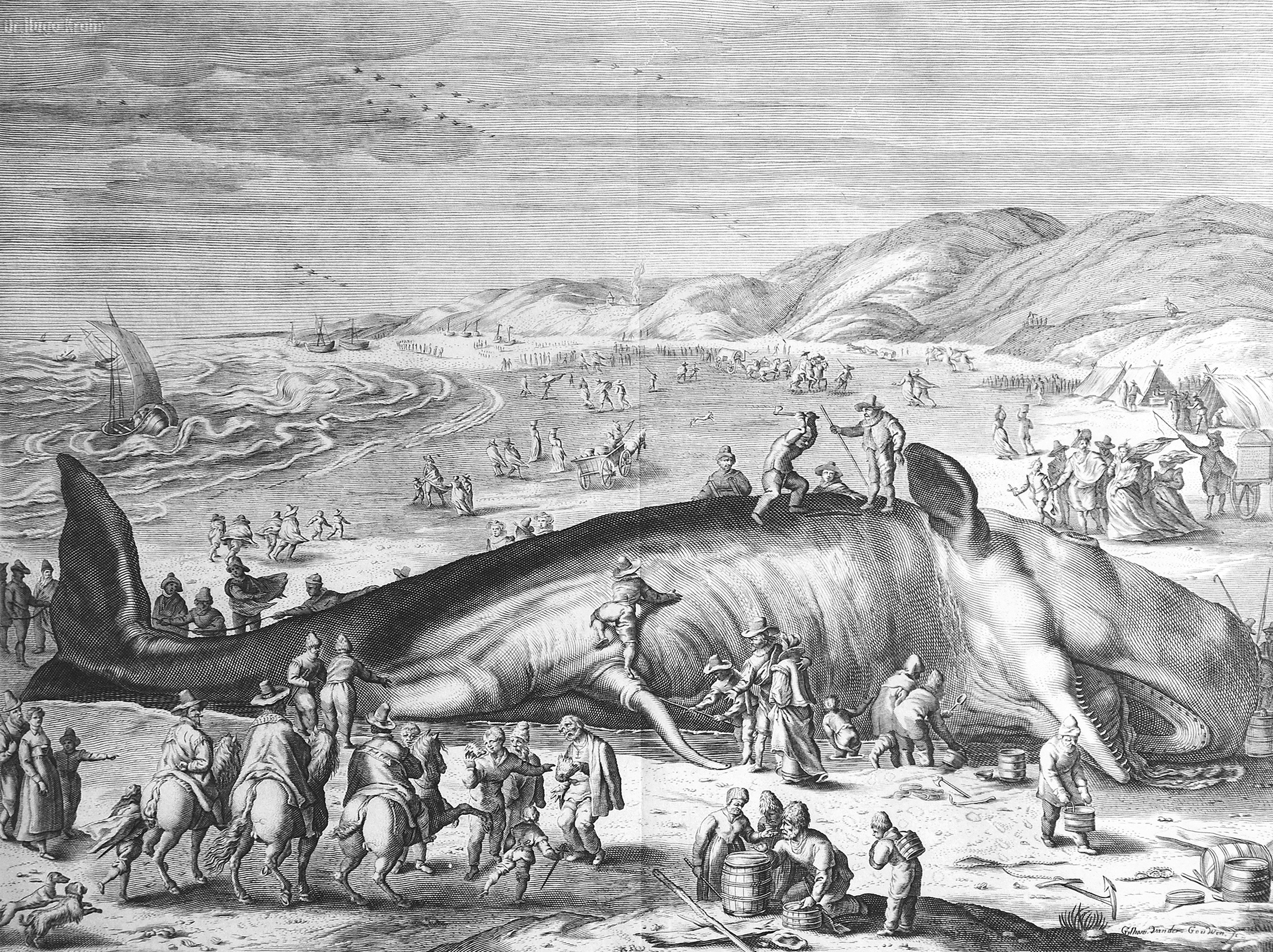
Gestrandeter Pottwal, Darstellung von 1598

Der irische Mönch St. Brendan der Reisende beschrieb in seiner Reiseerzählung Navigatio Sancti Brendani eine Begegnung mit einem Wal, die er in den Jahren zwischen 565 und 573 gemacht haben soll. Dort schilderte er, wie er und seine Begleiter eine baumlose Insel betraten, die sich in der Folge als riesiger Wal herausstellte, den er Jasconicus nannte. Diesen Wal trafen sie sieben Jahre später erneut und ruhten auf seinem Rücken aus.
Die meisten Beschreibungen großer Wale aus der Zeit bis zum Walfangzeitalter ab dem 17. Jahrhundert stammten allerdings von gestrandeten Walen, die durch ihre Leibesfülle und ihr Aussehen keinem anderen bekannten Tier glichen. Dies traf insbesondere für den Pottwal zu, der sehr häufig auch in größeren Gruppen strandet. So strandeten – nach einer Auswertung alter Unterlagen von Raymond Gilmore aus dem Jahre 1959 – um 1723 17 Pottwale in der Mündung der Elbe und 1784 31 Tiere an der Küste Großbritanniens. 1827 trieb ein Blauwal mit einer Länge von 28,5 Metern vor der Küste von Ostende, der skelettiert über sieben Jahre lang durch Europa geschickt wurde. Während dieser Zeit wurden weltweit auch andere Wale gezeigt und lockten als Attraktionen von Museen und Wanderausstellungen Besucher an.

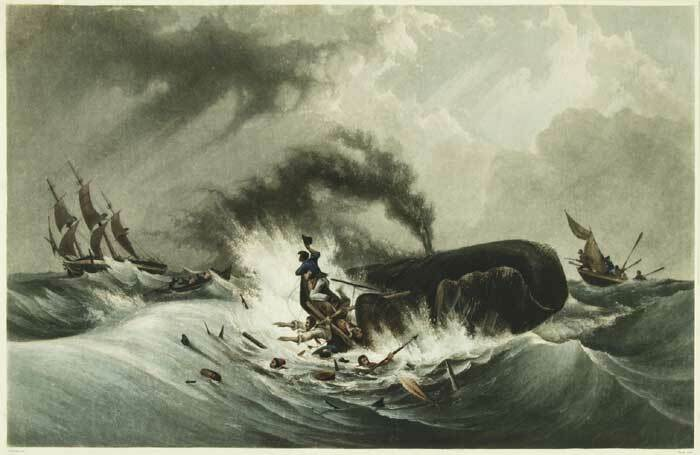
La Baleine, Darstellung um 1840

Vor allem die Matrosen der Walfangflotten des 17. bis 19. Jahrhunderts lieferten konkretere und anschaulichere Darstellungen der freilebenden Wale und die Geschichten von Walbeobachtungen führten zu Geschichten, die zu einem großen Teil dem Seemannsgarn zugeordnet werden können. Obwohl ihnen mittlerweile bekannt war, dass die meisten Wale harmlose Riesen darstellen, beschrieben sie vor allem den Kampf mit den harpunierten Tieren als Gemetzel. Mit der Intensivierung des Walfangs mehrten sich auch die Beschreibungen von Meeresungeheuern, zu denen neben riesigen Walen auch Haie, Seeschlangen sowie Riesenkalmare und -oktopusse gehörten.
Zu den ersten Walfängern, die ihre Erlebnisse auf den Walfangreisen beschrieben, gehörte der britische Kapitän Wilhelm Scoresby, der 1820 das Buch Northern Whale Fishery veröffentlichte und darin die Jagd auf die großen Bartenwale der nördlichen Meere beschrieb. 1835 folgten Thomas Beale, ein britischer Chirurg, mit dem Buch Einige Beobachtungen zur Naturgeschichte des Pottwals und 1840 Frederick Debell Bennett mit der Erzählung von einer Waljagd…. Auch in die erzählende Literatur und der Malerei fanden die Wale Eingang, vor allem in die Romane Moby-Dick von Herman Melville und 20.000 Meilen unter dem Meer von Jules Verne. In dem 1882 erschienenen Kinderbuch Abenteuer des Pinocchio von Carlo Collodi kommt allerdings kein Wal vor, obwohl dies gemeinhin angenommen wird. Die Holzfigur Pinocchio und ihr Erschaffer Geppetto wurden in der Romanvorlage von einem Hai verschlungen. In Otto Julius Bierbaums 1905 erschienen, freien Nacherzählung der Pinocchio-Geschichte, Zäpfel Kerns Abenteuer, werden die Marionette Zäpfel Kern und ihr Vater Pflaume hingegen von einem Wal verschlungen. Erst im 1940 erschienenen Pinocchio-Film der Walt-Disney-Studios wurde auch der Hai der Pinocchio-Geschichte zu einem riesigen, bösartigen Wal.

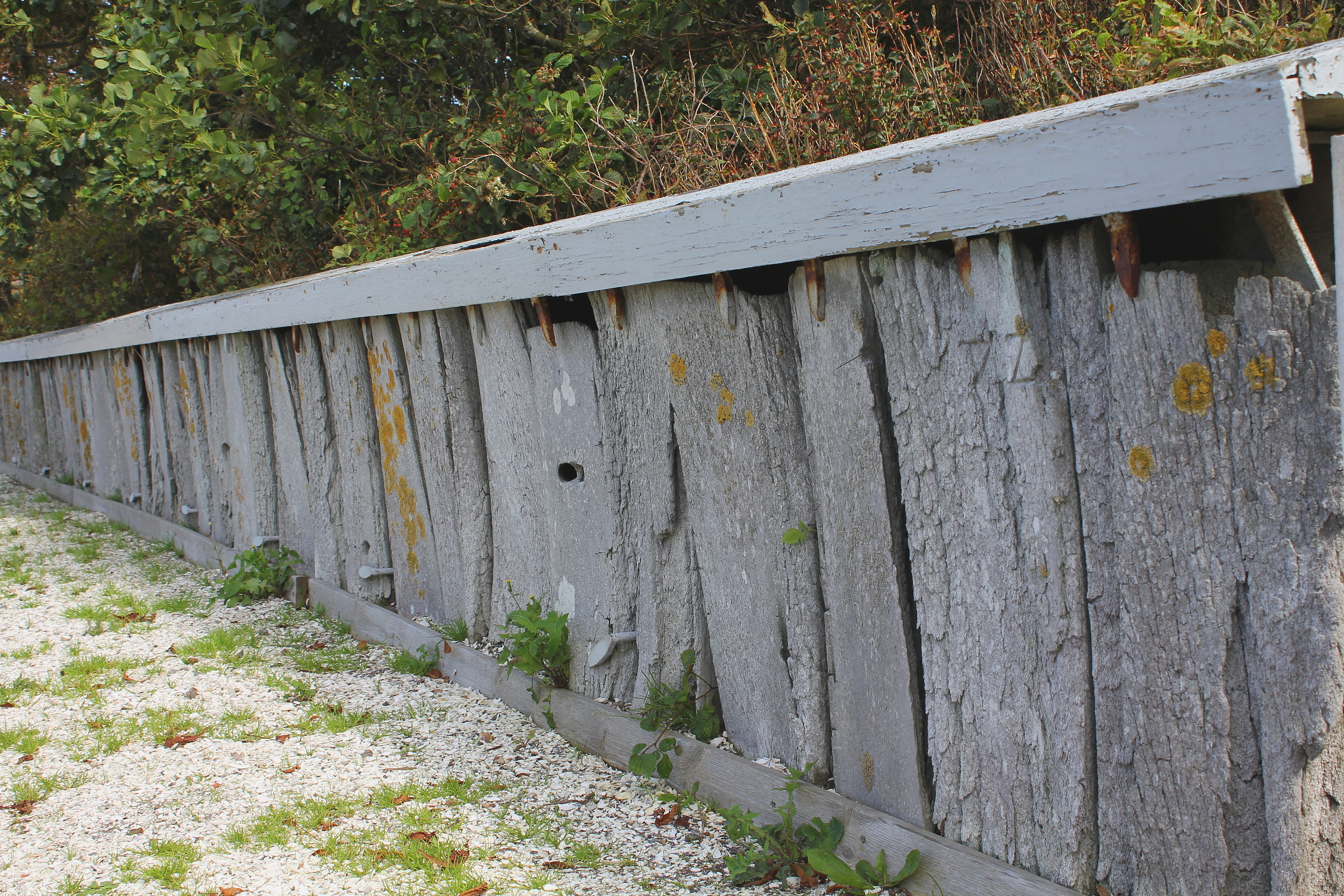
Zaun aus Unterkieferknochen von Bartenwalen auf Rømø

Auch in historischer Zeit wurden Walknochen als Rohmaterial genutzt. Teilweise bestanden nur einzelne Gefäßbestandteile aus Walknochen, wie der Boden eines Eimers im Schottischen Nationalmuseum Edinburgh. Aus Howmae stammt ein Stuhlsitz aus Walbein.
In der Wikingerzeit wurden verzierte Platten aus Walknochen angefertigt, die manchmal als Bügelbretter gedeutet werden.
In der Kanadischen Arktis (Ostküste) wurden Pottwalknochen in der Punuk- und Thule-Kultur (1000–1600 n. Chr.) zur Haus-Konstruktion genutzt. Sie dienten mangels Holz als Dachstütze der Winterhäuser, die halb in die Erde eingetieft waren. Das eigentliche Dach bestand vermutlich aus Fellen, die mit Erde und Moos abgedeckt wurden.

#### Moderne Kultur

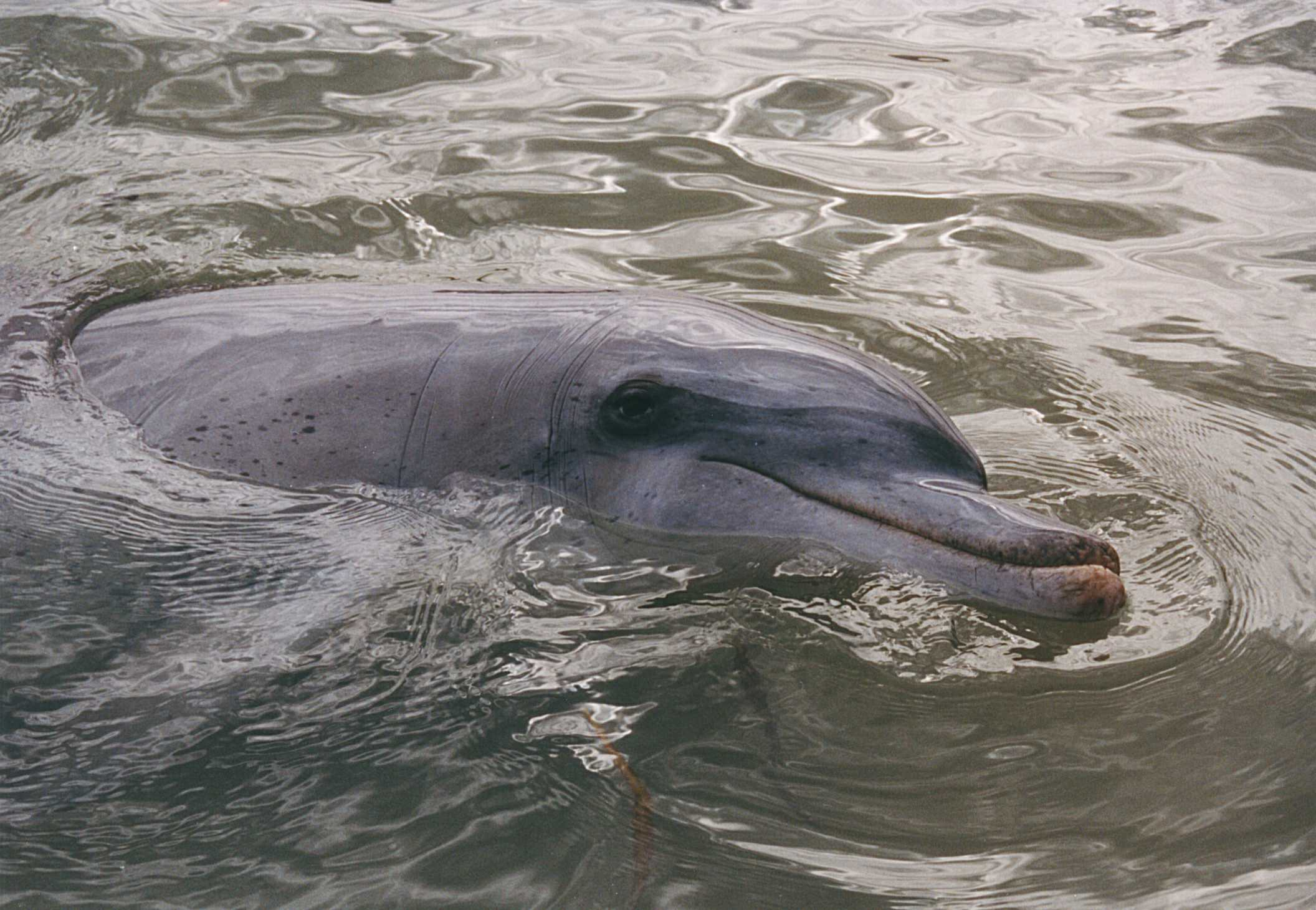
Großer Tümmler (Tursiops truncatus)

Anders als in den vergangenen Jahrhunderten wurden Wale im 20. Jahrhundert nicht mehr als Meeresungeheuer und gefährliche Bestien betrachtet. Mit ihrer zunehmenden Erforschung galten sie nach und nach immer mehr als intelligente und friedfertige Tiere, die von Menschen grundlos gejagt und getötet werden. Vor allen anderen erhielten insbesondere die Delfine diese Rolle, welche sich auch in Filmen und Romanen der 1960er bis 1990er Jahre widerspiegelt. So wurde etwa die Hauptfigur der Serie Flipper, ein Großer Tümmler, ab dem Jahr 1962 neben anderen tierischen Helden wie Rin Tin Tin, Lassie und Fury zu einem Sinnbild tierischer Intelligenz. Dieses Motiv wurde auch in der Serie SeaQuest DSV (1993–1996), dem Walt-Disney-Film Free Willy – Ruf der Freiheit (1993) und der Buchreihe Per Anhalter durch die Galaxis von Douglas Adams sowie in vielen weiteren Filmen und Büchern aufgegriffen.
Das Ansehen der Großwale, bis dahin vor allem durch die Moby-Dick-Verfilmungen geprägt, wandelte sich ebenfalls drastisch. Die Tiere gelten seit dem 20. Jahrhundert teilweise sehr verklärt als „sanfte Giganten“, die friedfertig durch die Meere ziehen. Vor allem die Erforschung des Walgesangs führte zudem zu einer immer stärker werdenden Positionierung im Bereich der Esoterik, die sich der Gesänge bis heute als entspannende Meditationsmusik bedient. Im Film Star Trek IV: Zurück in die Gegenwart stellen Buckelwale mit ihrem Gesang die einzige Rettung für die Menschheit dar. Der Asteroid (2089) Cetacea wurde nach der wissenschaftlichen Bezeichnung der Wale benannt.

## Tonaufnahmen
- Gesang eines Buckelwalsⓘ/?
- Buckelwalgesang an einem windigen Tagⓘ/?